# برج العرب الجديدة
برج العرب الجديدة هي مدينة جديدة من مدن الجيل الأول في مصر، تقع في محافظة الإسكندرية، وتتبع إدارياً لهيئة المجتمعات العمرانية الجديدة، أنشأت بقرار رئيس جمهورية مصر العربية رقم 506 لسنة 1979 تحت اسم "مدينة العامرية الجديدة"، وظلت بهذا الاسم حتى صدر قرار رئيس مجلس الوزراء رقم 1032 لسنة 1989 بتعديل اسمها لتصبح "مدينة برج العرب الجديدة"، تبلغ مساحتها الإجمالية 47403 فدان (191 كم²)، وتبعد عن مدينة الإسكندرية حوالي 55 كم، وعن شاطئ البحر المتوسط وطريق الإسكندرية مطروح الساحلي بحوالي 8 كم، وعن مدينة برج العرب حوالي 3 كم.
أنشأت مدينة برج العرب الجديدة للتخفيف من الازدحام بمدينة الإسكندرية ولتكون امتداداً طبيعياً لها، وتنقسم المدينة طبقًا لمخططها العام إلى ثلاثة عشر حيًّا سكنيًّا، تضم العديد من المدارس، الحضانات، مباني للخدمات الحكومية، مجمعات تجارية، مستشفيات، بنوك، نوادي رياضية، مناطق ترفيهية، منطقة للجامعات، وكذلك عشرة مناطق صناعية تشمل مختلف الأنشطة الصناعية واللوجستية، ويتميز موقع المدينة بأنه يقع على هضبة مرتفعة عن مستوى سطح البحر بثمانيةٍ وعشرين مترًا مما يجعل مناخها جاف وغير رطب، ويبلغ عدد سكان المدينة حسب إحصائيات سنة 2022 حوالي 170 ألف نسمة.

## التاريخ
يعود تاريخ إنشاء مدينة برج العرب الجديدة إلى سنة 1979، عندما صدر قرار رئيس جمهورية مصر العربية محمد أنور السادات رقم 506 بتاريخ 5 ديسمبر 1979، والذي نص على تخصيص أراضي صحراوية مملوكة للدولة ناحية محافظة مطروح لإنشاء تجمع عمراني جديد تحت اسم "مدينة العامرية الجديدة"، وتم تحديد مساحة المدينة الجديدة بحوالي 225 كم²، وبدأ التخطيط الفعلي للمدينة اعتباراً من سنة 1981، وظلت المدينة بهذا الاسم حتى صدر قرار رئيس مجلس الوزراء المصري عاطف صدقي رقم 1032 بتاريخ 31 يوليو 1989 بتعديل اسمها لتصبح "مدينة برج العرب الجديدة"، وذلك بعد زيارة الرئيس المصري حسني مبارك للمدينة وافتتاحه لها في 8 نوفمبر 1988.
كانت المدينة منذ نشأتها داخل النطاق الإداري لمحافظة مطروح، وظلت كذلك حتى تم ضمها إلى محافظة الإسكندرية بقرار رئيس جهورية مصر العربية حسني مبارك رقم 101 بتاريخ 8 مارس 1990، وكانت المدينة في ذلك الوقت لا تتكون سوى من بعض مناطق الحي الأول حيث وصل عدد الوحدات التي تم إنشائها إلى ما يقرب من 2500 وحدة سكنية مقسمة على عمارات إسكان منخفض التكاليف، إسكان اقتصادي، اسكان متوسط، وإسكان فوق متوسط، بالإضافة إلى المنطقة الصناعية الأولى والثانية، وفي نفس العام وصل عدد سكان المدينة إلى ما يقرب من 4000 نسمة، في حين أن المخطط تضمن أن يصل عدد سكان المدينة خلال عشرة سنوات من إنشائها إلى حوالي 100 ألف نسمة،
في 27 سبتمبر 2013 اعتمدت وزارة الإسكان والمرافق والمجتمعات العمرانية المخطط الاستراتيجي العام للمدينة، وفي نفس العام بدأت بإعداد المخطط العام الثاني للمدينة حتى سنة 2032، حيث يهدف المخطط الجديد لزيادة الأحياء السكنية والمناطق الصناعية، وانتهت الوزارة من وضع المخطط العام في يناير 2014، واعُتمد رسميًا سنة 2018، وشمل هذا المخطط أن يصل عدد سكان المدينة إلى 750 ألف نسمة، وإنشاء مناطق لوجستية، صناعية، وحرة، مشروعات إسكان اجتماعي، متوسط، ومتميز، مشروعات ترفيهية، وفصل مداخل المناطق الصناعية عن الأحياء السكنية، وفي مايو 2019 تم تعديل المخطط العام بتغيير أنشطة منطقة الحزام الأخضر ليصبح أنشطة عمرانية وسكنية وخدمية متكاملة.

## الجغرافيا

### الموقع
تقع مدينة برج العرب الجديدة على بعد 55 كم في الاتجاه الجنوبي الغربي لمدينة الإسكندرية، عند التقاء خط العرض 30° 50' 56 شمالاً، وخط الطول 29° 36' 42 شرقاً، على هضبة يقدر ارتفاعها حوالي 28 متراً عن مستوى سطح البحر، يحدها من الشمال مركز برج العرب، ومن الشرق مطار الإسكندرية الدولي، ومن الغرب مركز الحمام، ومن الجنوب حي العامرية، طبيعة الأرض في مدينة برج العرب الجديدة صحراوية لا يوجد بها أنهار أو وديان، وهي منطقة سهلية منبسطة يوجد بها بعض الارتفاعات والانخفاضات البسيطة، والتربة بها رملية مختلطة بالطفالية، ويوجد بها مياه جوفية بها نسبة من الملوحة على عمق يتراوح بين 30 إلى 70 متر من مستوى السطح.
| المدينة            | الحمـام | الإسكندرية | العلمين | دمنهور | كفر الشيخ | طـنطـا | القاهـرة | المنصورة |
| ------------------ | ------- | ---------- | ------- | ------ | --------- | ------ | -------- | -------- |
| المسافة بالكيلومتر | 22      | 55         | 73      | 113    | 172       | 175    | 223      | 283      |

### المناخ
المناخ السائد في مدينة برج العرب الجديدة هو المناخ الصحراوي، إذ يتميز بصيفه الحار وشتائه الرطب نوعاً ما، ويبلغ متوسط الحرارة السنوي 24.42 درجة مئوية، ويعد شهر يناير أبرد شهور السنة بمتوسط 11.9 درجة مئوية، وأغسطس أشدها حرارة بمتوسط 25.3 درجة مئوية، وبالنسبة لمستوى الرطوبة فهو منخفض نظراً لطبيعة المنطقة الجافة وارتفاعها عن مستوى سطح البحر، ويبلغ متوسط هطول الأمطار سنويًا حوالي 109 ملم، وتتميز المدينة بهدوء نسبي للرياح، فيما عدا أوقات رياح الخماسين وأثناء النوات الشتوية، وتهب خلال فصلي الخريف والصيف من اتجاه الشمال والشمال الغربي، ومن اتجاه الجنوب الشرقي خلال فصلي الربيع والشتاء.
| البيانات المناخية لـبرج العرب الجديدة | البيانات المناخية لـبرج العرب الجديدة | البيانات المناخية لـبرج العرب الجديدة | البيانات المناخية لـبرج العرب الجديدة | البيانات المناخية لـبرج العرب الجديدة | البيانات المناخية لـبرج العرب الجديدة | البيانات المناخية لـبرج العرب الجديدة | البيانات المناخية لـبرج العرب الجديدة | البيانات المناخية لـبرج العرب الجديدة | البيانات المناخية لـبرج العرب الجديدة | البيانات المناخية لـبرج العرب الجديدة | البيانات المناخية لـبرج العرب الجديدة | البيانات المناخية لـبرج العرب الجديدة | البيانات المناخية لـبرج العرب الجديدة |
| الشهر                                 | يناير                                 | فبراير                                | مارس                                  | أبريل                                 | مايو                                  | يونيو                                 | يوليو                                 | أغسطس                                 | سبتمبر                                | أكتوبر                                | نوفمبر                                | ديسمبر                                | المعدل السنوي                         |
| ------------------------------------- | ------------------------------------- | ------------------------------------- | ------------------------------------- | ------------------------------------- | ------------------------------------- | ------------------------------------- | ------------------------------------- | ------------------------------------- | ------------------------------------- | ------------------------------------- | ------------------------------------- | ------------------------------------- | ------------------------------------- |
| متوسط درجة الحرارة الكبرى °م (°ف)     | 17.0 (62.6)                           | 18.0 (64.4)                           | 19.9 (67.8)                           | 24.0 (75.2)                           | 26.4 (79.5)                           | 29.4 (84.9)                           | 29.5 (85.1)                           | 30.5 (86.9)                           | 28.1 (82.6)                           | 27.4 (81.3)                           | 23.4 (74.1)                           | 19.4 (66.9)                           | 24.42 (75.96)                         |
| المتوسط اليومي °م (°ف)                | 11.9 (53.4)                           | 13.0 (55.4)                           | 14.7 (58.5)                           | 17.8 (64.0)                           | 21.0 (69.8)                           | 24.1 (75.4)                           | 24.9 (76.8)                           | 25.3 (77.5)                           | 23.9 (75.0)                           | 21.7 (71.1)                           | 18.1 (64.6)                           | 14.2 (57.6)                           | 19.22 (66.60)                         |
| متوسط درجة الحرارة الصغرى °م (°ف)     | 6.9 (44.4)                            | 8.1 (46.6)                            | 9.5 (49.1)                            | 11.7 (53.1)                           | 15.6 (60.1)                           | 18.9 (66.0)                           | 20.4 (68.7)                           | 20.2 (68.4)                           | 19.7 (67.5)                           | 16.1 (61.0)                           | 12.8 (55.0)                           | 9.1 (48.4)                            | 14.08 (57.34)                         |
| الهطول مم (إنش)                       | 31 (1.2)                              | 16 (0.6)                              | 10 (0.4)                              | 1 (0.0)                               | 1 (0.0)                               | 0 (0)                                 | 0 (0)                                 | 0 (0)                                 | 0 (0)                                 | 3 (0.1)                               | 23 (0.9)                              | 24 (0.9)                              | 109 (4.3)                             |
| متوسط الرطوبة النسبية (%)             | 65                                    | 61                                    | 59                                    | 58                                    | 61                                    | 66                                    | 68                                    | 70                                    | 66                                    | 67                                    | 66                                    | 66                                    | 64.4                                  |
| ساعات سطوع الشمس اليومية              | 7.3                                   | 8                                     | 9.1                                   | 10.5                                  | 11.3                                  | 11.7                                  | 11.4                                  | 10.3                                  | 9.8                                   | 8.6                                   | 7.9                                   | 7.2                                   | 9.4                                   |
| المصدر: 1.                            |                                       |                                       |                                       |                                       |                                       |                                       |                                       |                                       |                                       |                                       |                                       |                                       |                                       |

## المخطط العام
تبلغ المساحة الإجمالية لمدينة برج العرب الجديدة حوالي 47403 فدان (191 كم²) تضم مناطق سكنية، خدمية، صناعية، وترفيهية، وتنقسم المدينة إلى ثلاثة عشر حيًا سكنيًا بخلاف المناطق الصناعية، ويتكون المخطط العام للمدينة مما يلي:
- الحي الأول وهو مركز المدينة ويضم مختلف فئات السكن وهي الاقتصادي، المتوسط، فوق المتوسط، والمتميز، ويضم كذلك جهاز المدينة، منطقة البنوك، مجمع المهندسين السكني،[18] مستشفى برج العرب المركزي، الإدارة الطبية، مراكز طبية خاصة، المحكمة،[19][20] مجمعات تجارية، قسم الشرطة، نقطة الدفاع المدني، السجل المدني،[21] قصر الثقافة، مركز الشباب،[22] مركز الخدمات البريدية، مكتب الشهر العقاري، مأمورية الضرائب، مكتب التموين، مكتب القوى العاملة، مدارس حكومية وخاصة وأزهرية، والحديقة المركزية.
- الحي الثاني يضم فئات الإسكان الاقتصادي والمتوسط، وحدة صحية، مجمعات تجارية، مدارس حكومية[23] وخاصة، ونقطة الدفاع المدني.
- الحي الثالث يضم فئات الإسكان المتوسط وفوق المتوسط، مكتب التأمينات الاجتماعية، مجمعات تجارية، مدارس حكومية، المقر المؤقت وسكن طلاب الجامعة المصرية اليابانية للعلوم والتكنولوجيا، ومجمع الإسكان المتوسط «دار مصر».[24]
- الحي الرابع يضم فئات الإسكان المتميز، مجمعات سكنية تحت الإنشاء، ونوادي رياضية هي فرع نادي سموحة،[25] مشروع فرع نادي الاتحاد السكندري،[26]
- الحي الخامس يضم فئات الإسكان الفوق متوسط والمتميز، مجمعات سكنية، وقطع أراضي تحت التجهيز.[27]
- الحي السادس يضم فئات الإسكان الاقتصادي والمتوسط، ومحطة رفع لمياه الشرب.
- الحي السابع يضم فئات الإسكان الاقتصادي والمتوسط، مساكن ابني بيتك،[28] ومشروع إسكان المحامين.[29]
- الحي الثامن يضم فئات الإسكان الاقتصادي والمتوسط، عمارات الإسكان الاجتماعي،[30][31] ومشروع عمارات وزارة الأوقاف،[32] مدارس حكومية، مركز شباب، وحدة صحية، ومراكز تجارية.
- الحي التاسع يضم فئات الإسكان الاقتصادي والمتوسط، وعمارات سكن لكل المصريين.[33]
- الحي العاشر يضم فئات الإسكان الاقتصادي والمتوسط، وبعض المجمعات السكنية الخاصة.
- الأحياء 11، 12، 13 لا تزال أراضي فضاء لم يتم تخصيصها أو إيصال المرافق لها.
- المحور المركزي وهو محور الخدمات الرئيسي بالمدينة، ويمتد بطول المدينة من شرقها إلى غربها، يبلغ مساحته حوالي 2000 فدان، ويضم مشروع جامعة سنجور،[34][35] سنترال المدينة، مساجد، نقطة دفاع مدني، فندق، كنيسة العذراء مريم، مستشفى برج العرب الجامعي،[36] الموقف العمومي لنقل الركاب،[37] مجمعات تجارية، السويقة،[38] وحدة تراخيص السيارات، وسوق الجملة المركزي.[39]
- منطقة الجامعات تقع بين الحي الثالث والحي السادس، وتبلغ مساحتها حوالي 1160 فدان، تضم مدينة الأبحاث العلمية والتطبيقات التكنولوجية،[40] الجامعة المصرية اليابانية للعلوم والتكنولوجيا،[35][41] جامعة برج العرب التكنولوجية،[35][42] والمنطقة التكنولوجية.[43][44]
- منطقة الحزام الأخضر تقع شمال الطريق الرئيسي البحري للمدينة وجنوب ترعة بهيج وتمتد بطول المدينة من شرقها إلى غربها،[45] تبلغ مساحتها حوالي 5334 فدان،[46] وتضم أراضي ذات طبيعة زراعية وبضع نجوع غير مخططة، وبحسب المخطط التفصيلي للمنطقة فإنها من المفترض أن تضم أنشطة حديقة حيوان، أسماك، حدائق إقليمية، منطقة معارض ومهرجانات دولية هايبر ماركت، منتج ترفيهى سياحى للألعاب الرياضية، منتجع جولف، منتجعات مميزة، ومركز خدمات زراعية، وتم تعديل المخطط في مايو 2019 ليصبح أنشطة عمرانية وسكنية وخدمية متكاملة.[47][48]
- منطقة شرق المدينة تمتد حتى مطار برج العرب الدولي، وتضم المقابر،[49] نادي كلية سان مارك، الغابة الشجرية، محطة معالجة مياه الصرف الصحي، فرع المعهد الفني للعلوم والتكنولوجيا، معسكر للأمن المركزي، معسكر للقوات المسلحة، المنطقة الحرة، ومشروعات صناعية ولوجستية جاري إنشاءها وأخرى مخطط لها.
- المناطق الصناعية الأولى، الثانية، الخامسة، والسادسة تقع في شرق المدينة، أما الثالثة والرابعة تقع جنوب المدينة، بالإضافة إلى منطقتين للورش والصناعات الصغيرة بالحي الأول.

## السكان

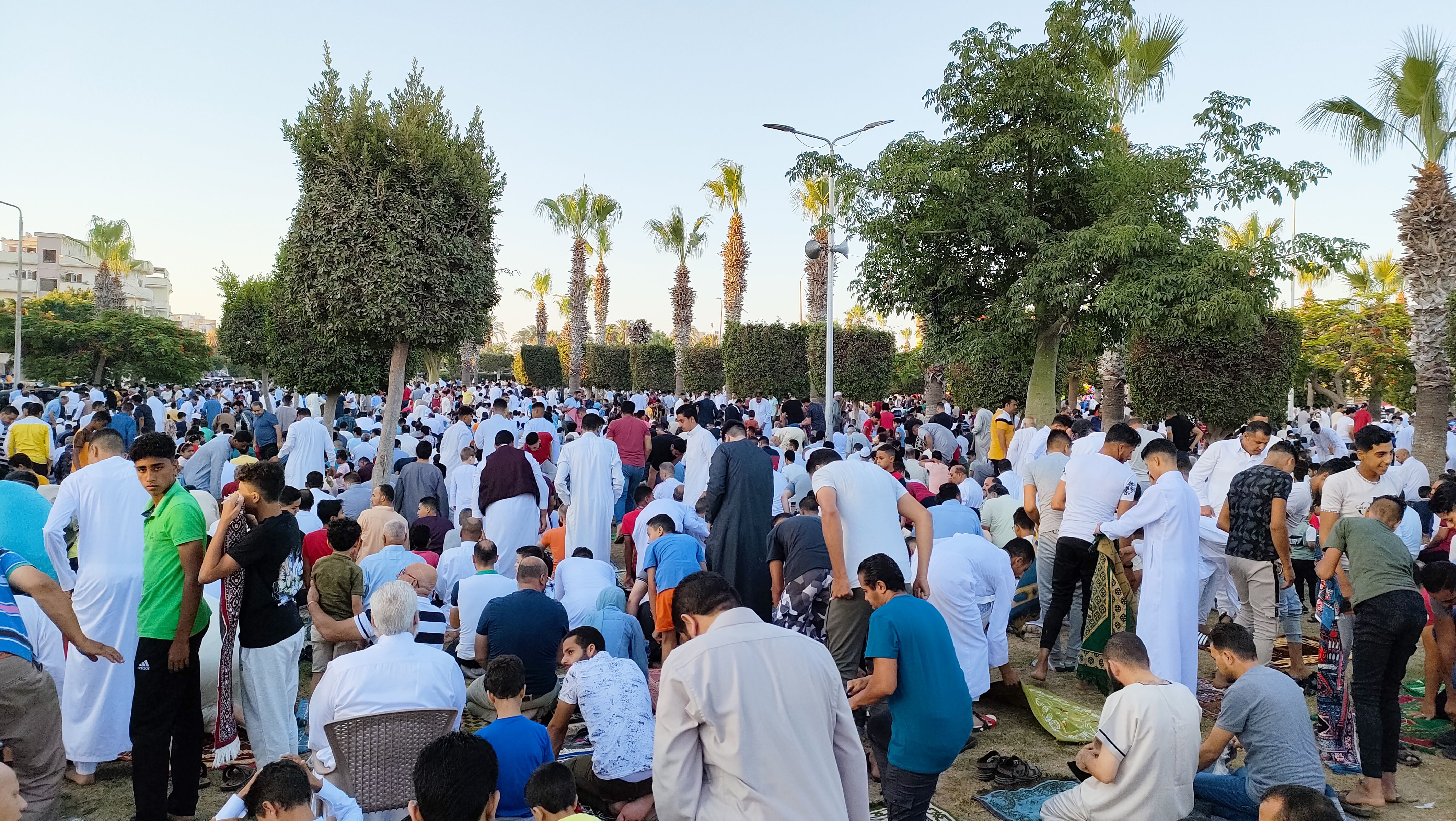
السكان في صلاة عيد الأضحى المبارك

يبلغ عدد سكان مدينة برج العرب الجديدة حوالي 170 ألف نسمة حسب إحصائيات سنة 2022، وتبلغ الكثافة السكانية حوالي 14.7 نسمة/ كم²، ومن المخطط أن يصل عدد السكان عند اكتمال نمو المدينة سنة 2052 إلى مليون نسمة، ومعظم سكان المدينة من المتعلمين والمثقفين، وجذبت المدينة سكانها من المناطق والمدن والمحافظات المحيطة بها خاصة من محافظة الإسكندرية، محافظة البحيرة، محافظة مطروح، ومحافظة كفر الشيخ، ولهذا ينتمي سكان المدينة إلى فئات وخلفيات وثقافات اجتماعية متباينة ومختلفة، ويعمل أغلبية سكان المدينة كموظفين أو عمال في المناطق الصناعية أو في مهن أخرى حرفية أو تجارية.
| السنة      | 1990   | 2007     | 2011     | 2022     |
| ---------- | ------ | -------- | -------- | -------- |
| عدد السكان | ▲ 4000 | ▲ 111391 | ▲ 150300 | ▲ 170000 |

## الدين

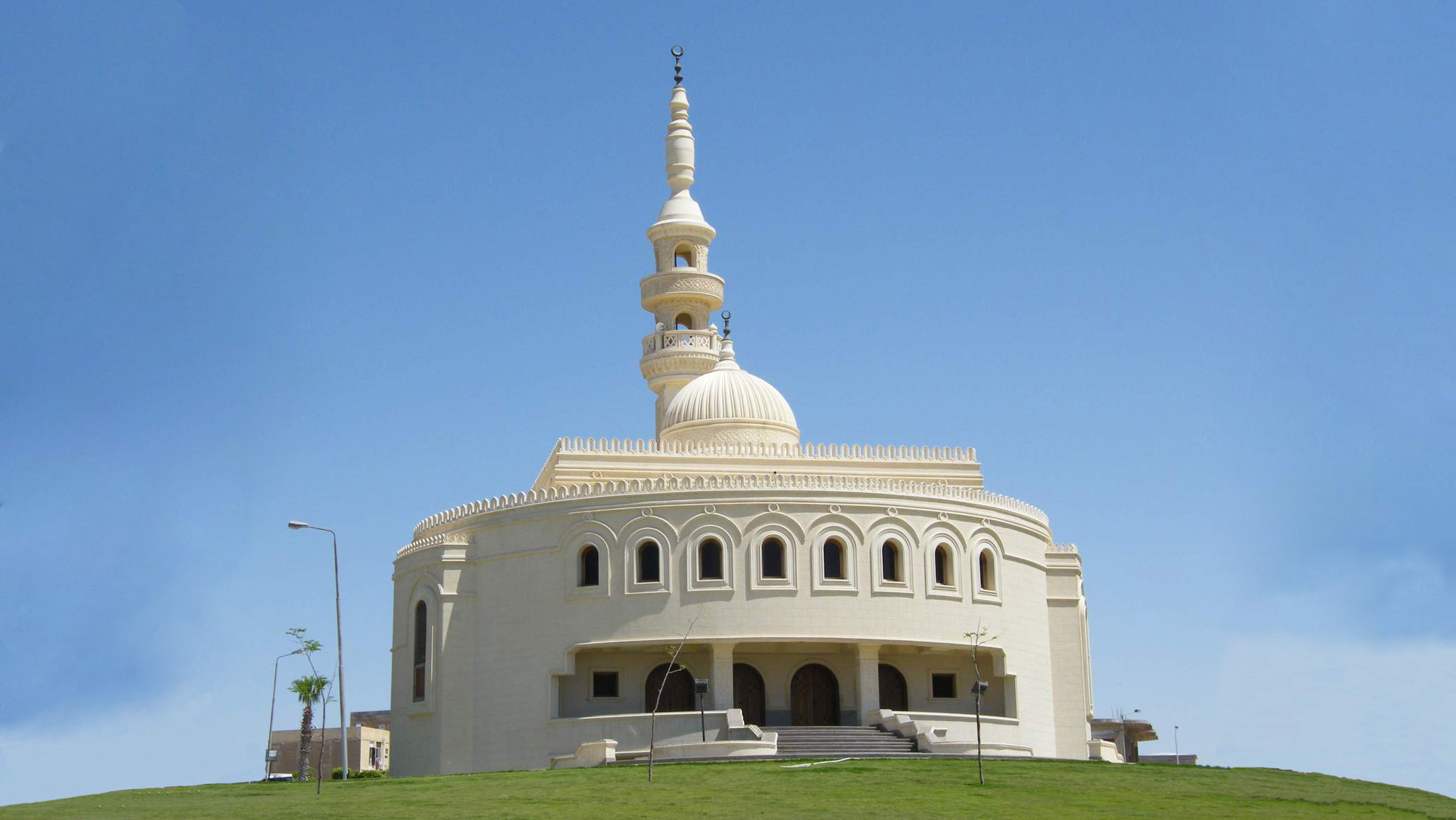
مسجد اللطيف الستار

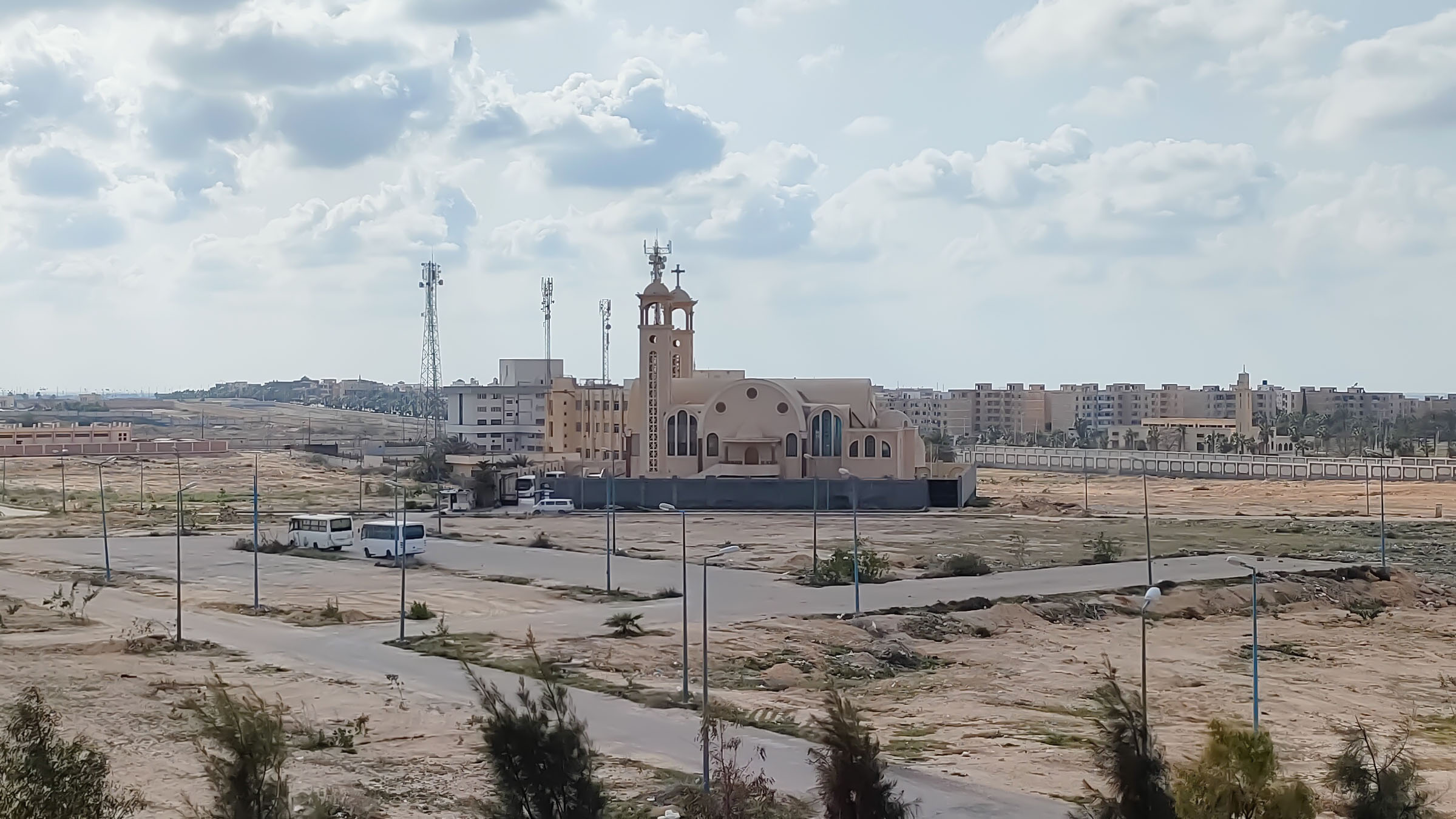
كنيسة السيدة العذراء

يعتنق أغلب السكان الدين الإسلامي على مذهب أهل السنة والجماعة، فيما يعتنق البقية الديانة المسيحية على مذهب الكنيسة القبطية الأرثوذكسية، تضم مدينة برج العرب الجديدة العديد من المساجد من أهمها المسجد العتيق، مسجد اللطيف الستار، مسجد مدينة المهندسين، مسجد عبد الرحمن بن عوف. مسجد التقوى، مسجد الإسراء، مسجد الشهيد، مسجد بلال بن رباح، مسجد الكريم الأكرم، مسجد المصطفى، مسجد الأشراف، مسجد الحي القيوم، مسجد الرحيم، مسجد الرحمن، مسجد الصحابة، مسجد الفاروق، مسجد عباد الرحمن، مسجد البر، مسجد أحمد منسي، مسجد الجمعية الشرعية، مسجد نور الإيمان، مسجد أنصار السنة، مسجد الروضة، مسجد قباء، مسجد التوحيد، كما تضم المدينة كنيستين هما كنيسة السيدة العذراء، وكنيسة الشهيد مارجرجس.

## الخدمات

### الصحة
تضم مدينة برج العرب الجديدة العديد من المنشأت الطبية الحكومية، منها ما هو تابع لوزارة الصحة والسكان مثل مستشفى برج العرب المركزي، بطاقة استيعابية بلغت سنة 2020 حوالي 42 سرير، المركز الصحي، وخمسة وحدات طب الأسرة، وتتبع جميعها لمديرية الشئون الصحية بمحافظة الإسكندرية، بالإضافة إلى عيادة برج العرب الشاملة للتأمين الصحي، وتتبع للهيئة العامة للتأمين الصحي، وأيضًا ما هو تابع لوزارة التعليم العالي والبحث العلمي مثل مستشفى برج العرب الجامعي، والذي يضم أول مركز حكومي متخصص في علاج سرطان الأطفال بالمجان في مصر، بطاقة استيعابية بلغت سنة 2015 حوالي 80 سرير، ويتبع لمستشفيات جامعة الإسكندرية، كما تضم المدينة العديد من المنشأت الطبية الخاصة مثل مستشفى السلام الملكي، مركز الجويلي الطبي، مركز عبد الفضيل الطبي، مركز التميز الطبي، مبرة البرج التخصصي، معامل مبرة العصافرة، معامل الثقة، والعديد من العيادات الخاصة، ونقطتين تابعتين لهيئة الإسعاف المصرية.

### التعليم
تضم مدينة برج العرب الجديدة العديد من المدارس بمختلف مجالاتها ومراحلها التعليمية، ففي العام الدراسي 2016 - 2017 بلغ عدد المدارس الموجودة في المدينة تسعة وعشرون مدرسة قائمة، وخمسة عشر مدرسة تحت الإنشاء، وبلغ عدد الطلاب الملتحقين بها حوالي 15805 طالبًا، منهم 3000 طالب بمرحلة رياض الأطفال، 6146 طالبًا بالمرحلة الابتدائية، 3455 طالبًا بالمرحلة الإعدادية، 3204 طالبًا بالمرحلة الثانوية، ومن أهم مدارس المدينة المدرسة المصرية اليابانية 1، 2، مدرسة المتفوقين في العلوم والتكنولوجيا، ستة معاهد أزهرية، مدرسة سيدبك للتكنولوجيا التطبيقية، مدرسة هارفست الدولية، مدرسة القيروان، مدرسة برج العرب الثانوية الصناعية العسكرية، مجمع يناير 25 يناير، مدرسة الحي الثاني، مدرسة الحي الثالث، مدرسة ابني بيتك، المعهد الفني للعلوم والتكنولوجيا، ومدرسة الإسكان الاجتماعي، بالإضافة لذلك تضم المدينة العديد من الجامعات، المعاهد، والهيئات البحثية مثل الجامعة المصرية اليابانية للعلوم والتكنولوجيا، جامعة برج العرب التكنولوجية، جامعة سنجور، المعهد العالى للهندسة والتكنولوجيا ببرج العرب، ومدينة الأبحاث العلمية والتطبيقات التكنولوجية.

### الرياضة والترفيه
تضم مدينة برج العرب الجديدة العديد من المنشأت الرياضية الحكومية هي مركز شباب برج العرب الجديدة، مركز شباب مهيد الهواري، مركز شباب الحي الثامن، ونادي الزهور، وكذلك منشأت وأندية رياضية خاصة هي فرع نادي سموحة، فرع نادي الاتحاد السكندري، أما على المستوى الترفيهي فتضم المدينة العديد من المنشأت الترفيهية والثقافية هي قصر ثقافة برج العرب الجديدة، منطقة كانديلا الترفيهية، ملاهي ديزني العرب، فندق دار الضيافة، وفندق رويال إن، والعديد من المجمعات التجارية، المقاهي، والحدائق العامة.

## البنية التحتية

### الطرق والمواصلات
بلغت إجمالي شبكات الطرق بمدينة برج العرب الجديدة سنة 2022 ما يقرب من 653 كم، وترتبط بطريق القاهرة - الإسكندرية الصحراوي من خلال طريق الكافوري - برج العرب الجديدة والمدخل الشمالي للمدينة بطول 27 كم، وبالطريق الدولي الساحلي من خلال محور كليوباترا بطول 8 كم، وبمطار برج العرب الدولي من خلال طريق المدخل الشرقي للمدينة بطول 13 كم.
يُعتبر التوك توك وسيلة النقل الداخلي الرئيسي داخل المدينة، بخلاف ذلك تضم المدينة موقف عمومي لنقل الركاب بمنطقة المحور المركزي تديره الشركة الوطنية لإنشاء وتنمية الطرق يوجد به منظومة نقل داخلي مكونة من حافلات تتبع لجهاز المدينة وخطوط سرفيس وسيارت أجرة، وكذلك حافلات تابعة للهيئة العامة لنقل الركاب بمحافظة الإسكندرية، ويوجد به سيارات الميكروباص الأجرة وخطوط الحافلات والتي تربط المدينة بعدة مناطق مثل محطة مصر، محطة الرمل، المنشية، موقف محرم بك، العامرية، الكيلو 21 والعاصمة القاهرة.
ترتبط المدينة بمدينة الإسكندرية من خلال قطار ينطلق من محطة قطار سيدي جابر إلى المدينة بمعدل أربعة رحلات يوميًا، ويتم حالياً إنشاء محطة قطارات رئيسية ضمن مشروع الخط الأول للقطار الكهربائي السريع على بعد 1.5 كم شمال الحي الأول.

### مياه الشرب والصرف الصحي
تتغذى مدينة برج العرب الجديدة بمياه الشرب من خلال محطة معالجة المياه الكيلو 40 «مريوط 2» الواقعة على طريق القاهرة - الإسكندرية الصحراوي، والتابعة لشركة مياه الشرب بالإسكندرية وذلك عن طريق ثلاث خطوط بأقطار 1000، 1500، 1500 مليمتر، بطاقة حوالي 166 ألف متر مكعب يومياً، إلى ثلاثة محطات رفع مياه بالمدينة بقدرات رفع حوالي 92880 متر مكعب يومياً، بالإضافة إلى عدد برجين للمياه بالمنطقة الصناعية الثانية والحي السادس لاستخدامهم في أوقات الطوارئ، وبلغت طول شبكات توزيع المياه في المدينة سنة 2022 حوالي 655 كم.
تضم المدينة محطتي معالجة لمياه الصرف الصحي تابعتين لشركة الصرف الصحي بالإسكندرية، الأولى تعمل بنظام برك الأكسدة بطاقة 100 ألف متر مكعب يومياً وتقع شرق المدينة، أما الثانية فتعمل بنظام المعالجة الثلاثية بطاقة 115 ألف متر مكعب يومياً كمرحلة أولى من إجمالي ثلاثة مراحل بطاقة إجمالية سنصل إلى 345 ألف متر مكعب يومياً، وتقع غرب المدينة، وبلغت طول شبكة مياه الصرف الصحي في المدينة سنة 2022 حوالي 446 كم.

### الكهرباء والغاز الطبيعي
تتغذى مدينة برج العرب الجديدة من الكهرباء من خلال شركة الإسكندرية لتوزيع الكهرباء، وبلغ طول الشبكات الكهربائية بالمدينة سنة 2022 ما يقرب من 2512 كم، وقدرة المحطات الكهربائية 325 ميجا فولت، وبلغ عدد المحولات بالمدينة 87 محول، وعدد 19 موزع في مختلف الأحياء السكنية والمناطق الصناعية.
بلغ طول خطوط الغاز الطبيعي بالمدينة سنة 2022 أكثر من 100 كم، تتبع للشركة الوطنية للغاز، وقدرة محطات الغاز 100 ألف متر مكعب في الساعة، وعدد منظمات الشبكة 12 منظم على كل الخطوط.

### الاتصالات
بلغ طول شبكة الإتصالات الأرضية بالمدينة سنة 2022 ما يقرب من 777 كم، موزعة على كافة الأحياء السكنية والمناطق الصناعية، وذلك من خلال مبنى سنترال المدينة التابع للشركة المصرية للاتصالات بسعة 30 ألف خط أرضي قابل للزيادة، بالإضافة إلى وجود أبراج تقوية لشبكات الهاتف المحمول في مختلف أنحاء المدينة، كما تضم المدينة مركز للخدمات البريدية تابع للبريد المصري ويقع بالحي الأول.

## الاقتصاد
تضم مدينة برج العرب الجديدة منطقة مخصصة للبنوك وسط الحي الأول، ضمت سنة 2022 أربعة عشر فرعًا للبنوك العاملة في مصر هي بنك مصر، بنك الإسكندرية، البنك الأهلي المصري، البنك التجاري الدولي CIB، بنك التنمية الصناعية، البنك العربي الإفريقي الدولي، البنك المصري لتنمية الصادرات، بنك التعمير والإسكان، بنك البركة مصر، بنك كريدي أجريكول مصر، بنك قطر الوطني مصر، المصرف المتحد، بنك قناة السويس، وبنك القاهرة.
بلغت المساحة الإجمالية المخصصة للنشاط الصناعي في المدينة سنة 2022 حوالي 4453 فدان، مقسمة على خمسة مناطق صناعية قائمة، بخلاف خمسة مناطق من المقرر إنشائها، ضمت أكثر من 1300 مصنع، برأس مال حوالي 17.7 مليار جنيه بإنتاج سنوي حوالي 21.7 مليار جنيه، وأتاحت هذه المصانع ما يقرب من 103 ألف فرصة عمل بأجور سنوية تصل إلى 411 مليون جنيه، ومن أهم المصانع الموجودة بالمدينة مجموعة فرج الله، المصرية البريطانية لتصنيع السيارات، كوبوش مصر للتغليف، ليسيكو للصناعات الخزفية، العلمين للطباعة، المصرية للصناعات الغذائية جريت فودز، جرين فالي أويل سيرفيس، الغرابلي للأعمال الهندسية المتكاملة، العربية للمطاحن والصناعات الغذائية، ليبتون مصر، فاركو للأدوية، الفرعونية للأدوية، الإسكندرية لصناعة المواد الغذائية، والعلا للحديد والصلب، ومجمع صوامع غلال برج العرب الجديدة سعة 90 ألف طن، وسوق الجملة المركزي الجديد.

## معرض الصور

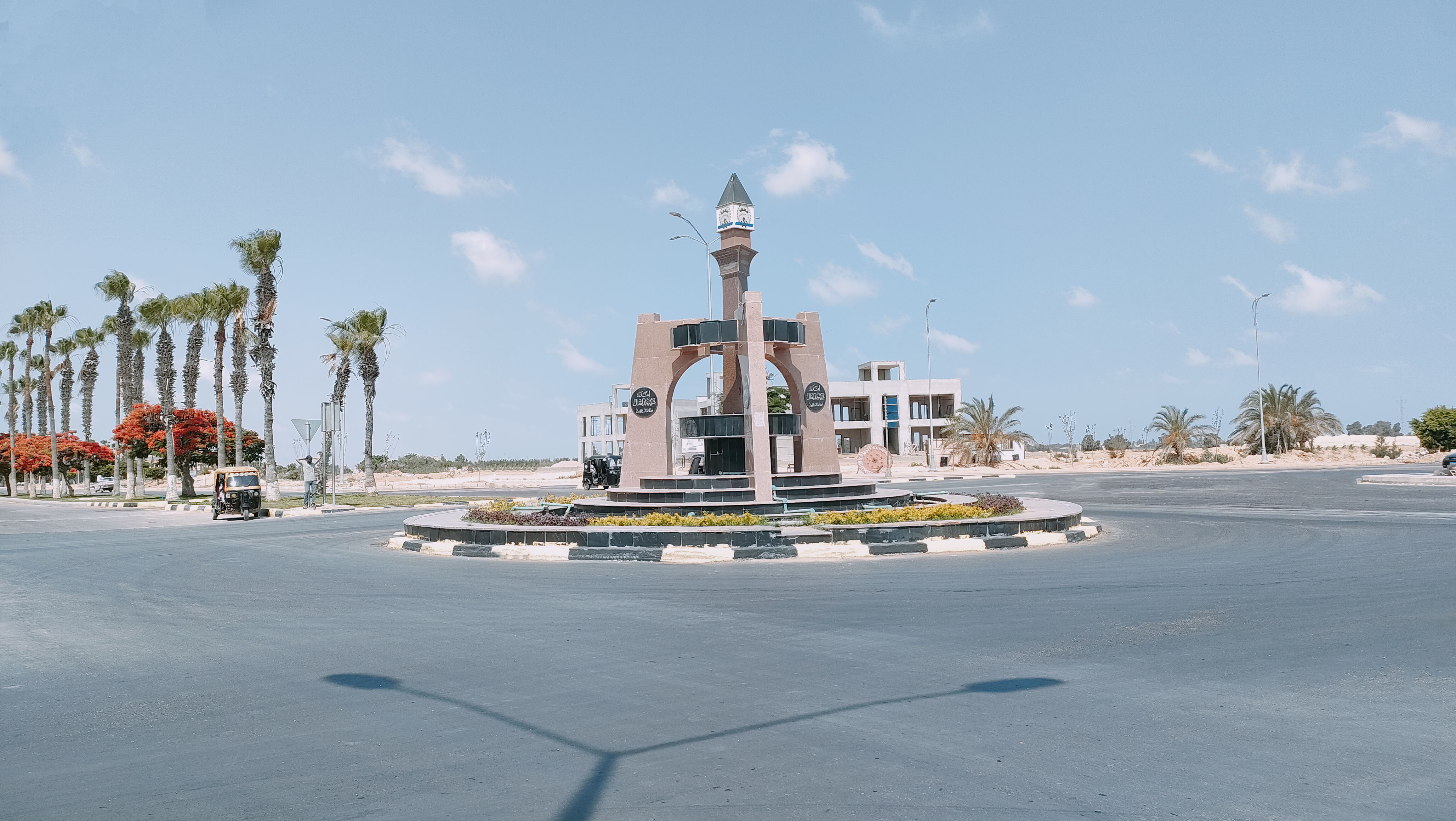
ميدان العبور
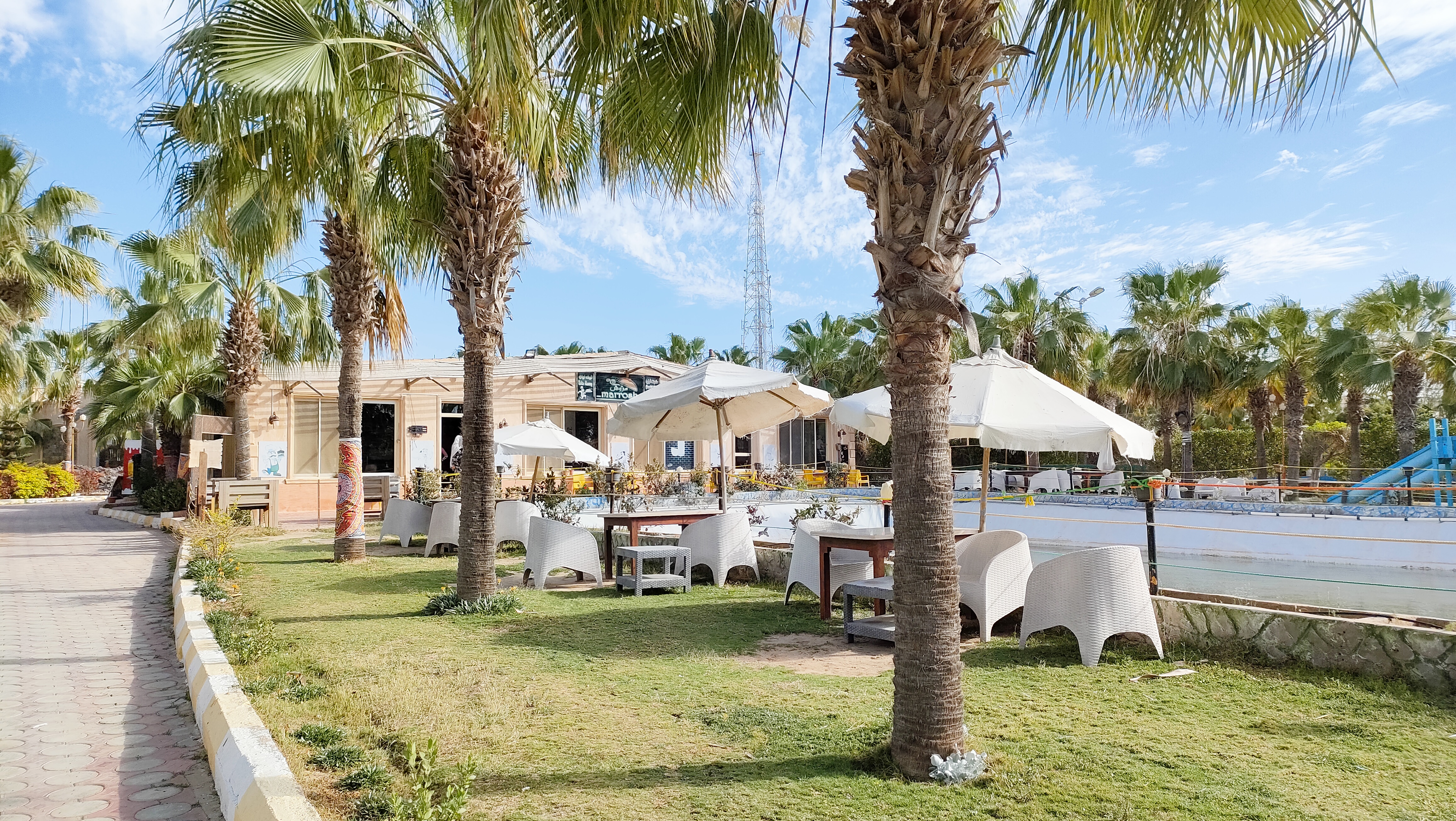
منطقة كانديلا الترفيهية
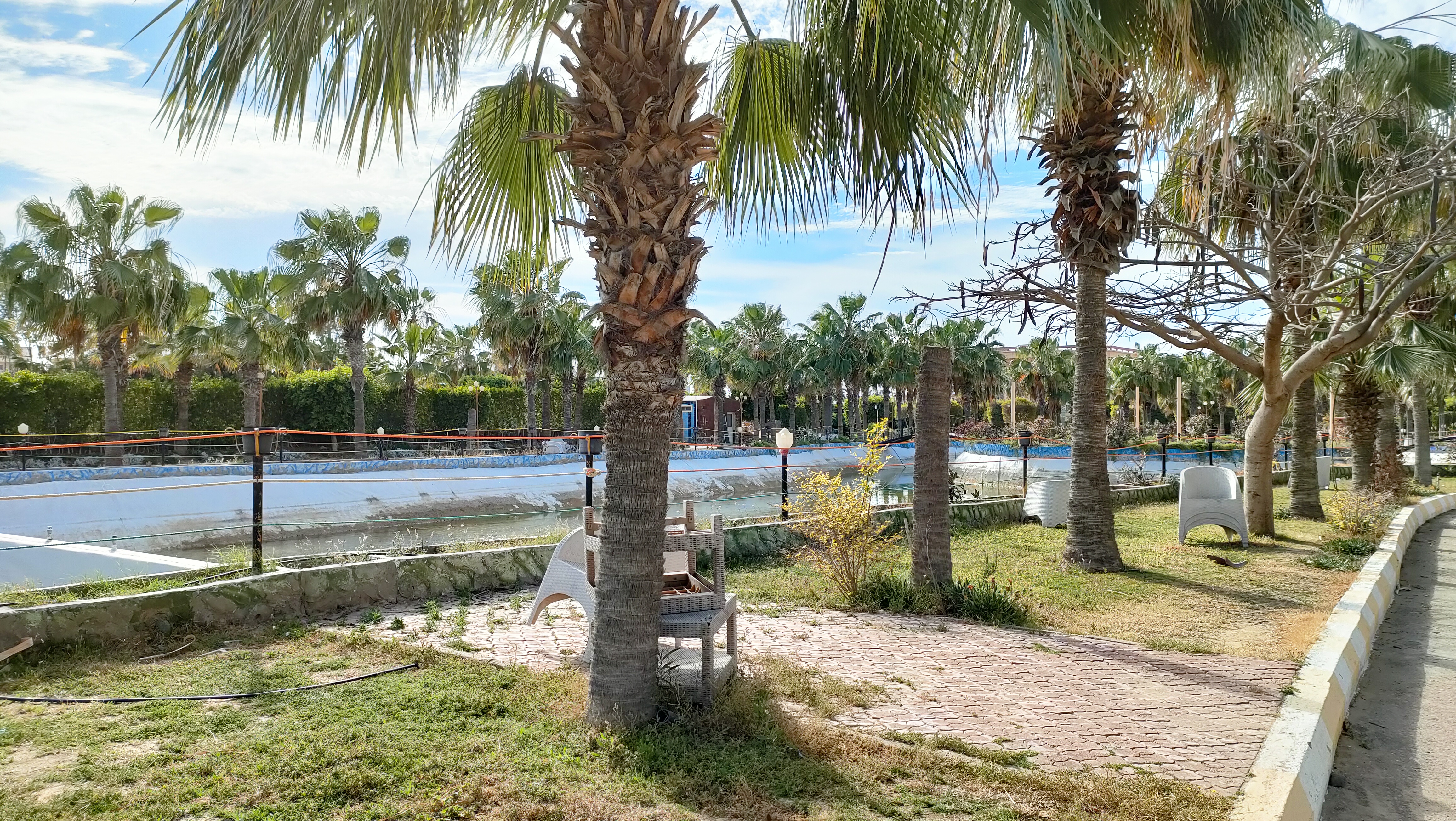
منطقة كانديلا الترفيهية
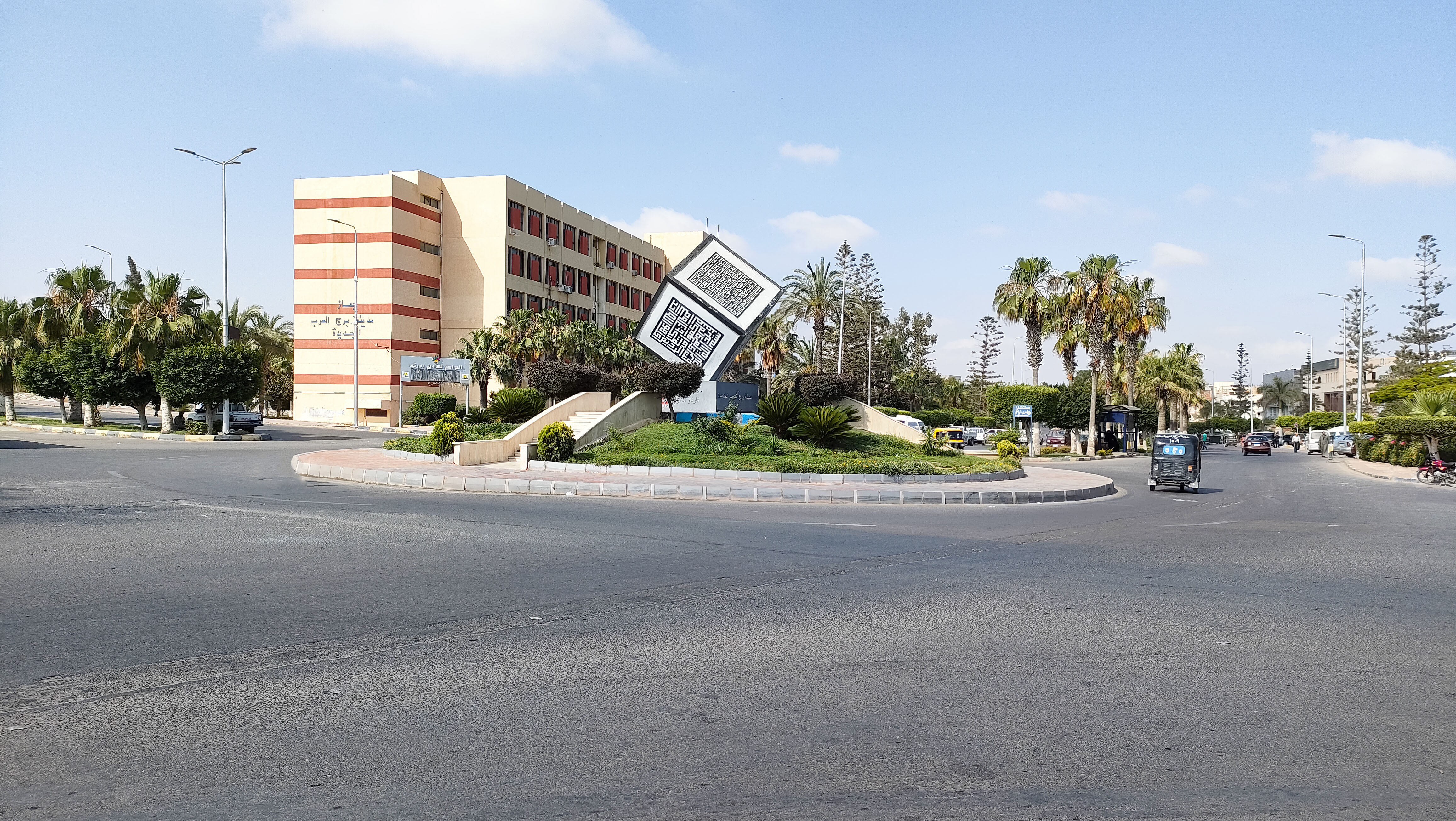
ميدان 30 يونيو
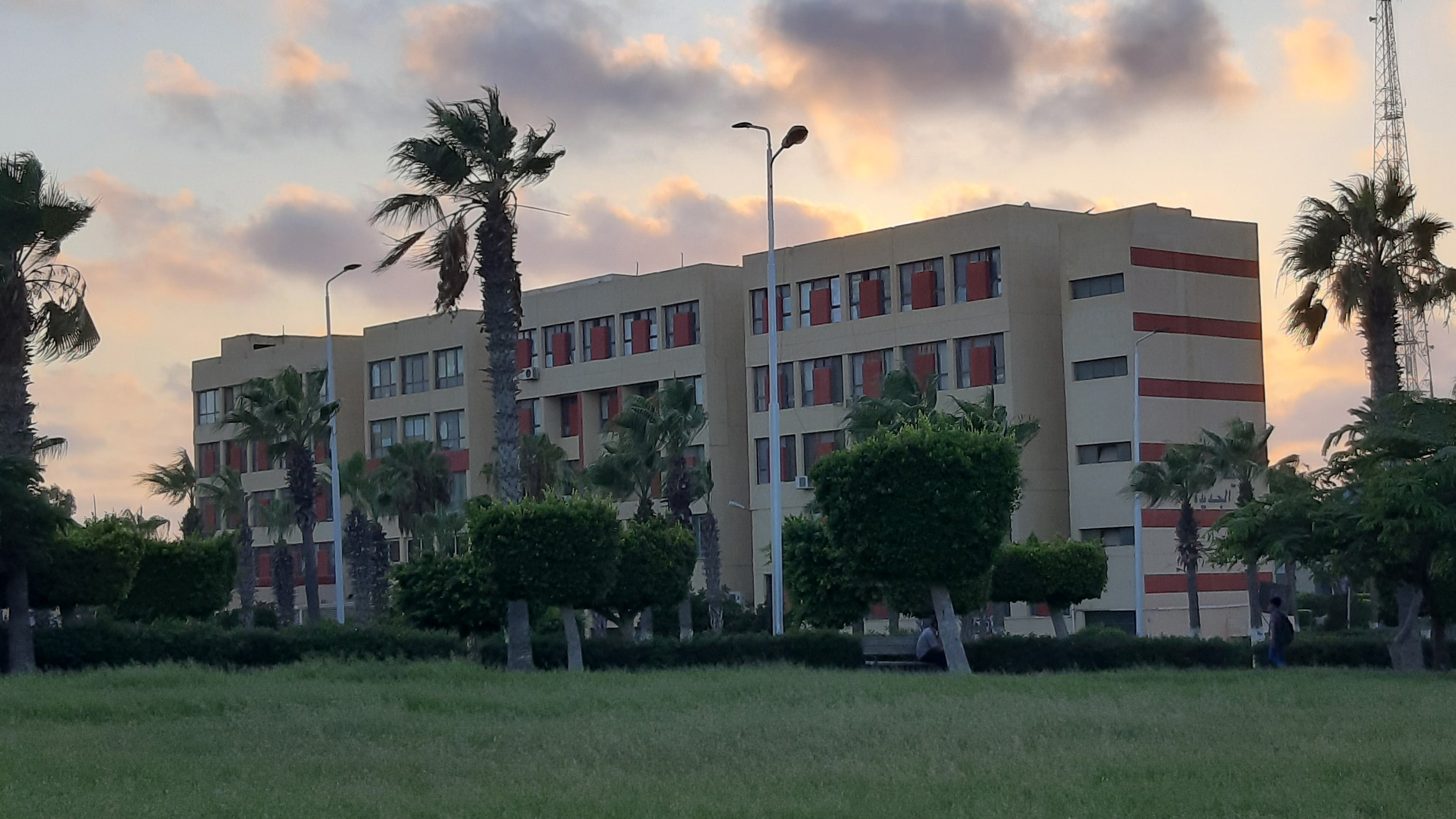
مبنى جهاز المدينة
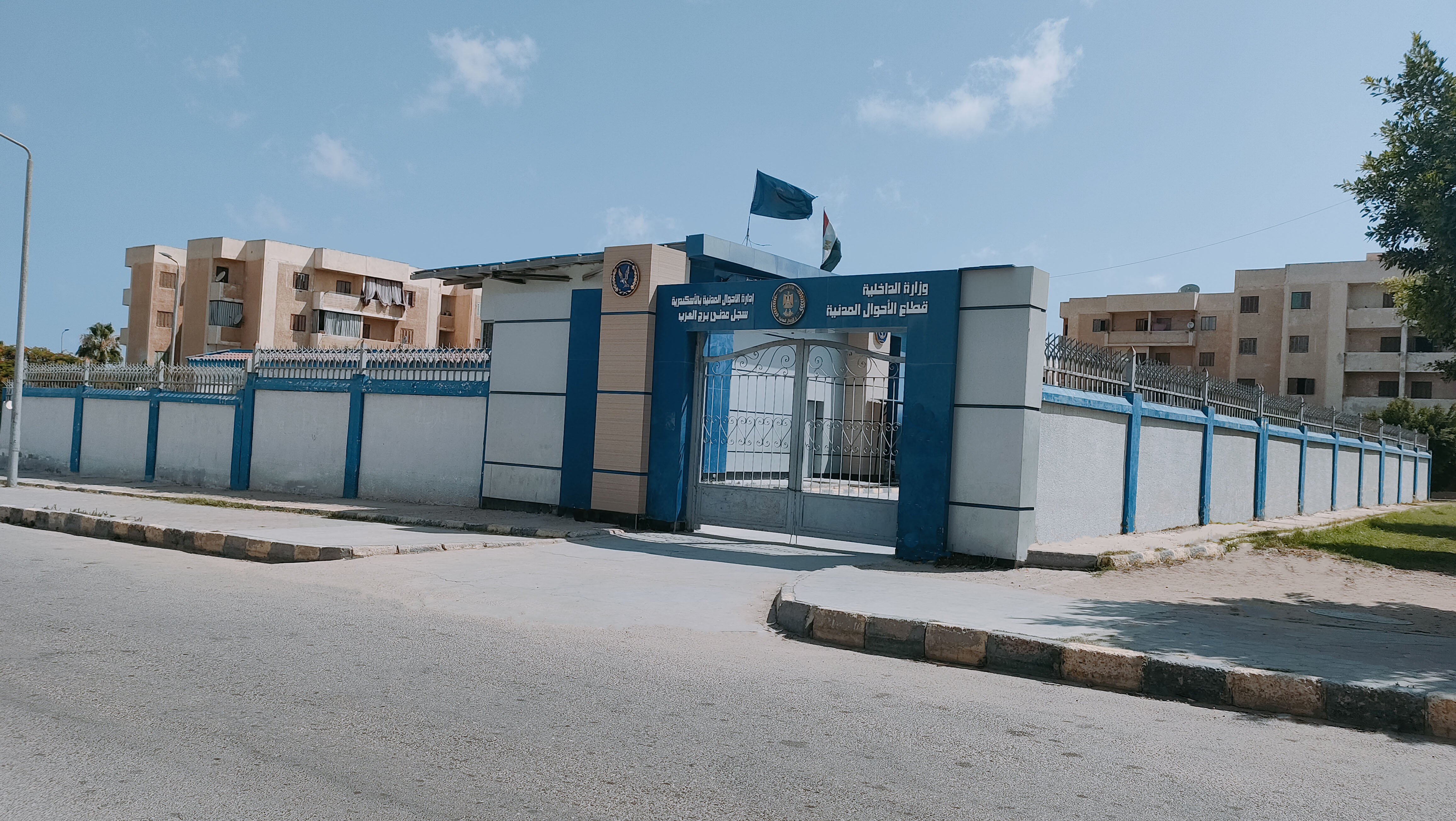
مكتب السجل المدني
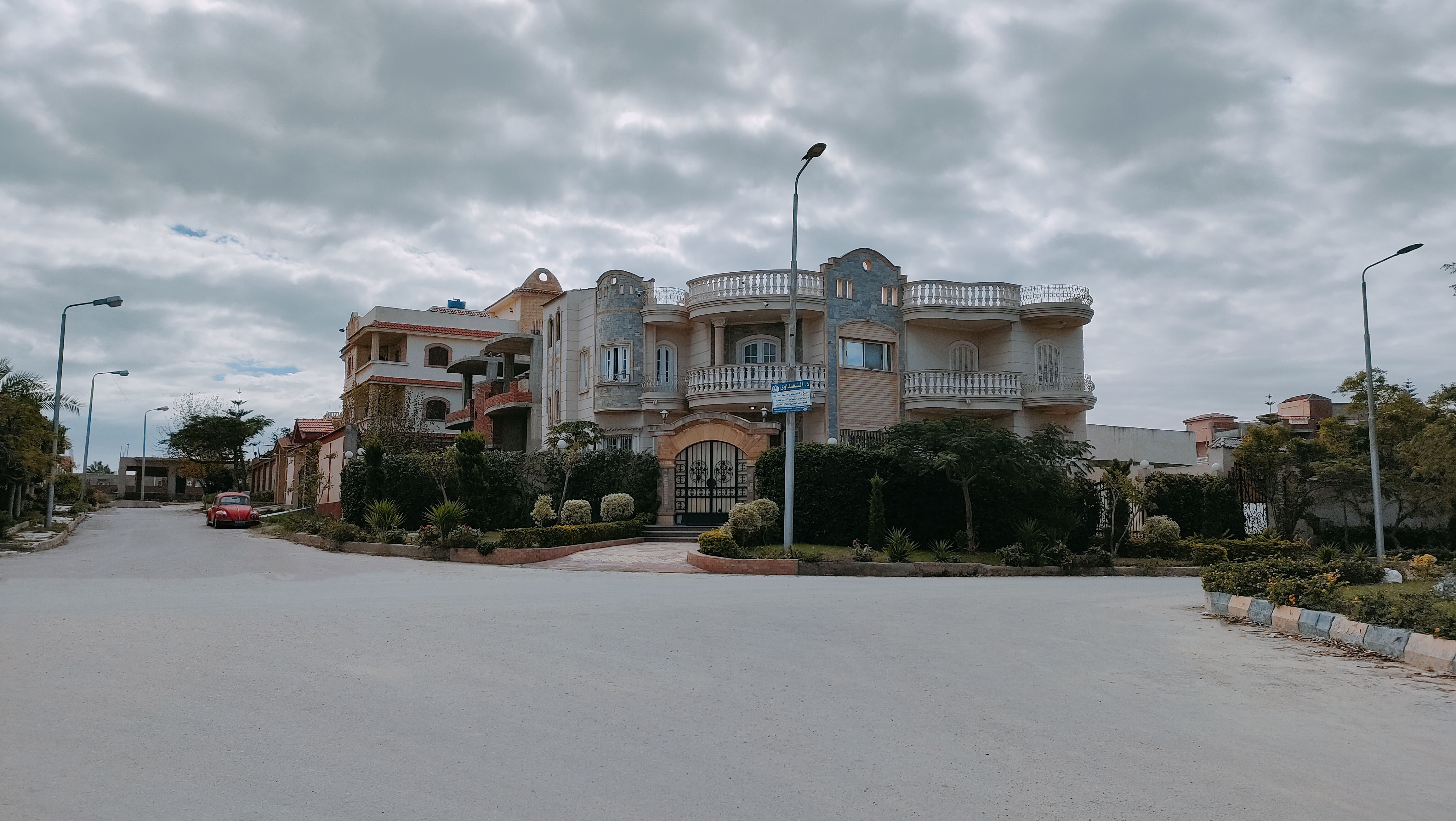
فيلات بالحي الأول
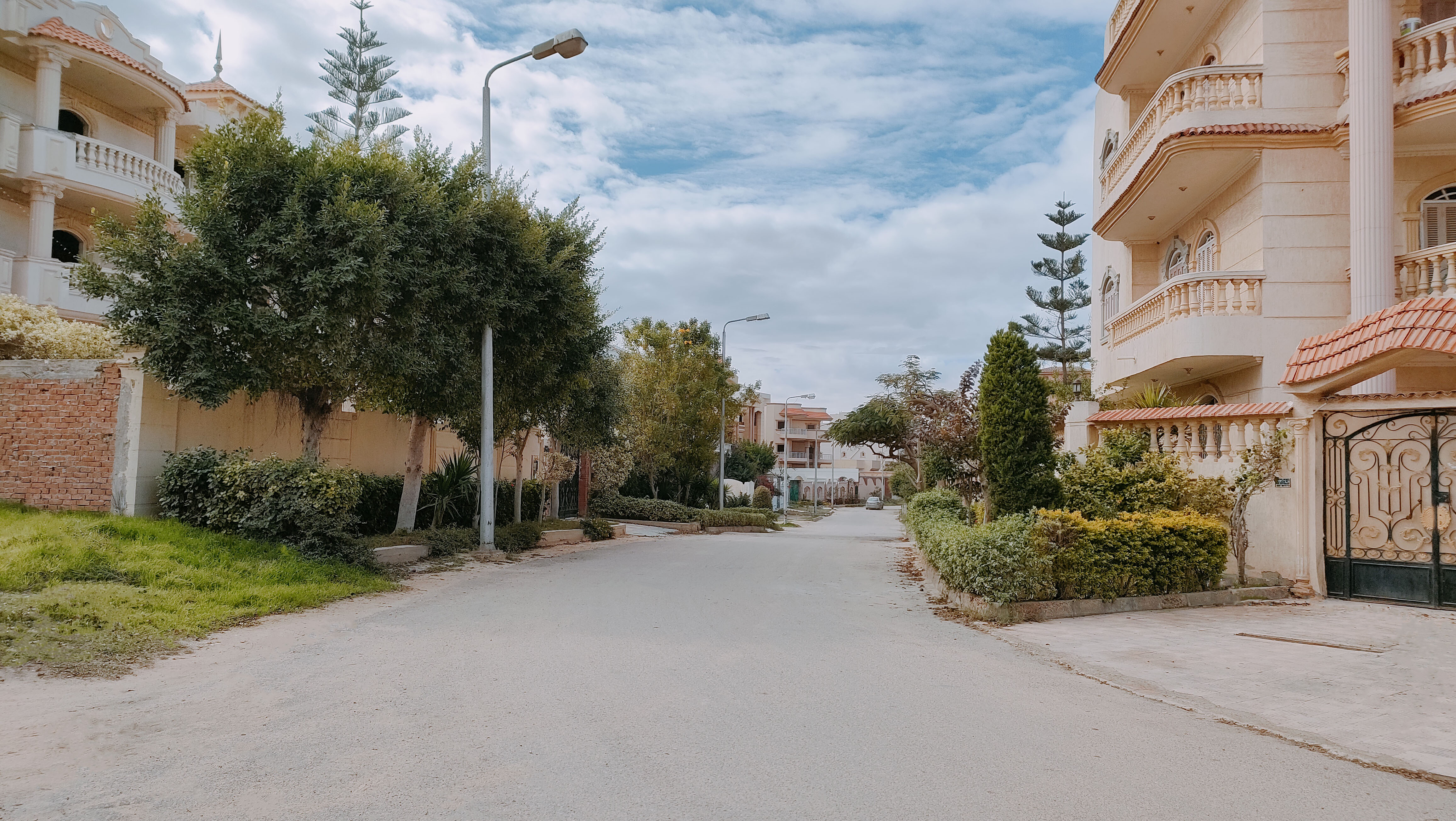
شارع بالحي الأول
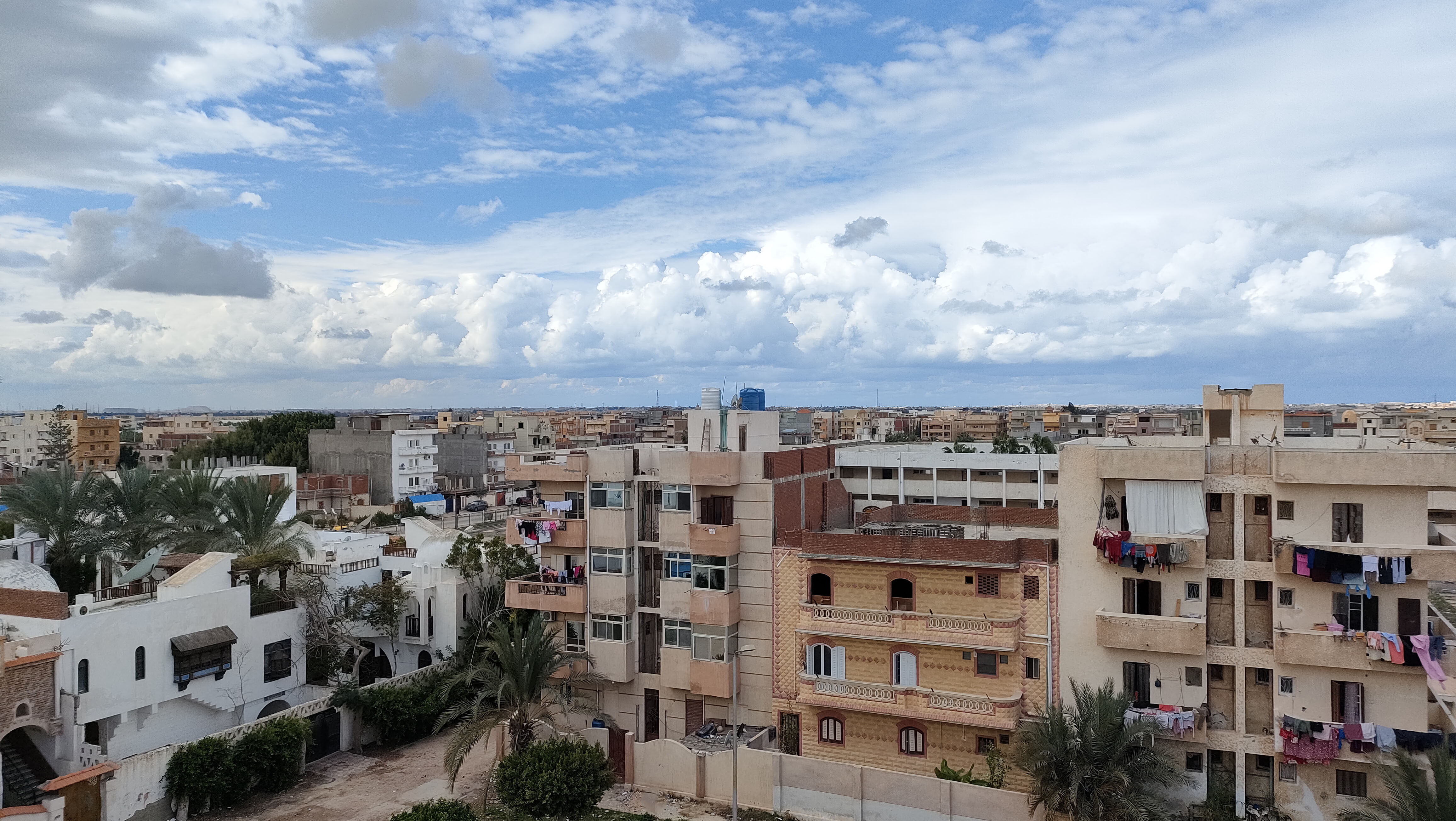
منازل بالحي الأول
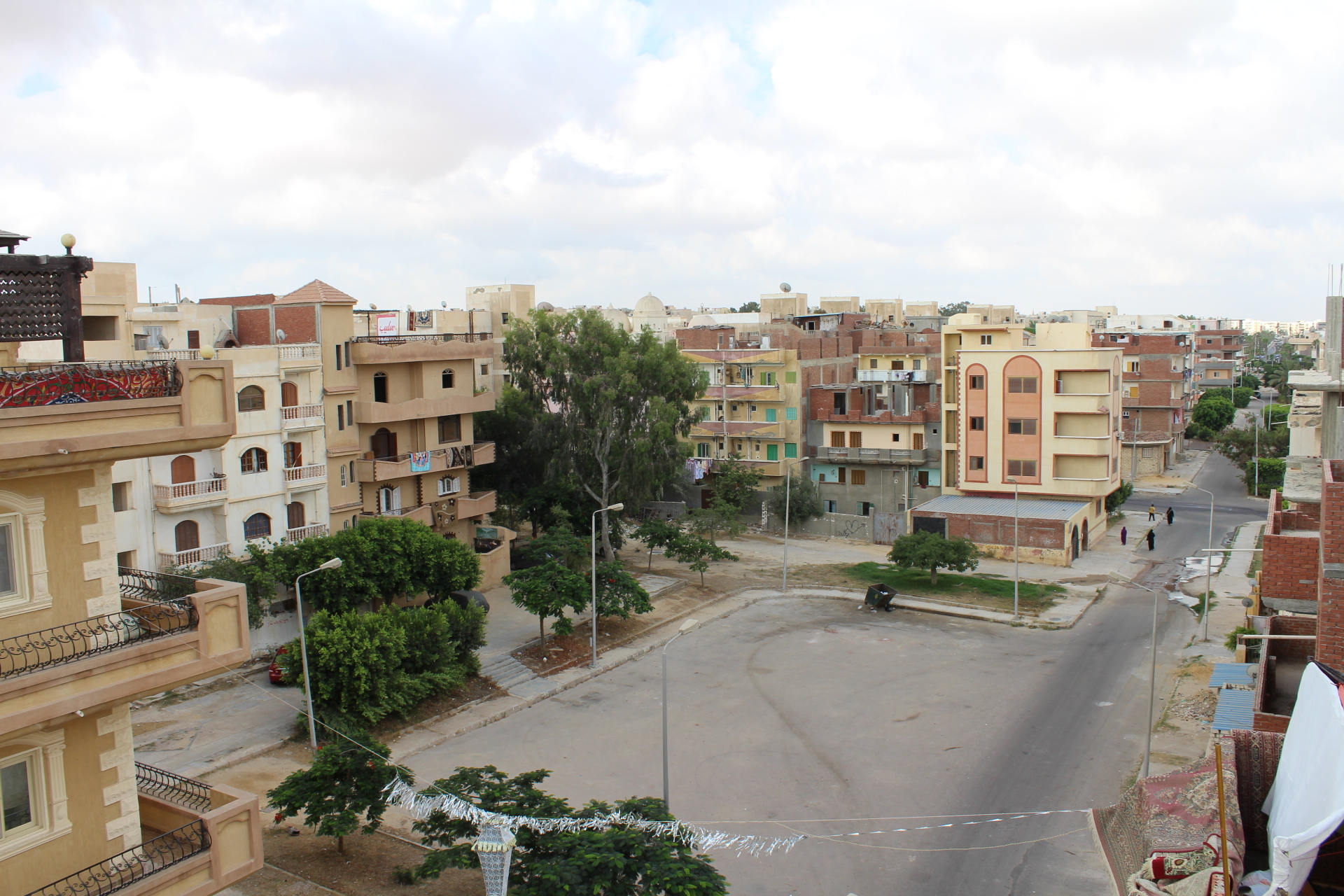
منازل بالحي الأول
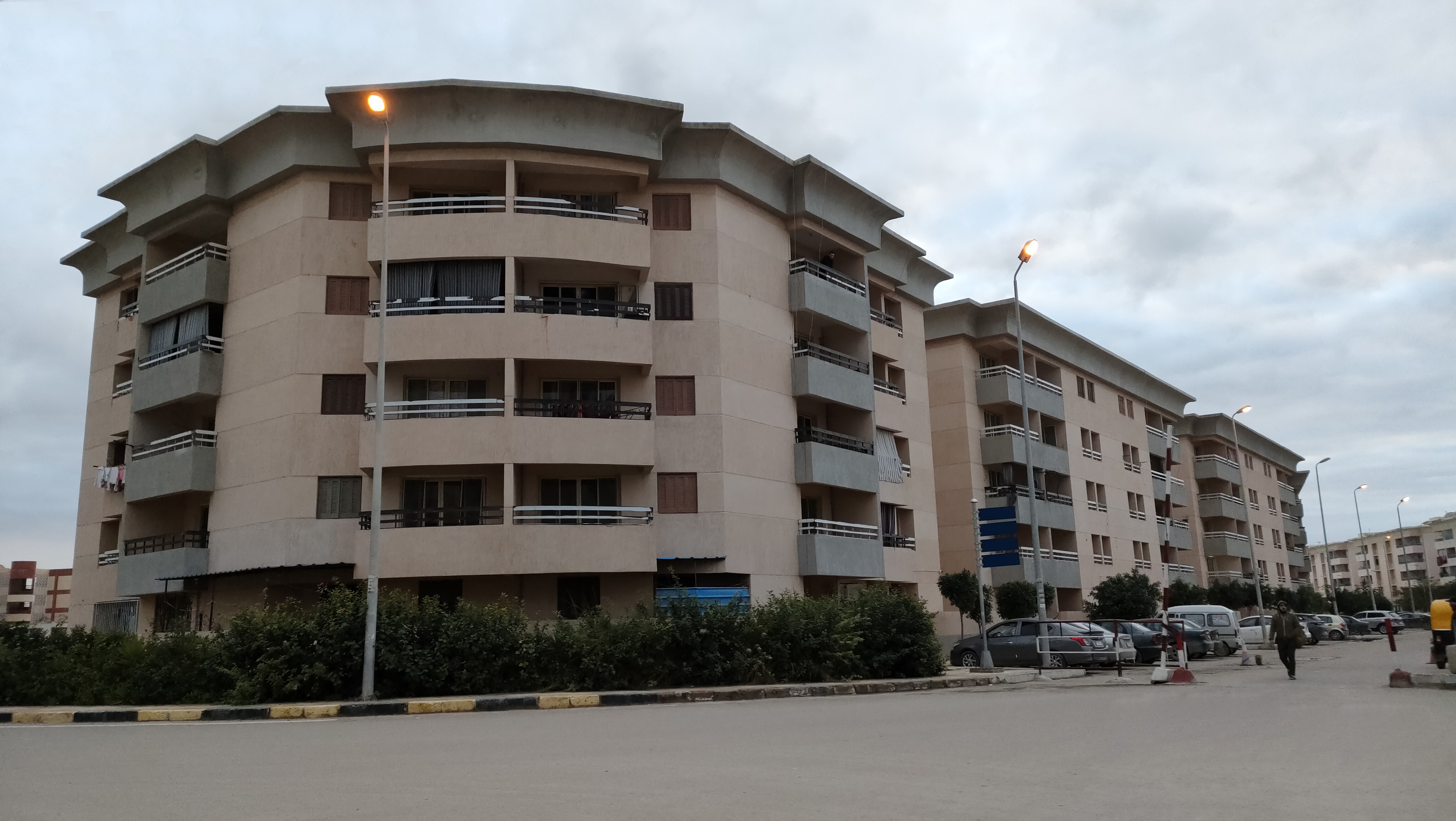
مدينة المهندسين
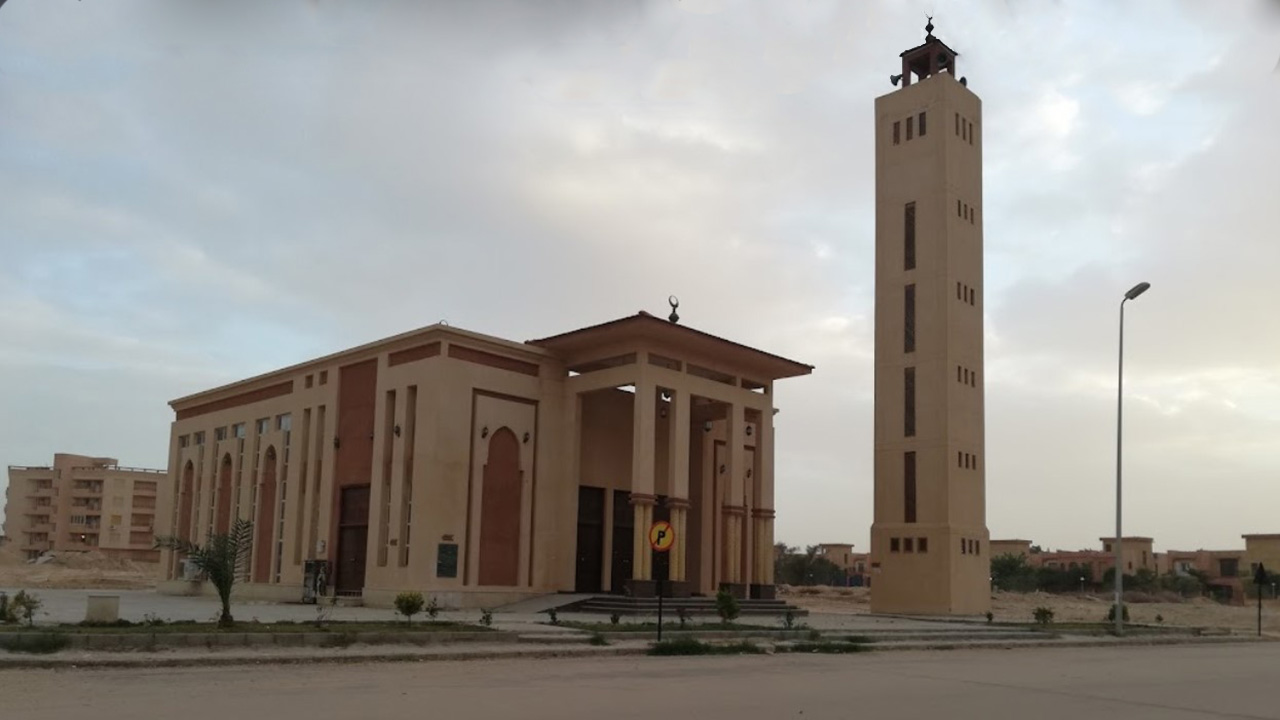
مسجد مدينة المهندسين
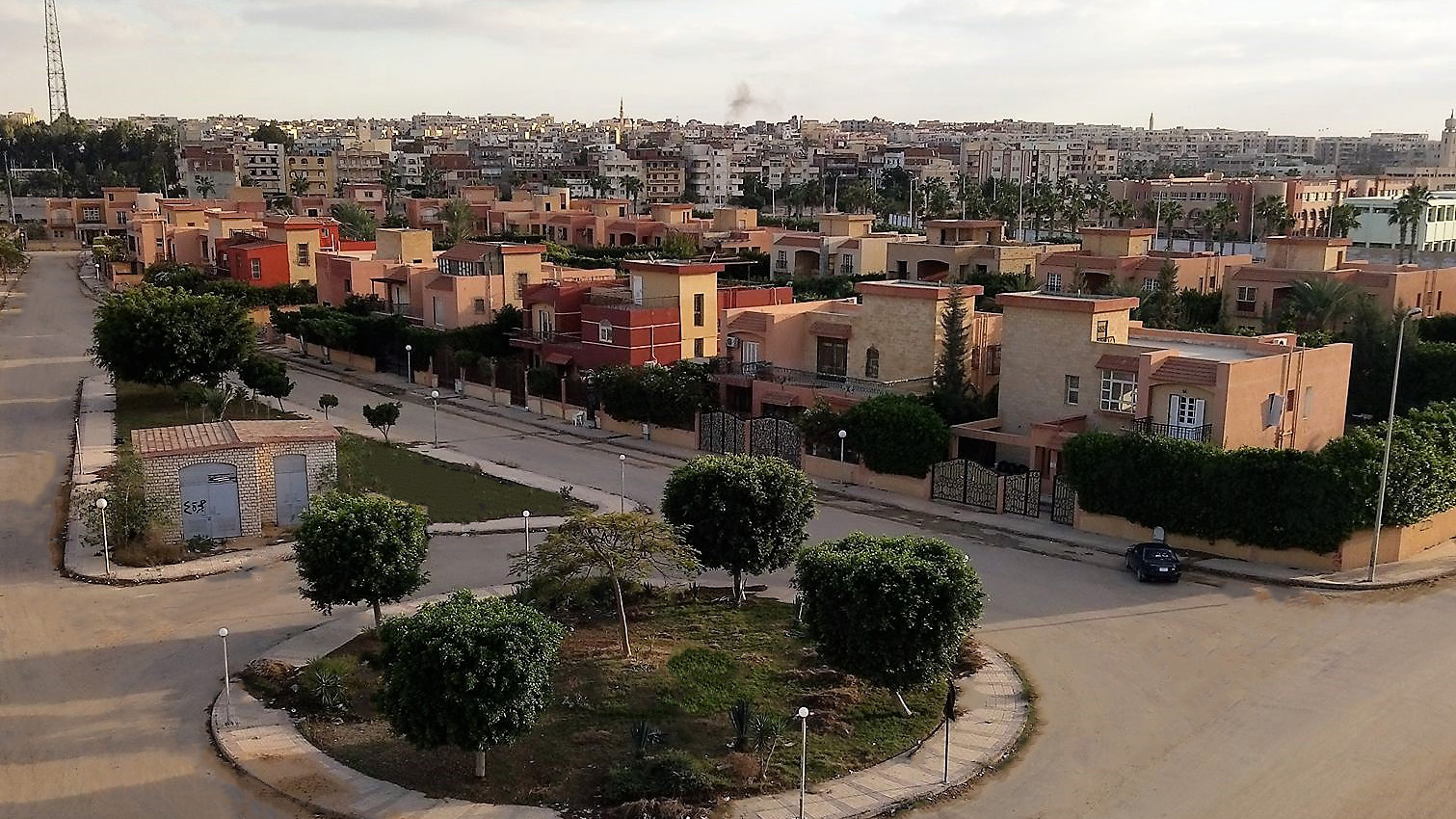
فيلات بمدينة المهندسين
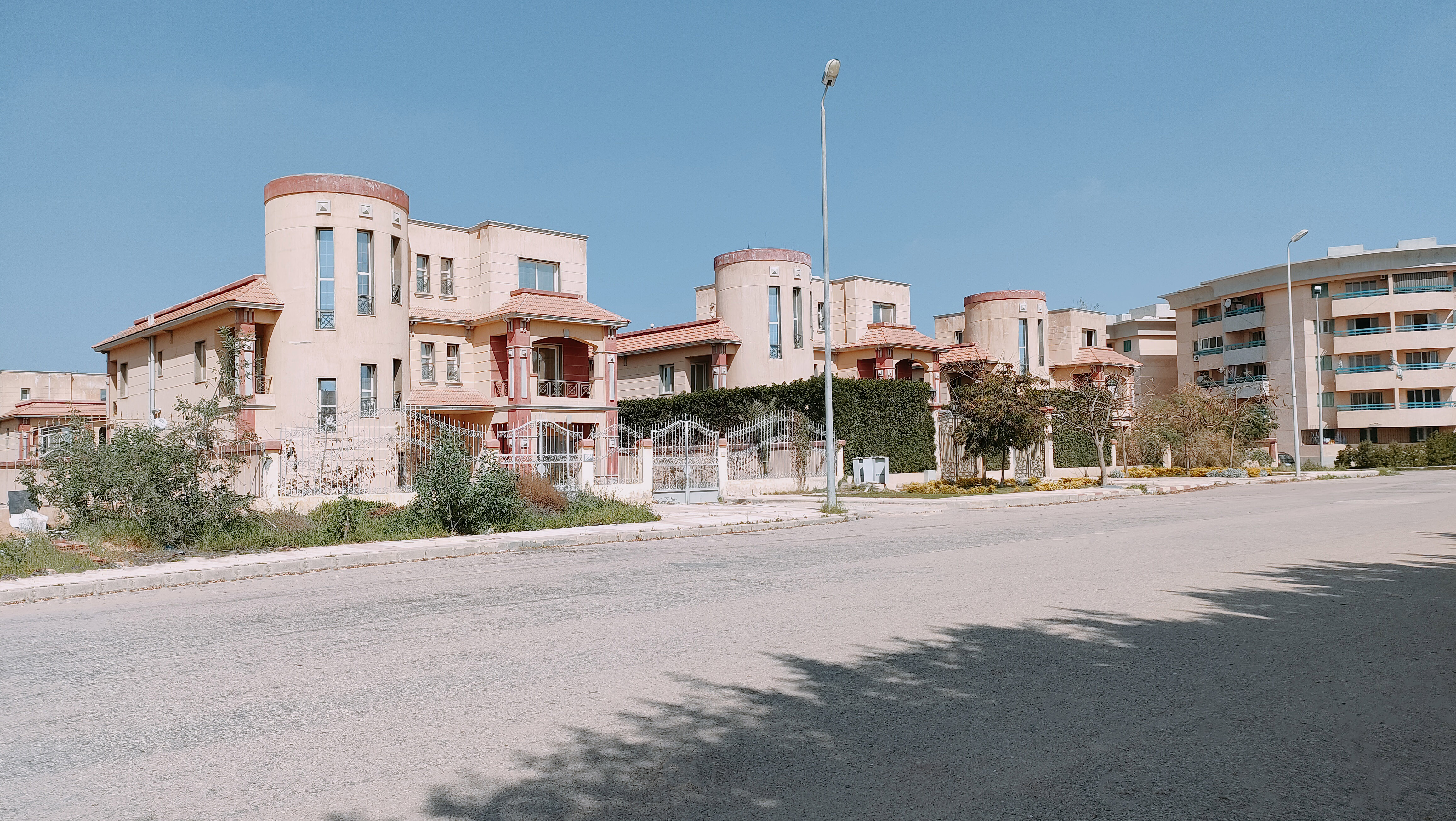
فيلات بمدينة المهندسين
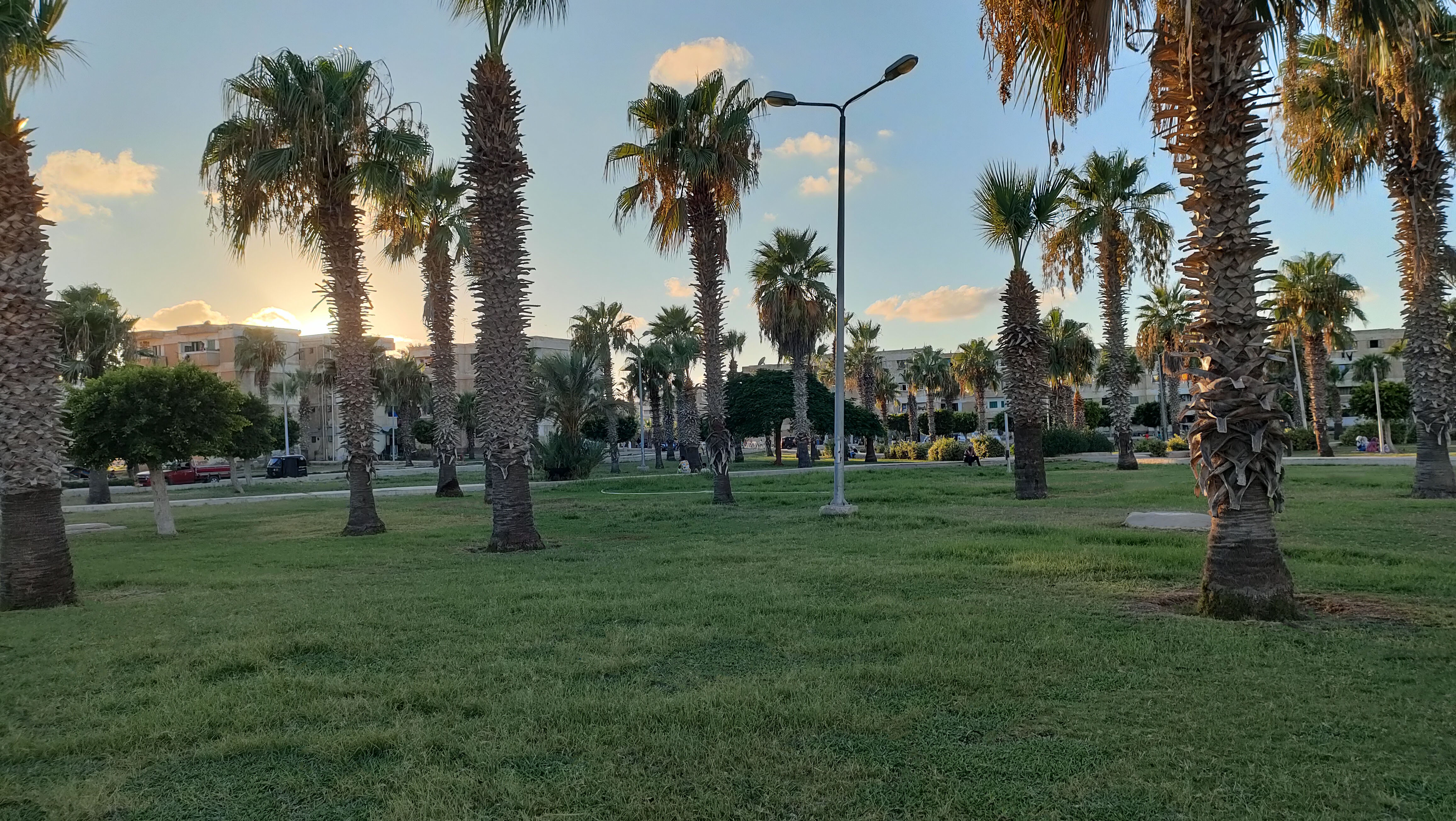
إحدى الحدائق داخل منطقة سكنية
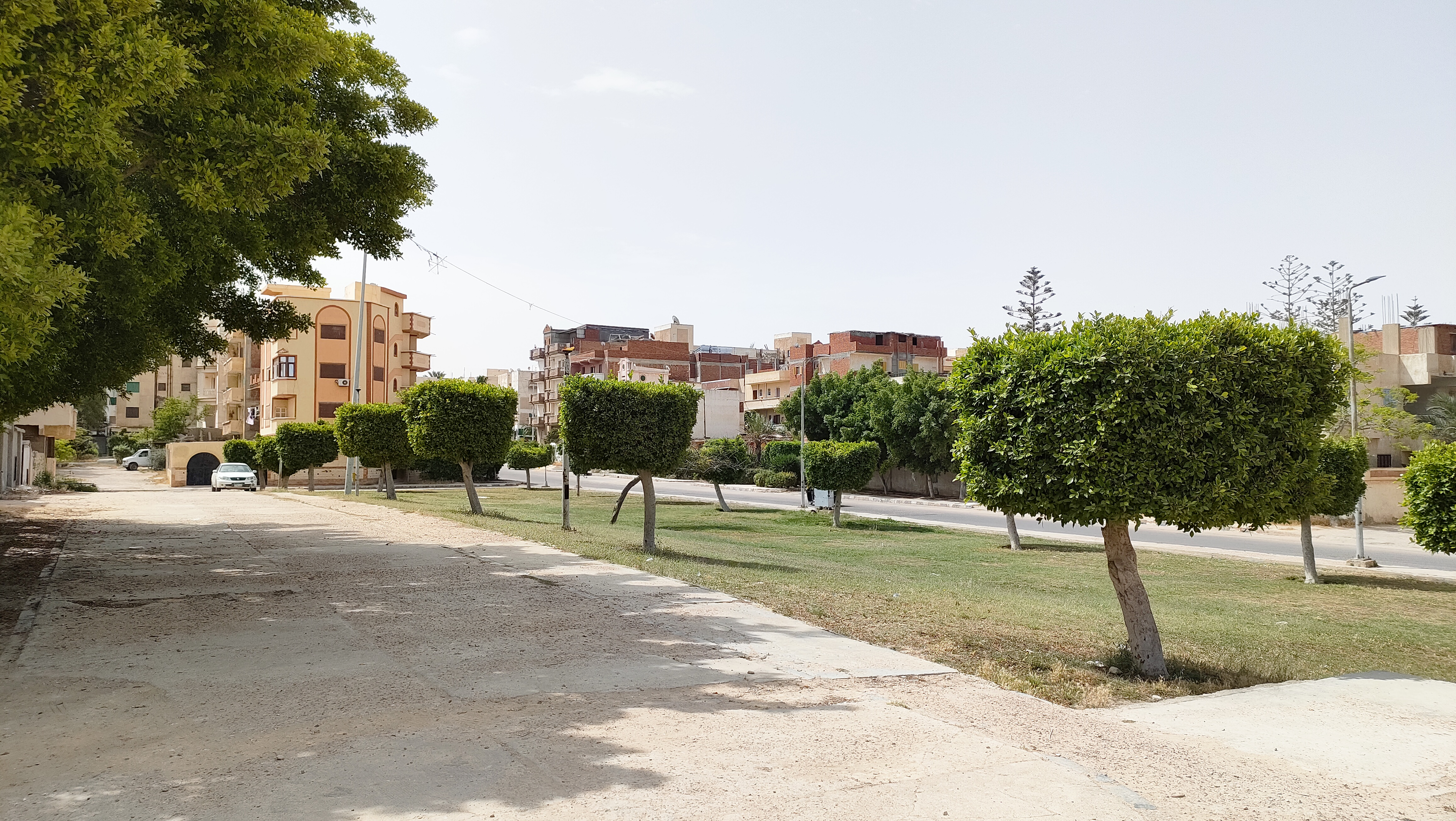
إحدى الحدائق داخل منطقة سكنية
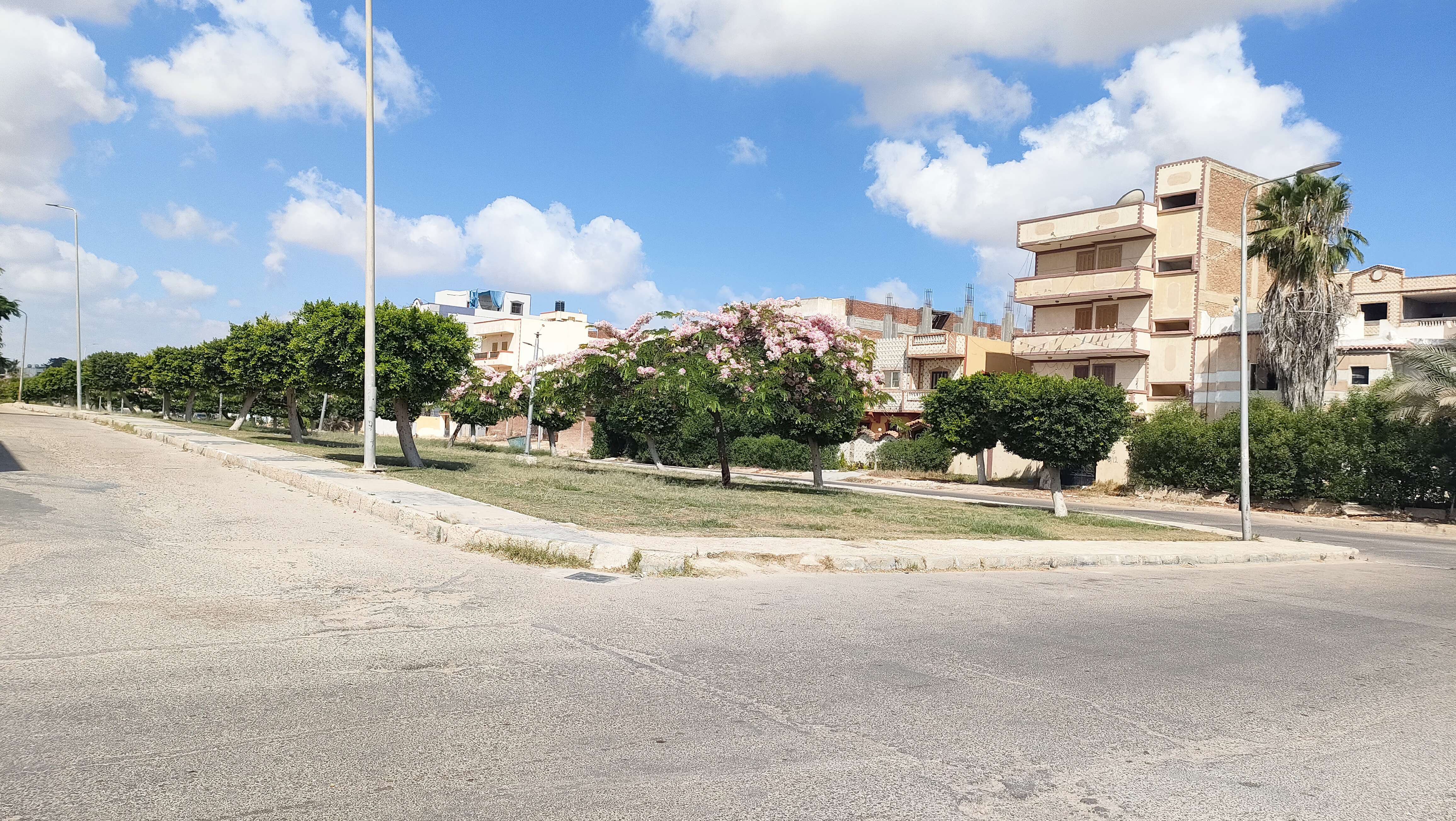
إحدى الحدائق داخل منطقة سكنية
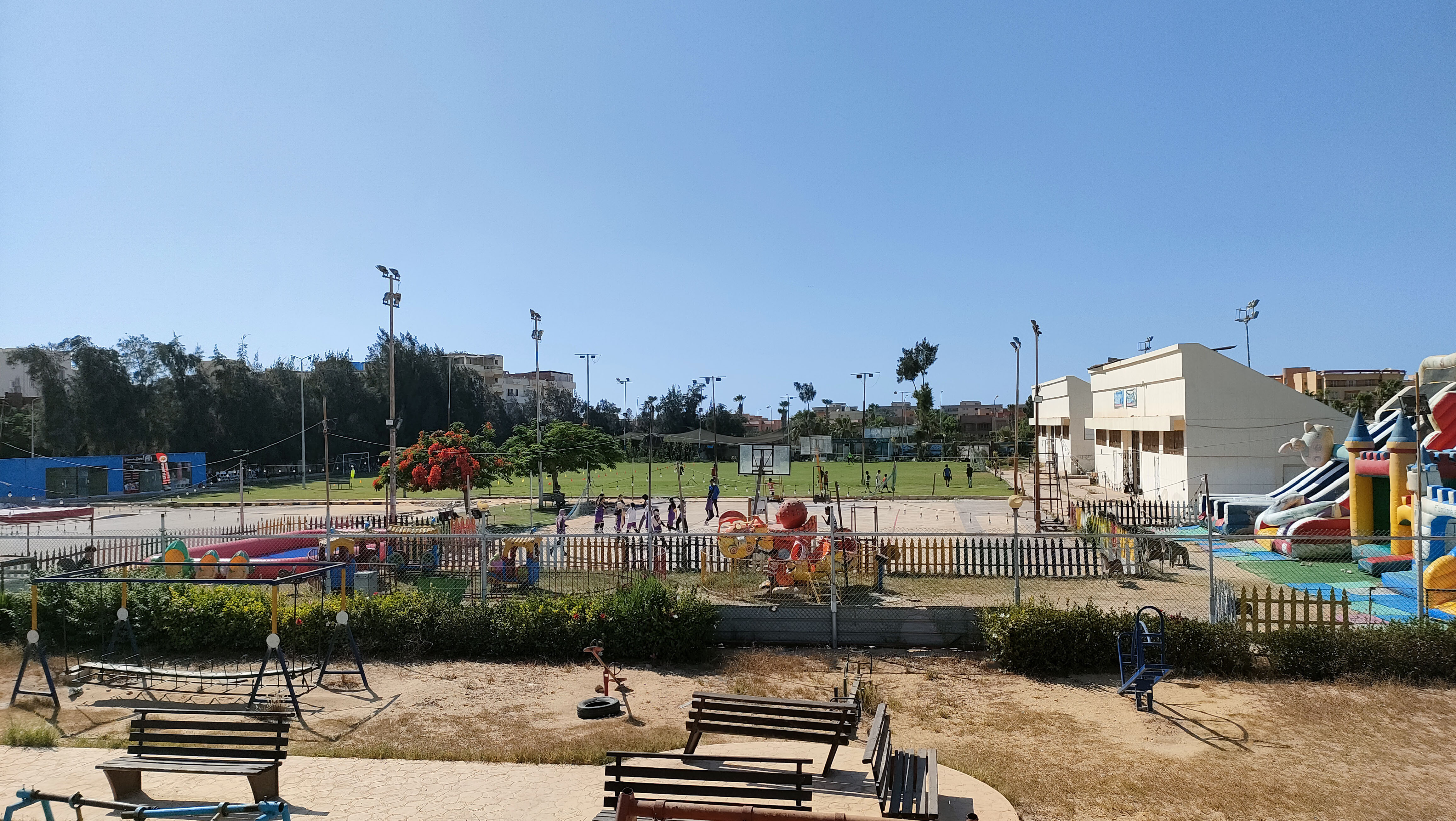
مركز شباب برج العرب الجديدة
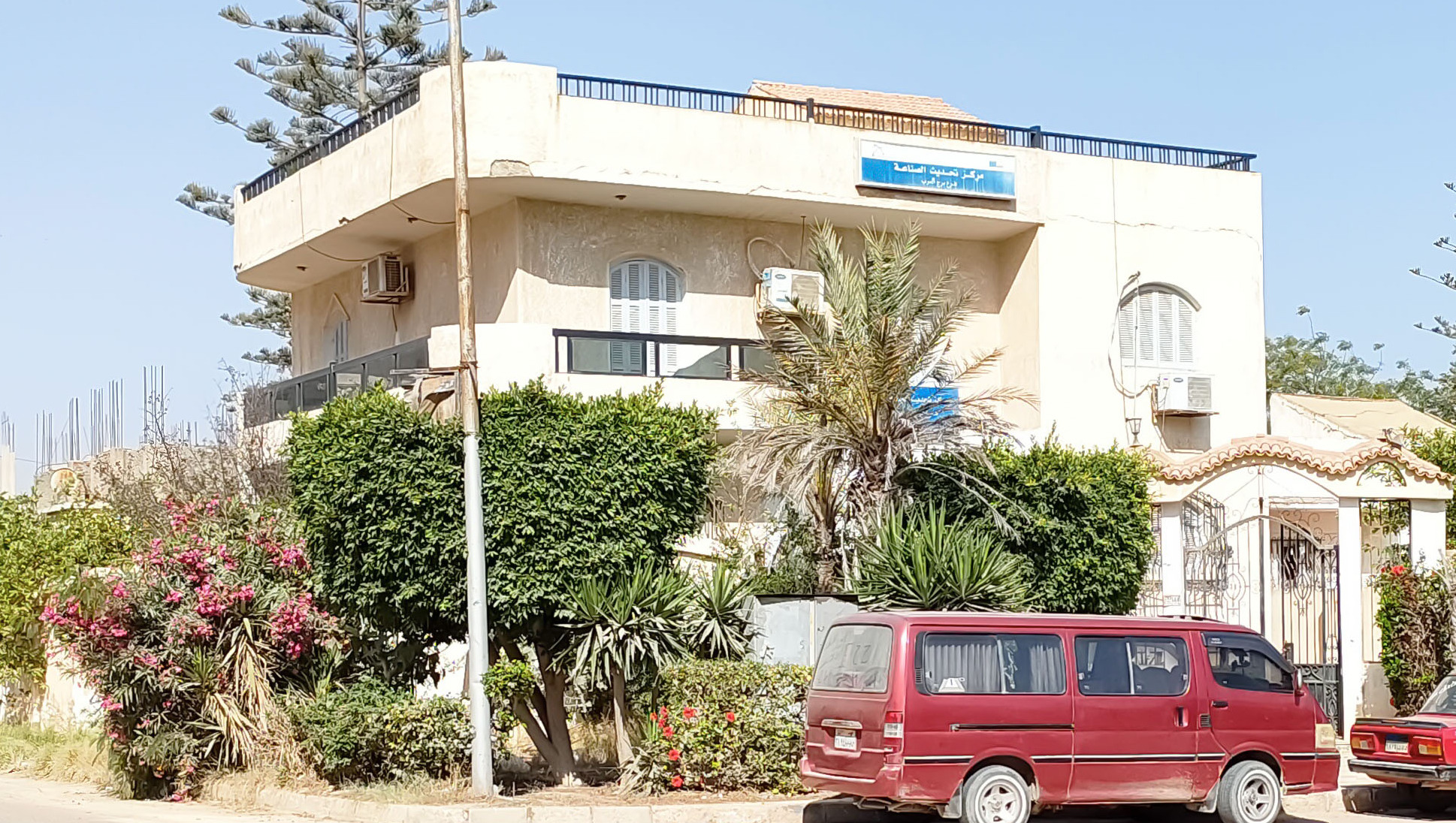
مركز تحديث الصناعة
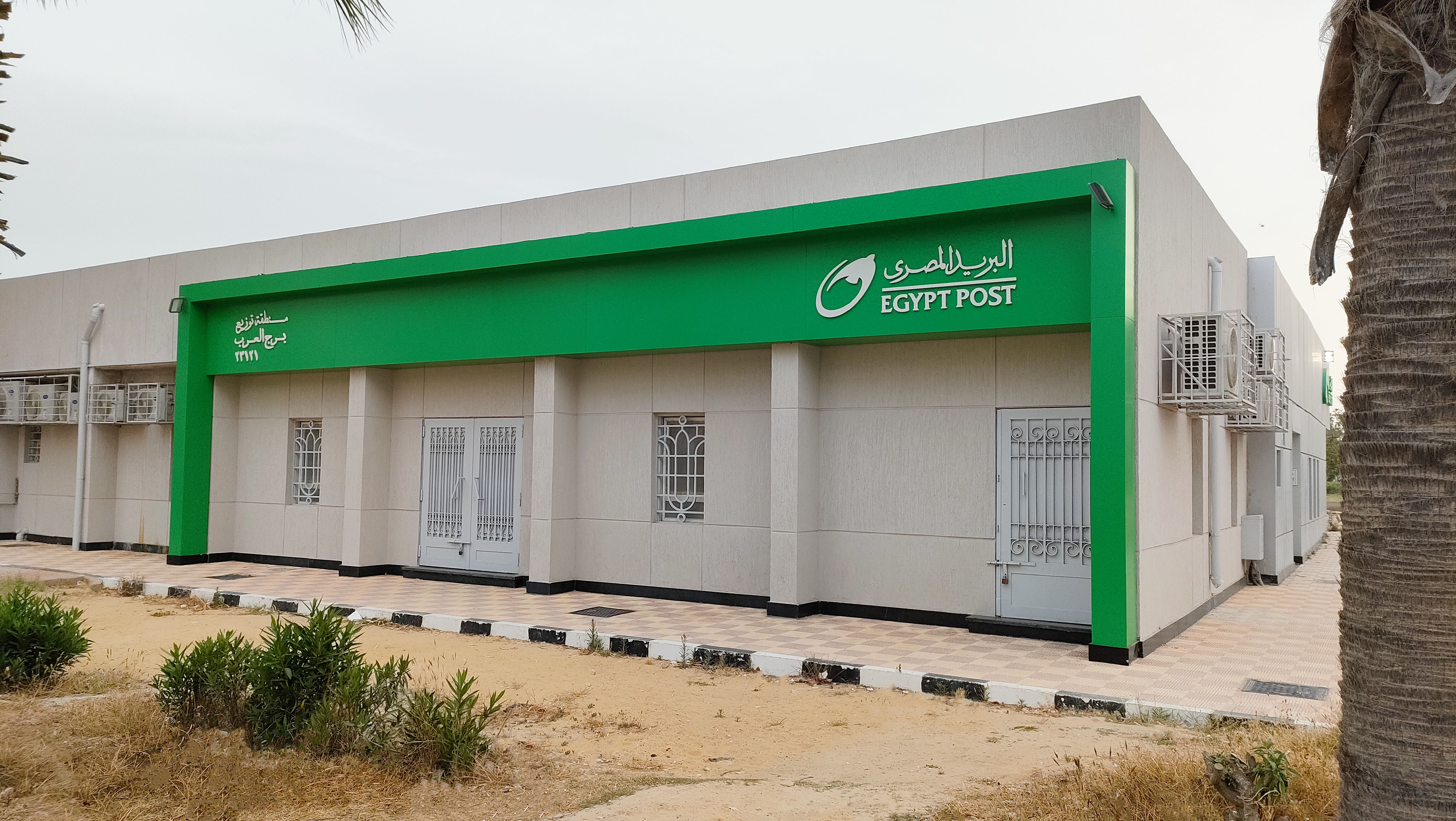
منطقة توزيع بريد برج العرب
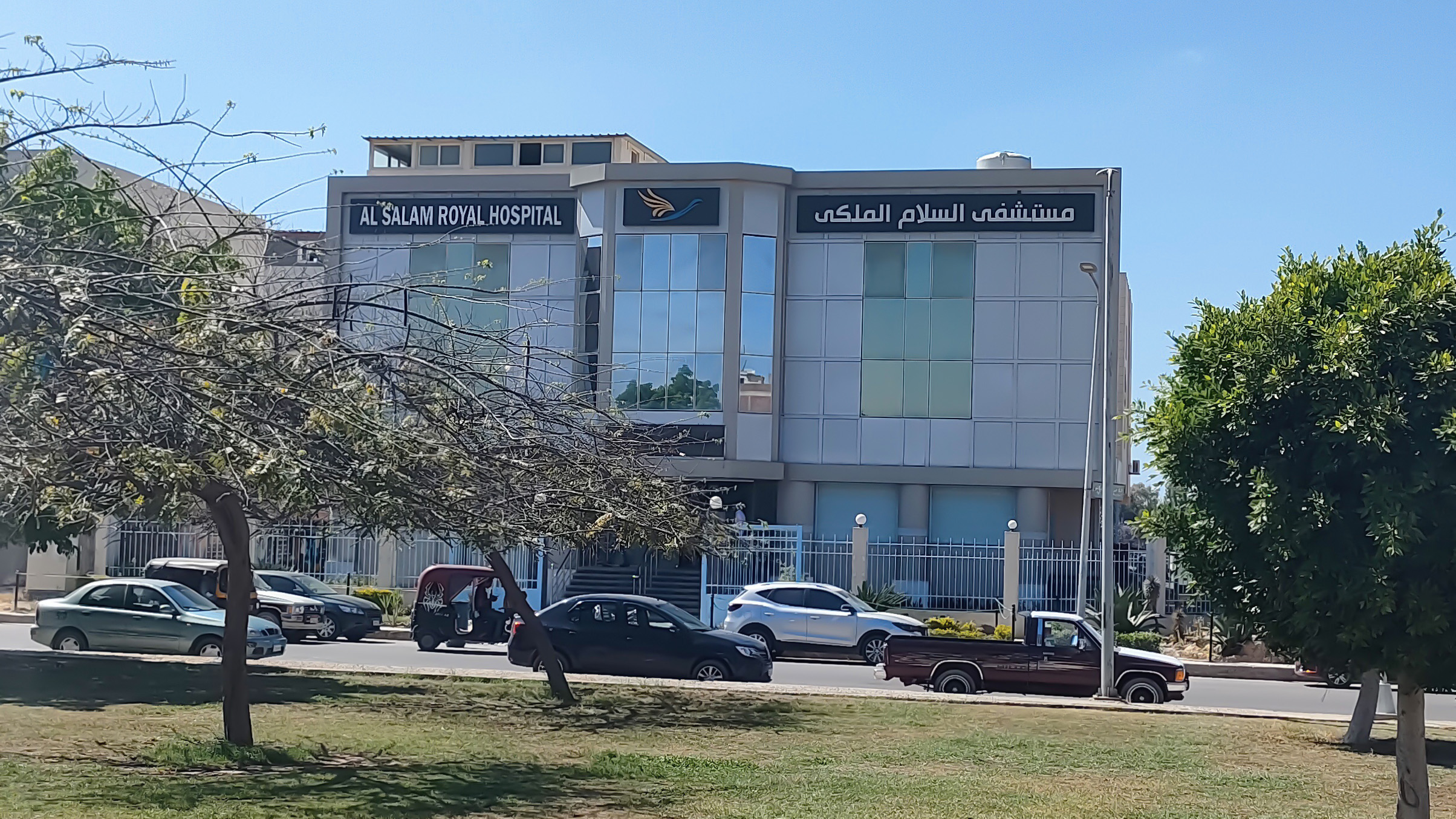
مستشفى السلام الملكي
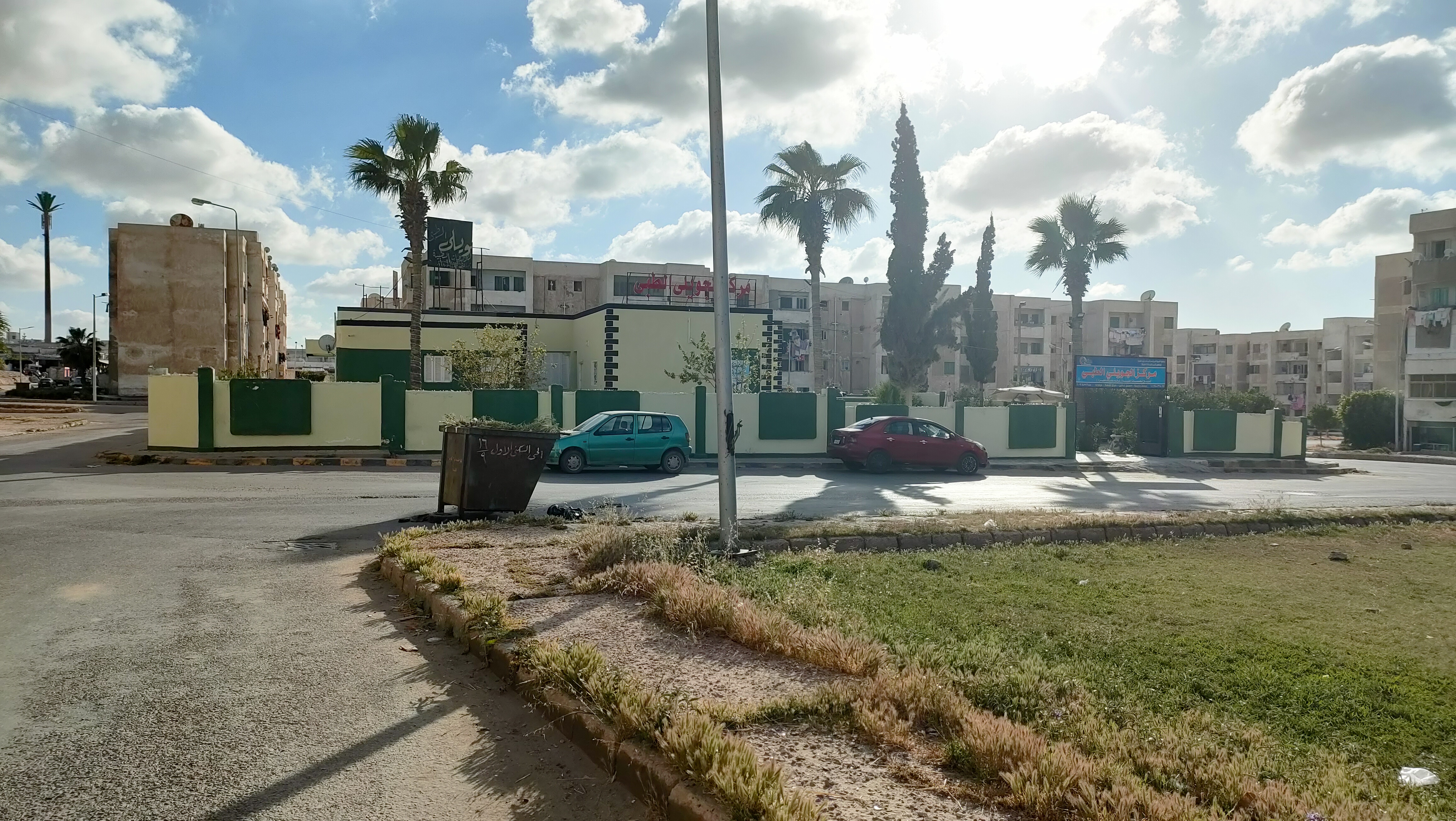
مركز الجويلي الطبي
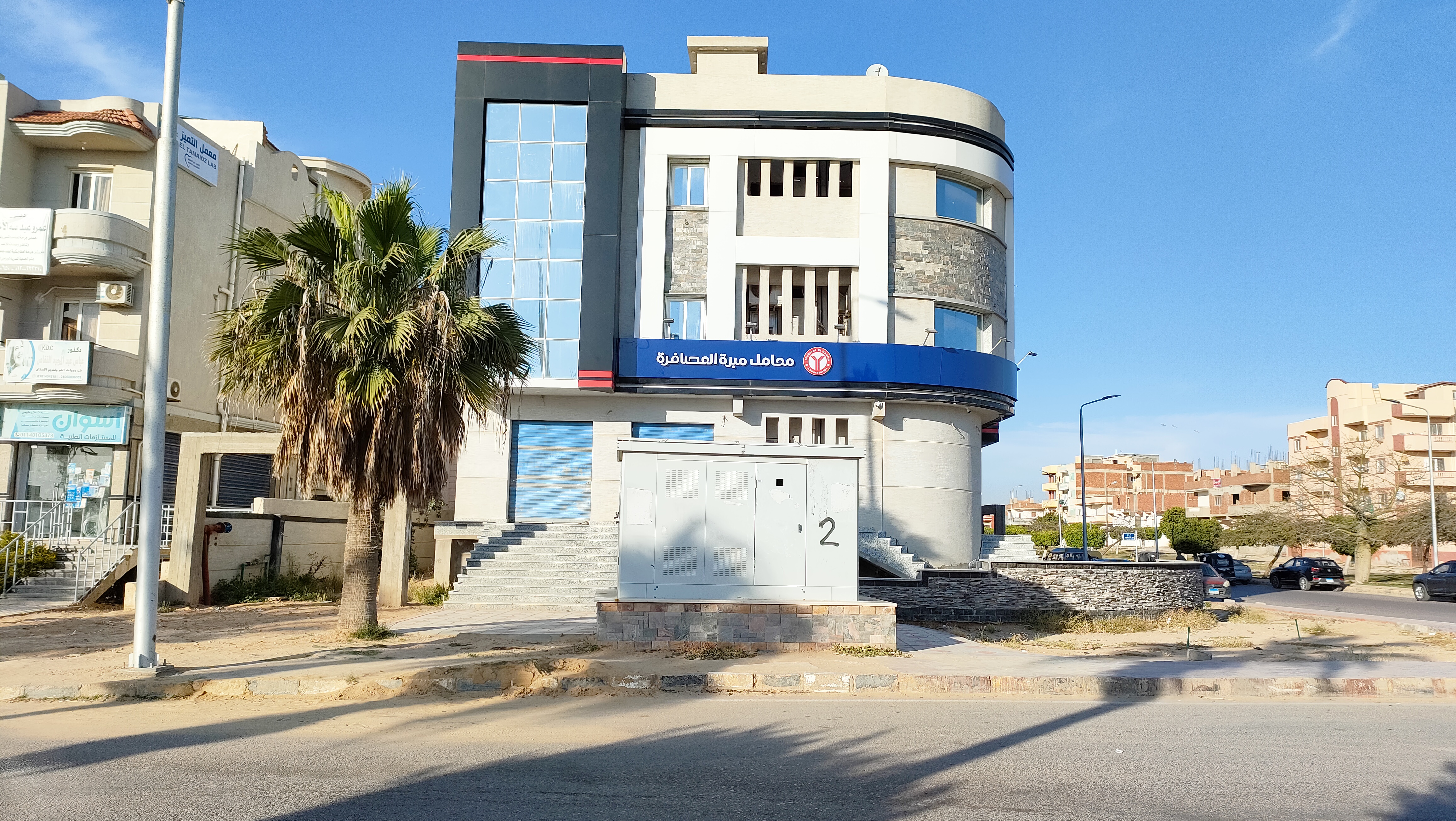
معامل مبرة العصافرة
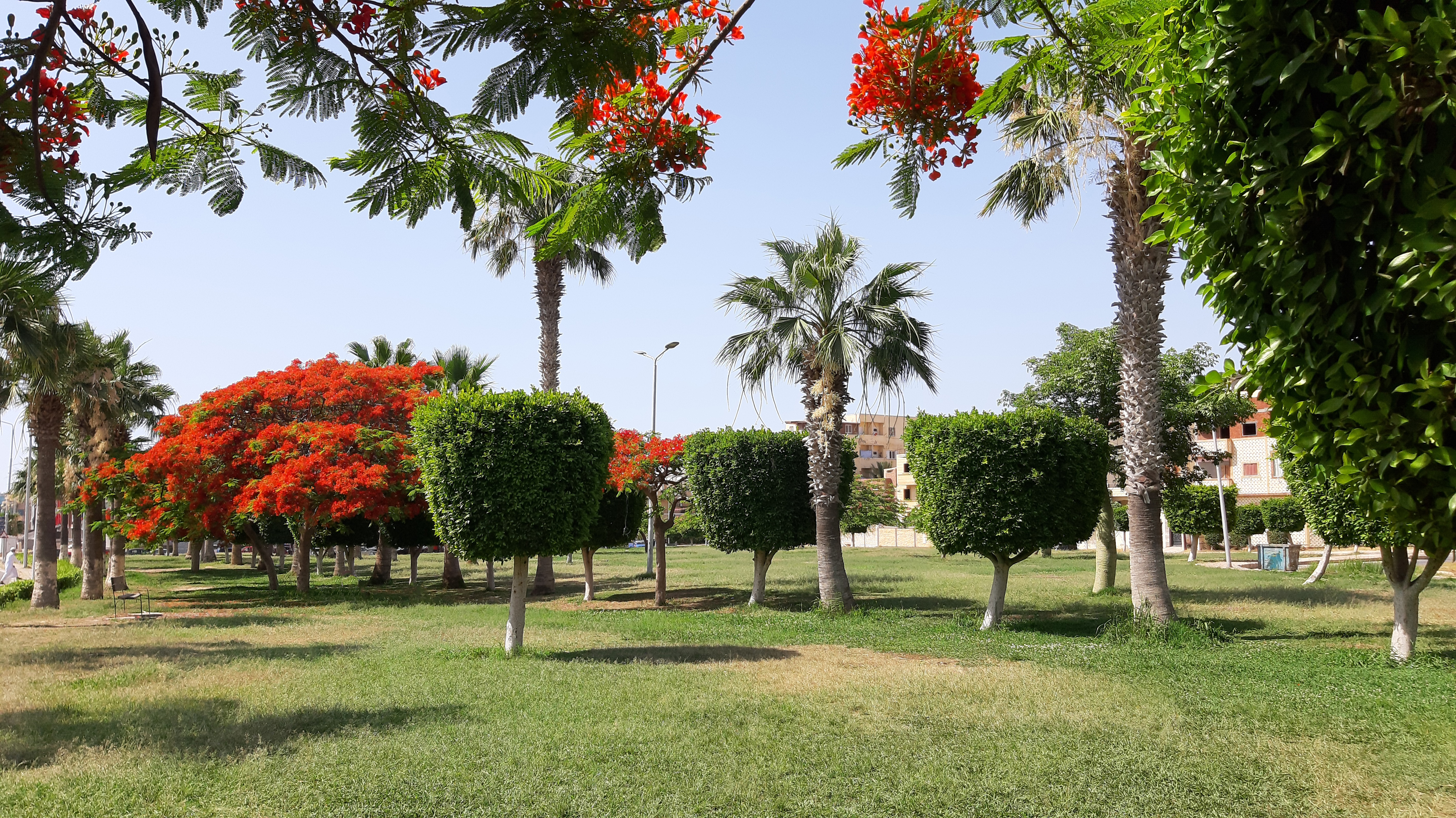
الحديقة المركزية
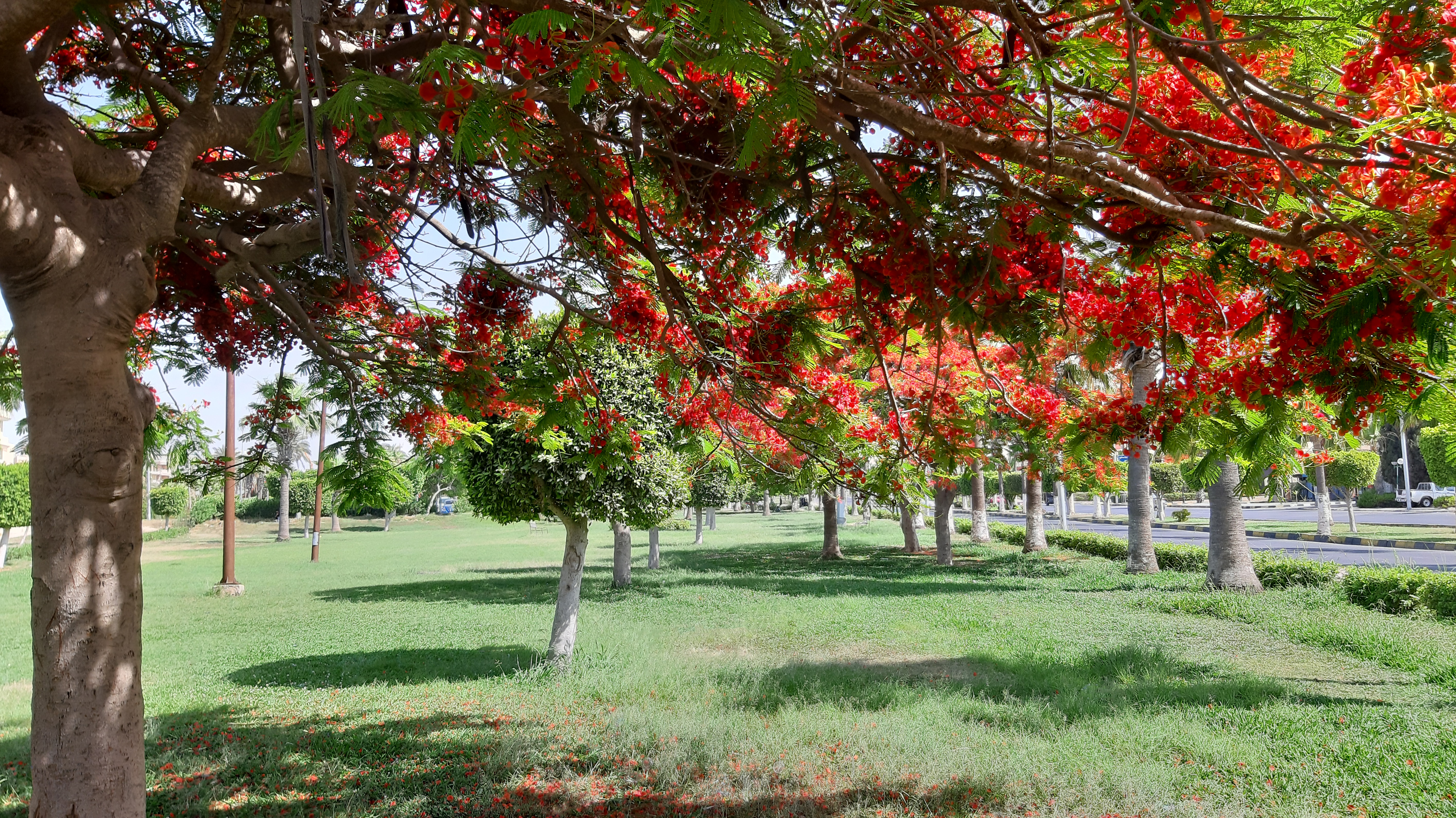
الحديقة المركزية
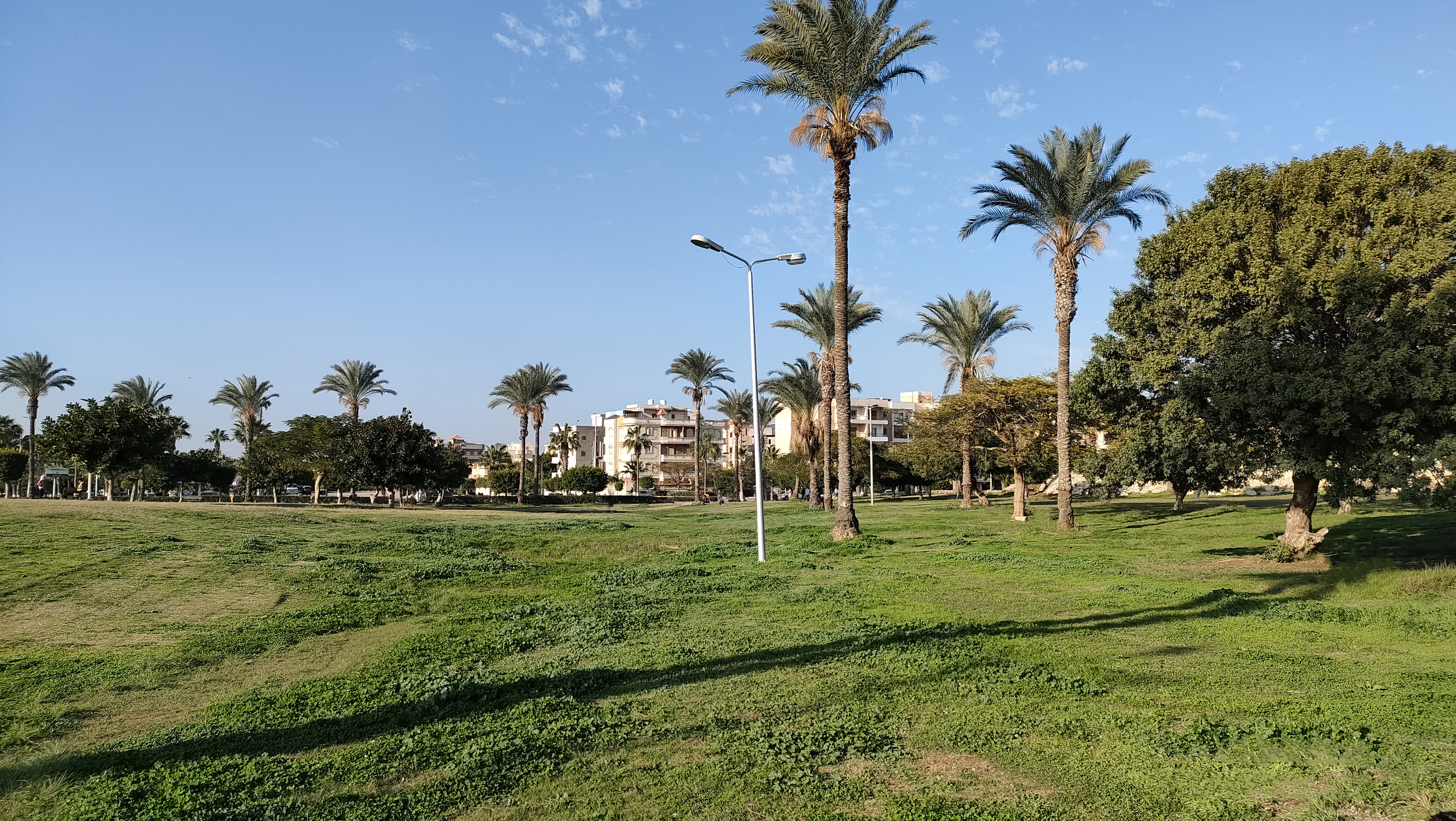
الحديقة المركزية
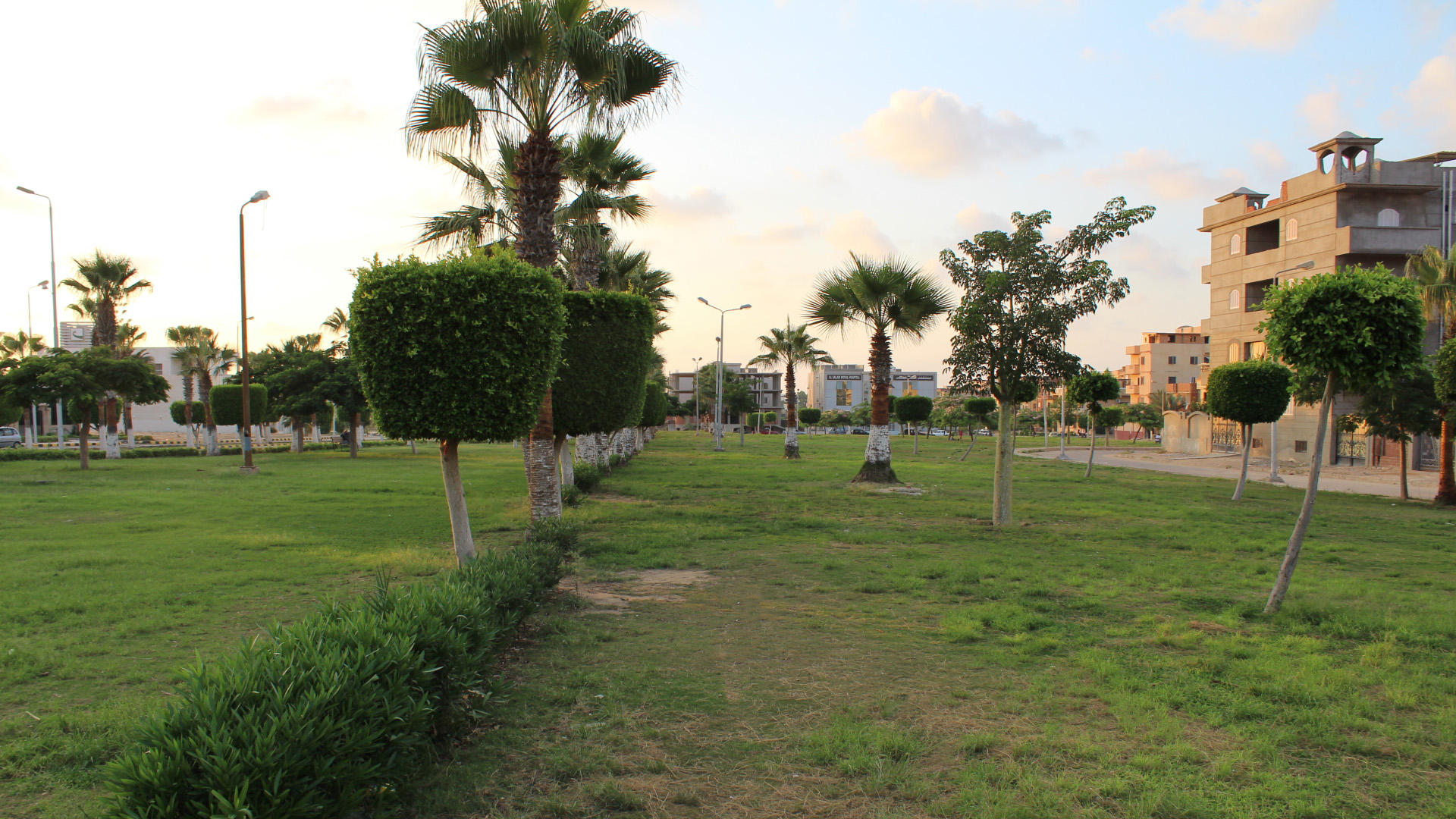
الحديقة المركزية
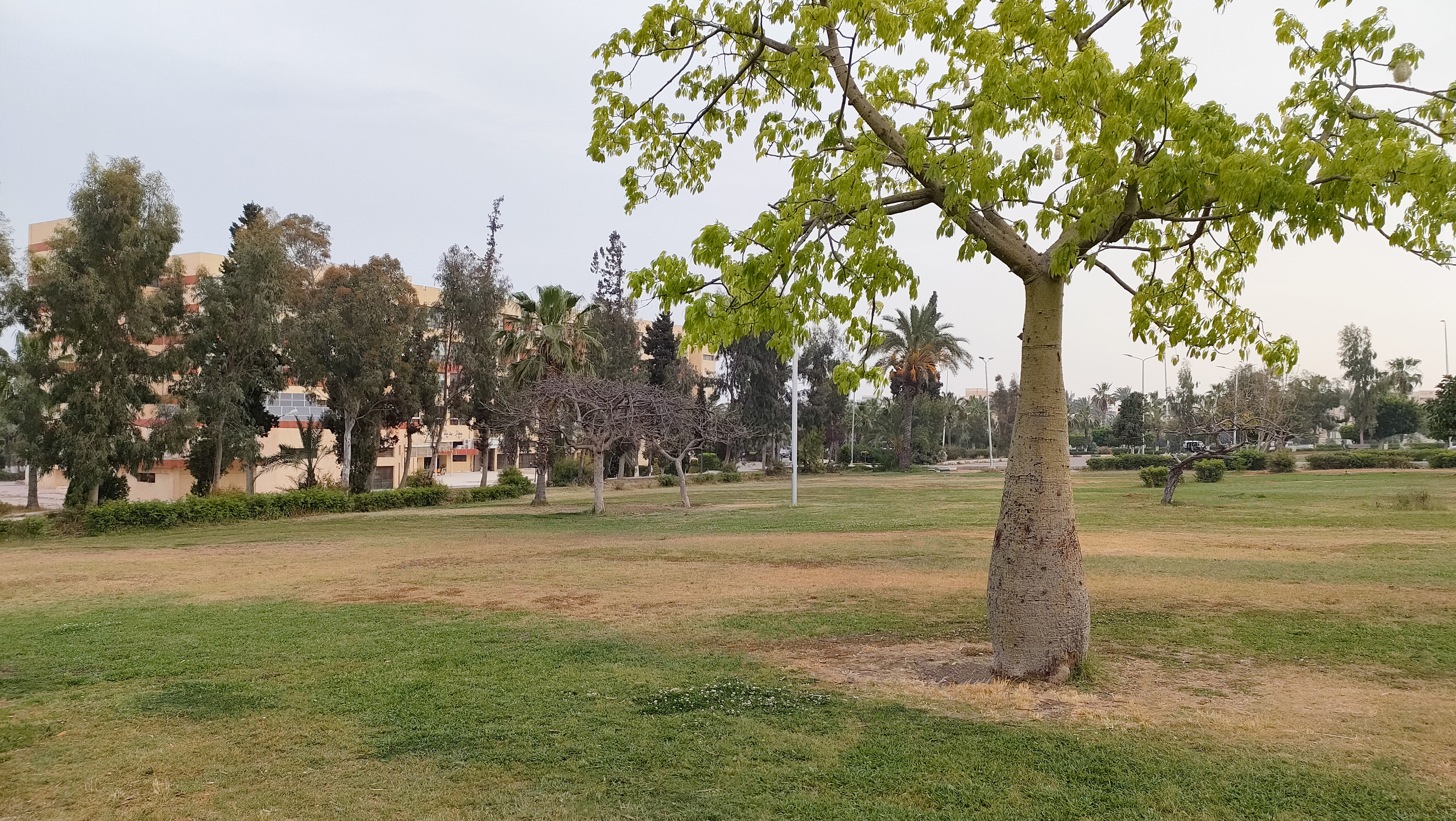
الحديقة المركزية
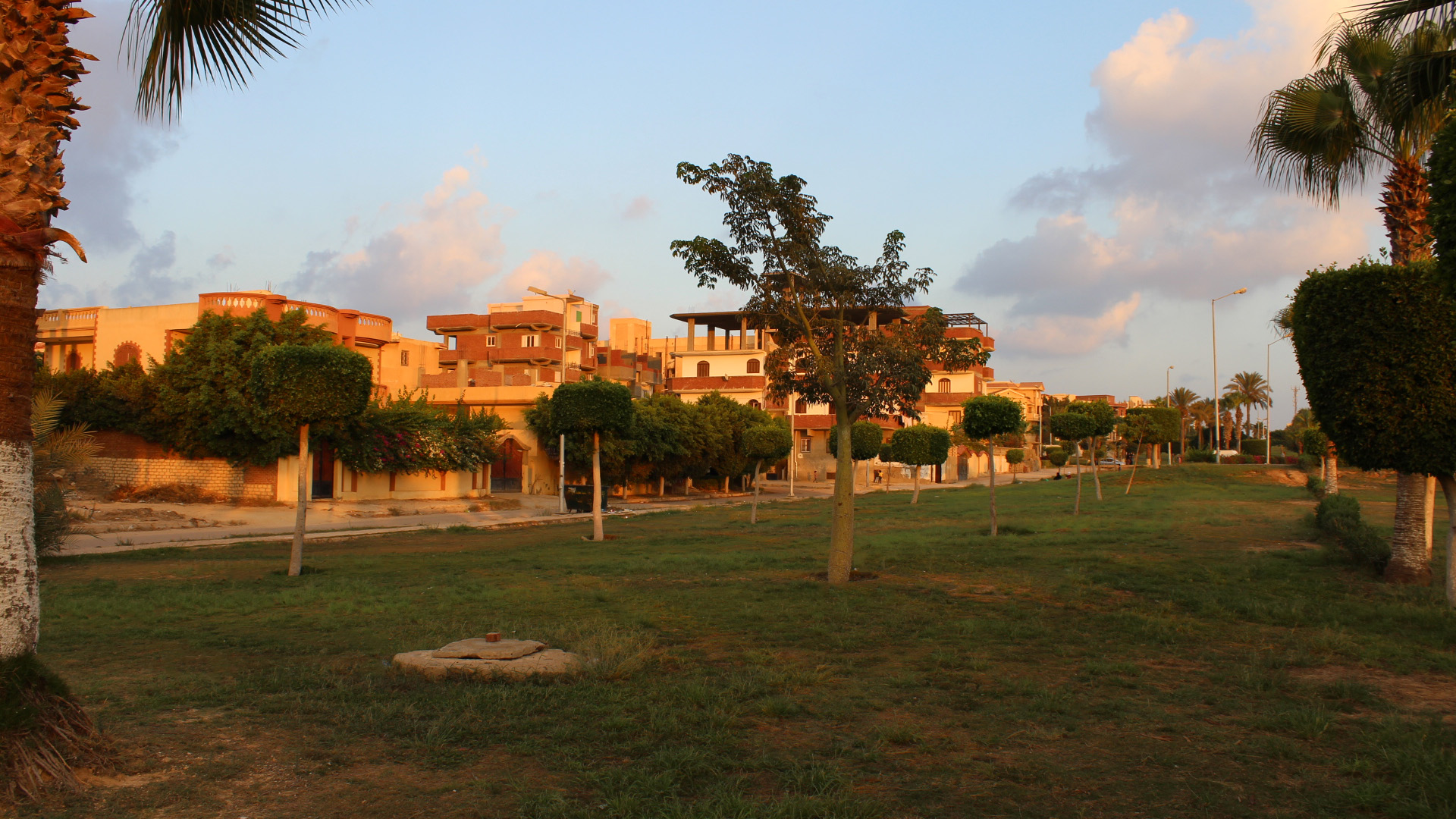
الحديقة المركزية
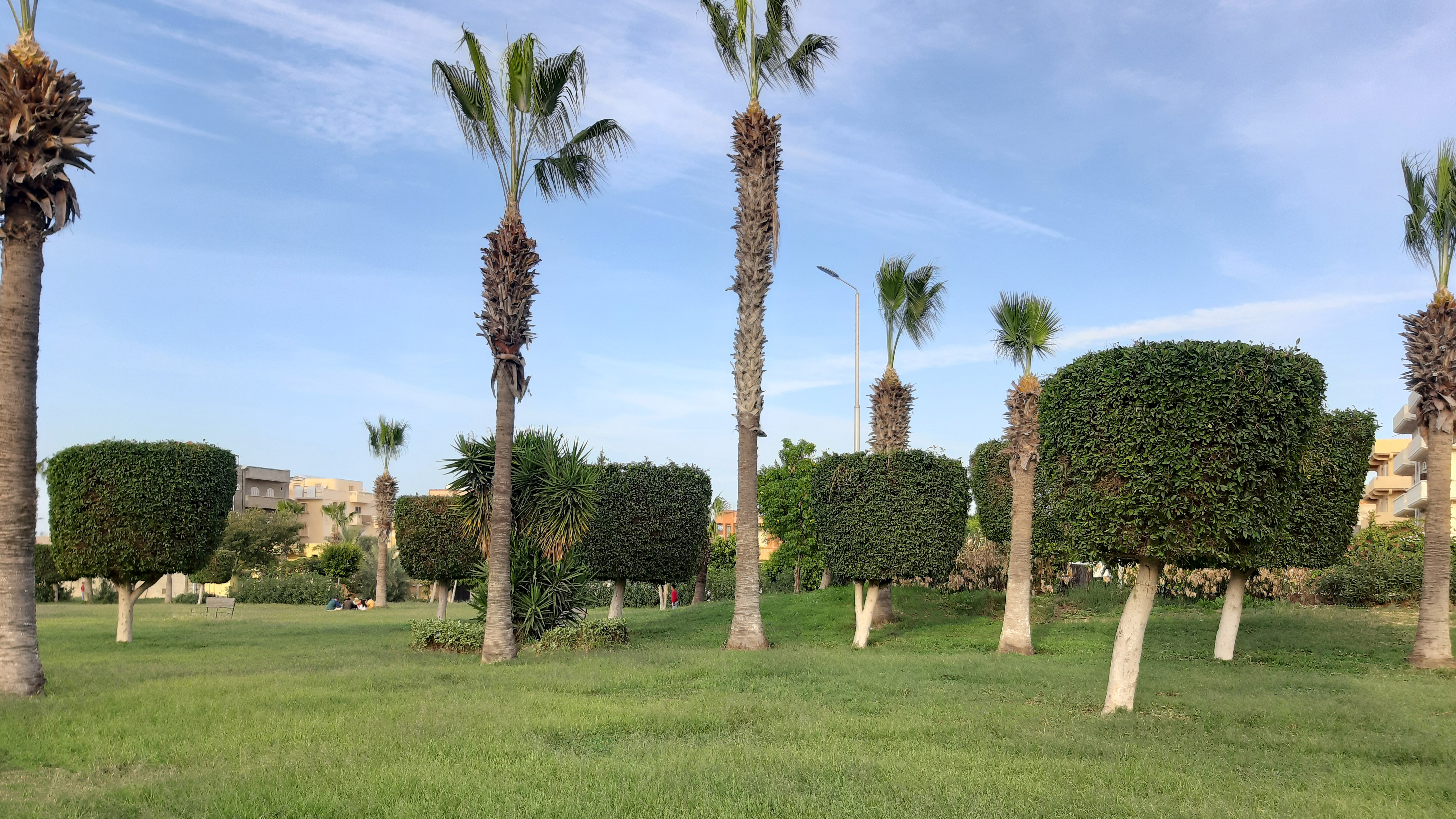
الحديقة المركزية
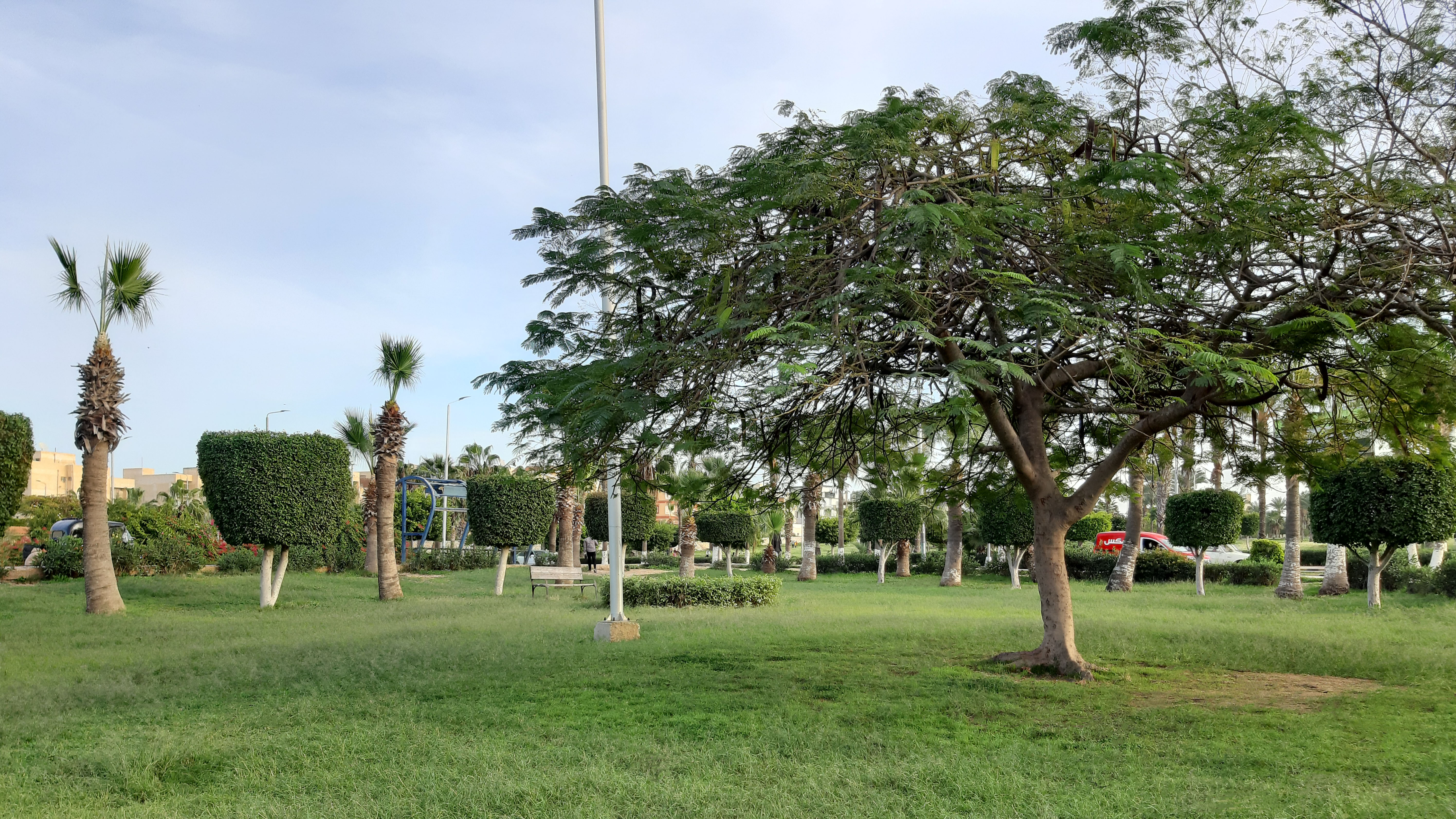
الحديقة المركزية
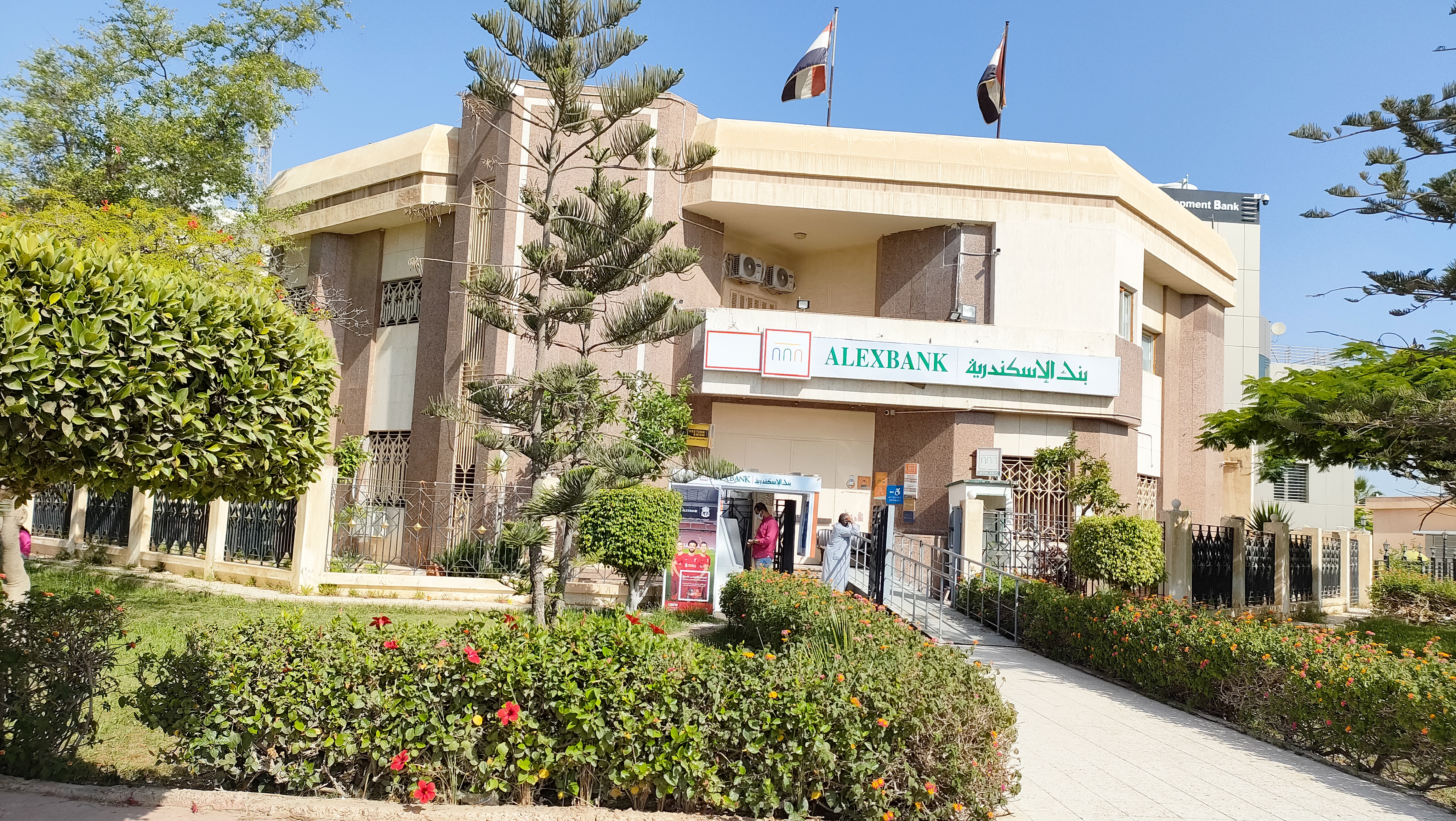
فرع بنك الإسكندرية
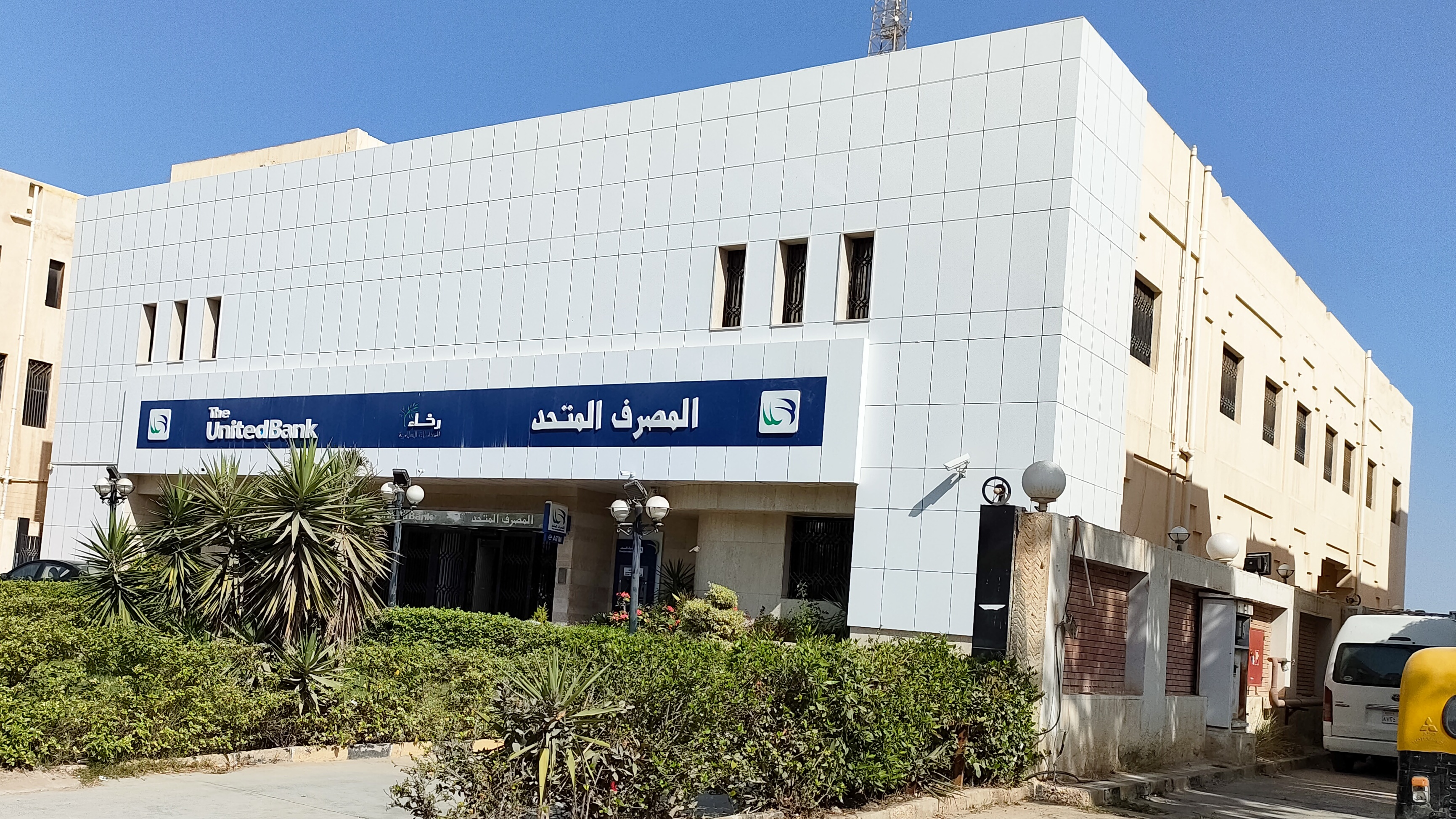
فرع المصرف المتحد
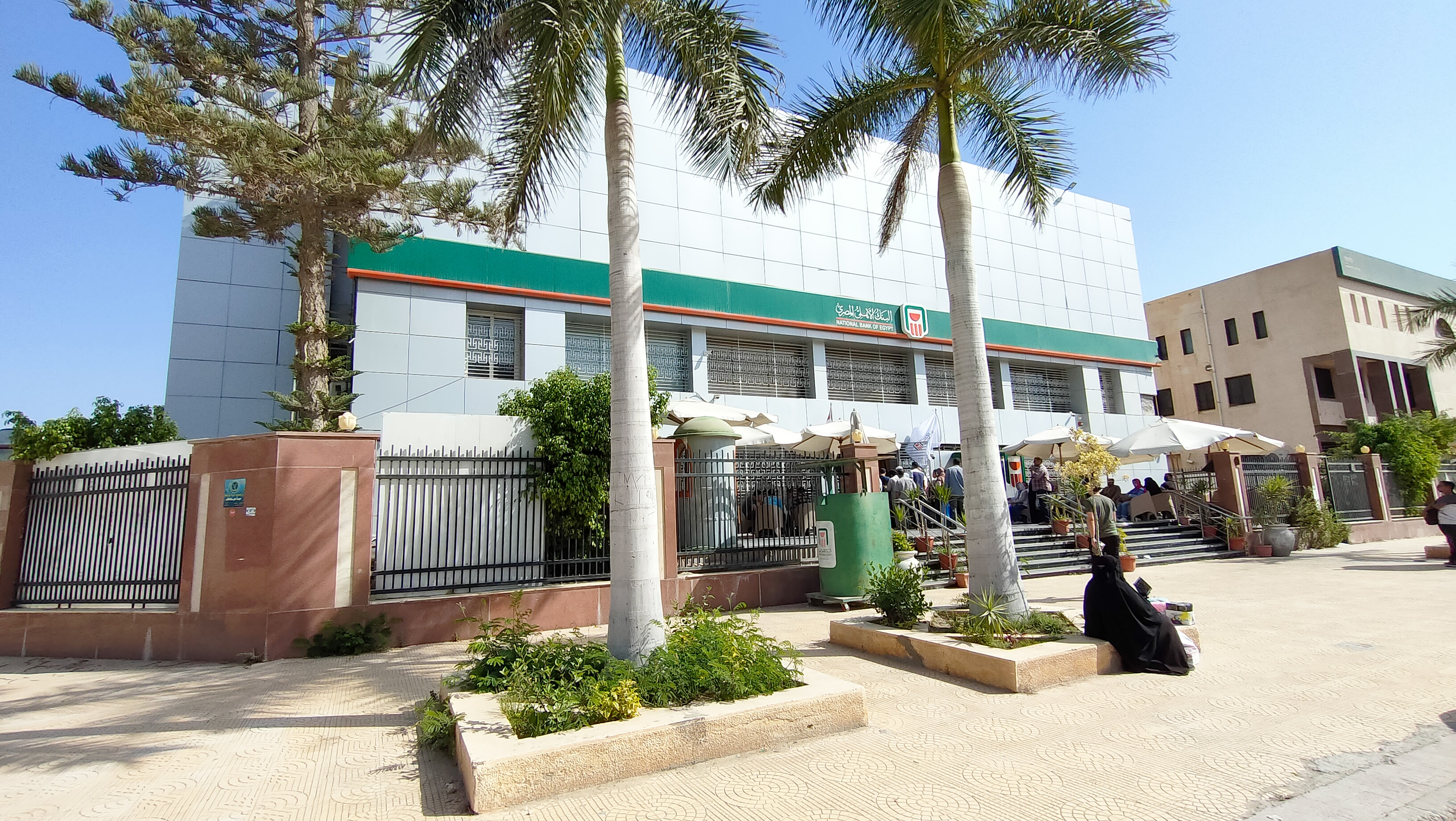
فرع البنك الأهلي المصري
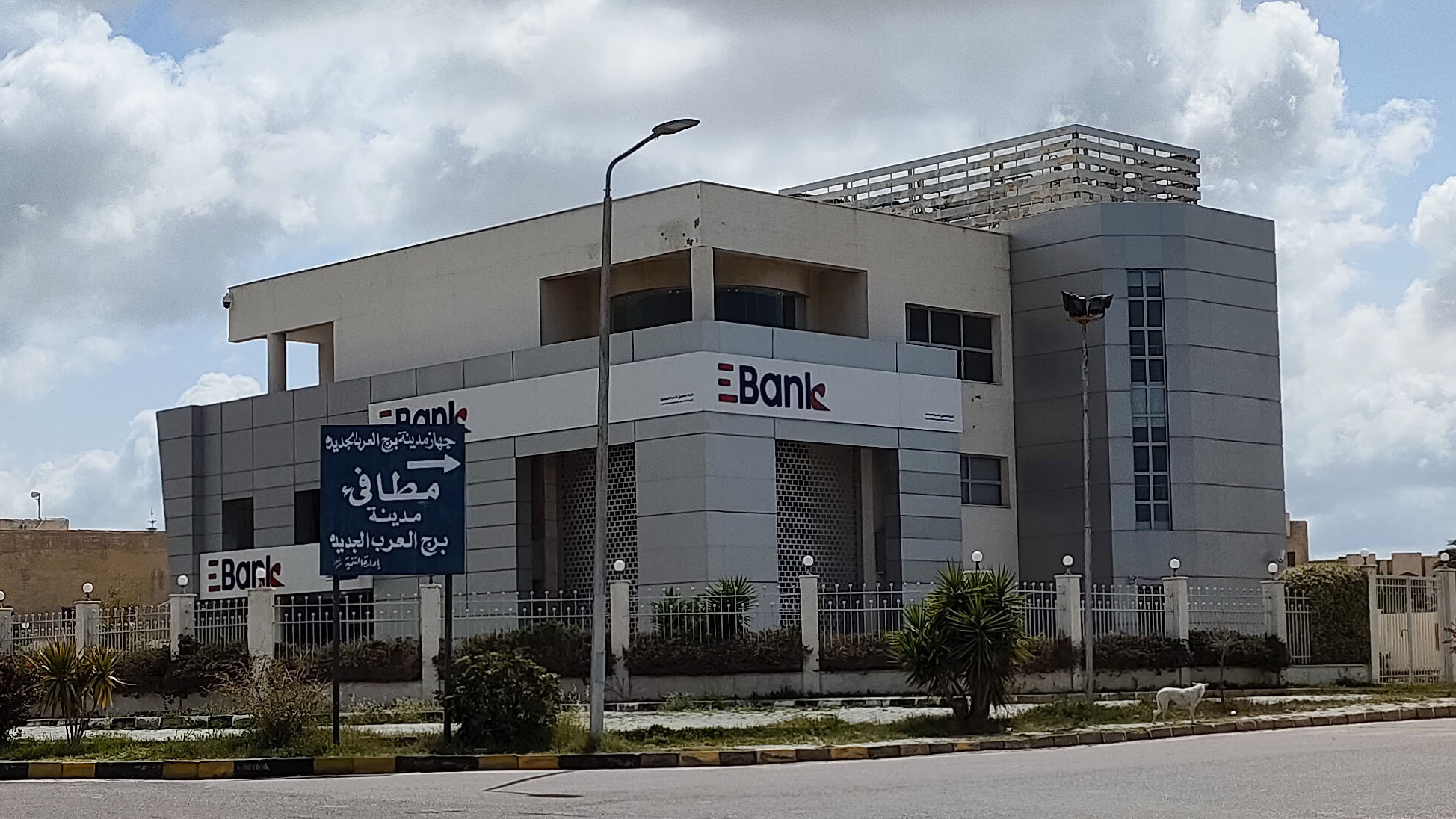
فرع البنك المصري لتنمية الصادرات
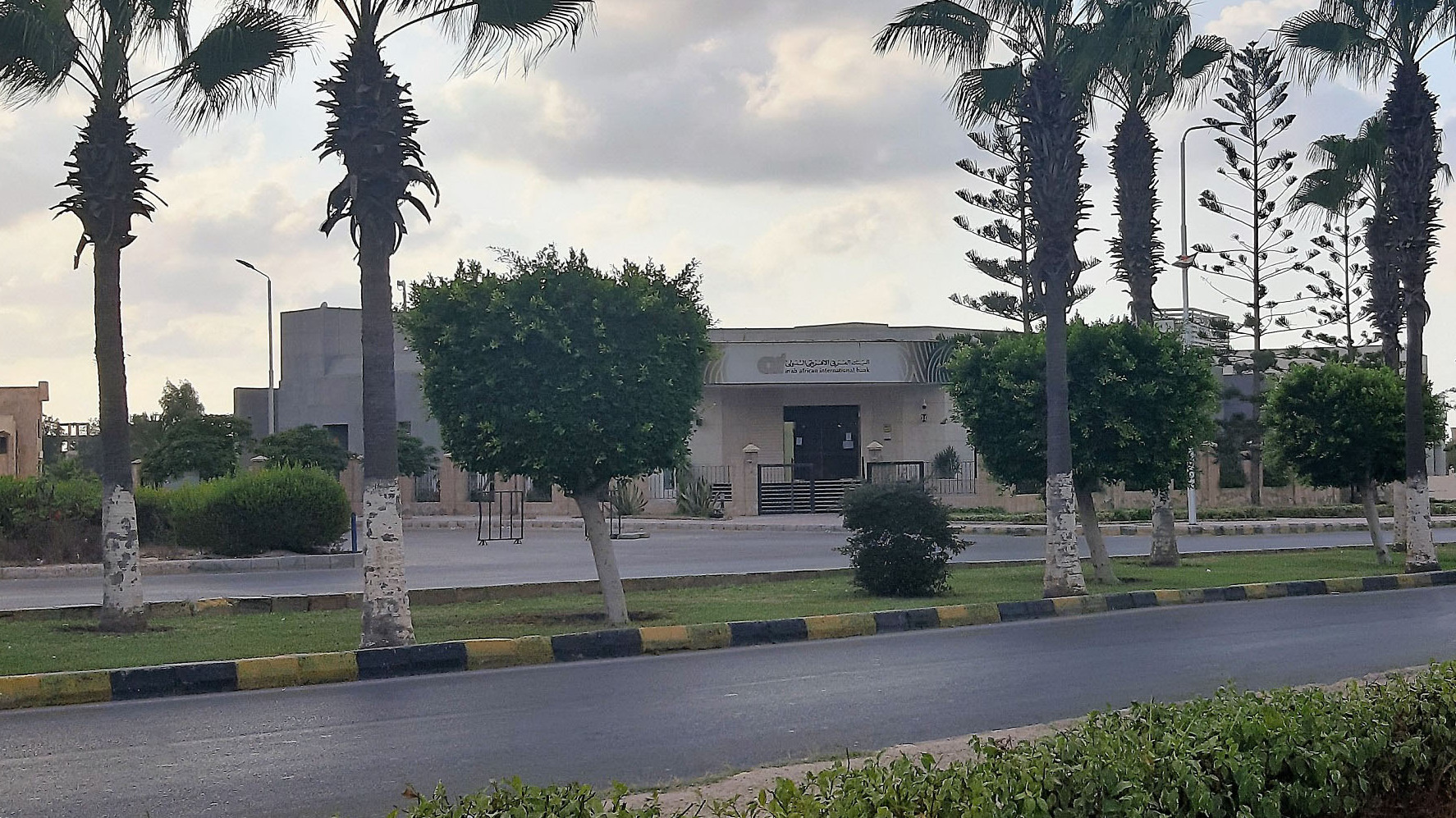
فرع البنك العربي الأفريقي الدولي
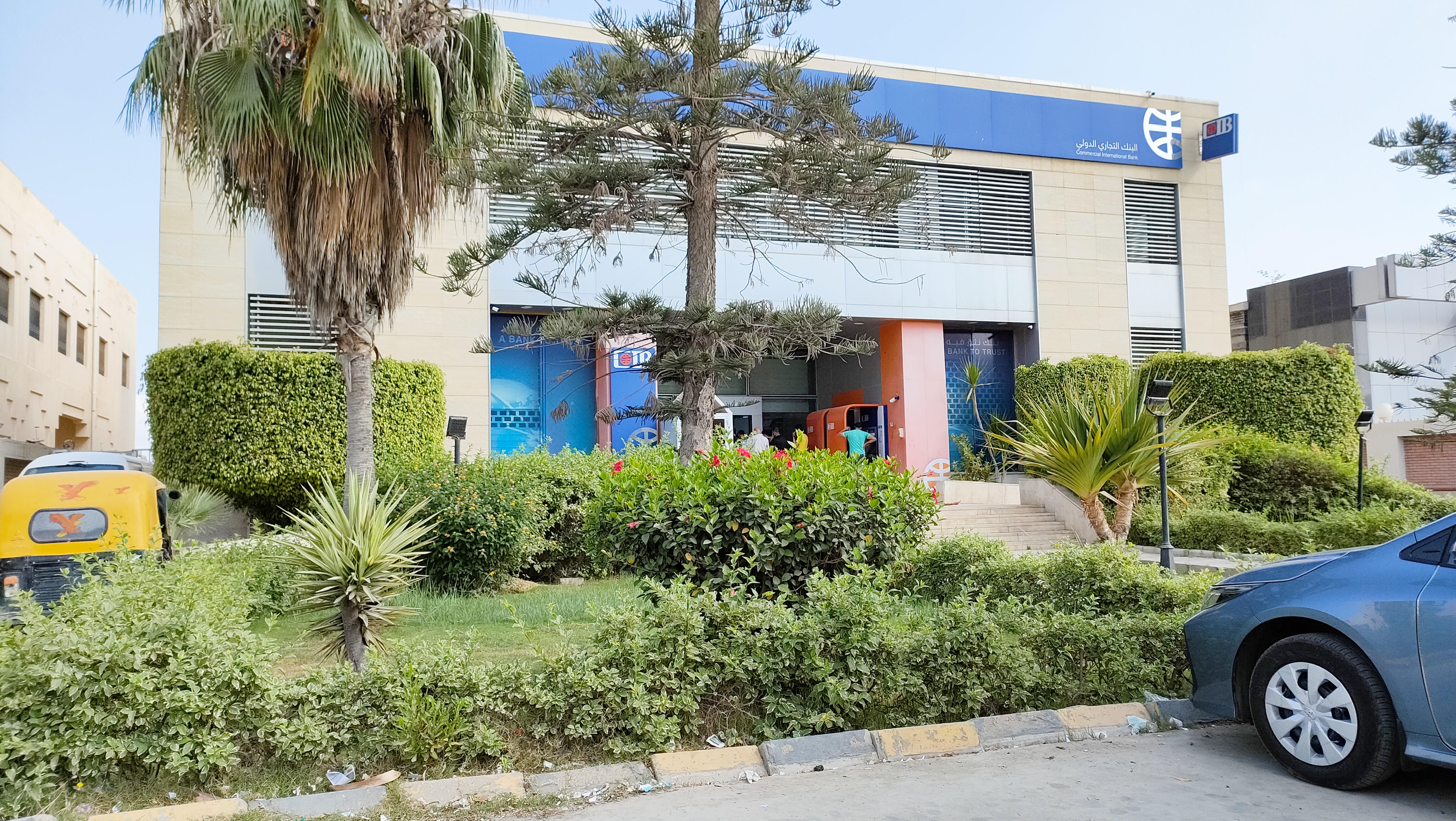
فرع البنك التجاري الدولي
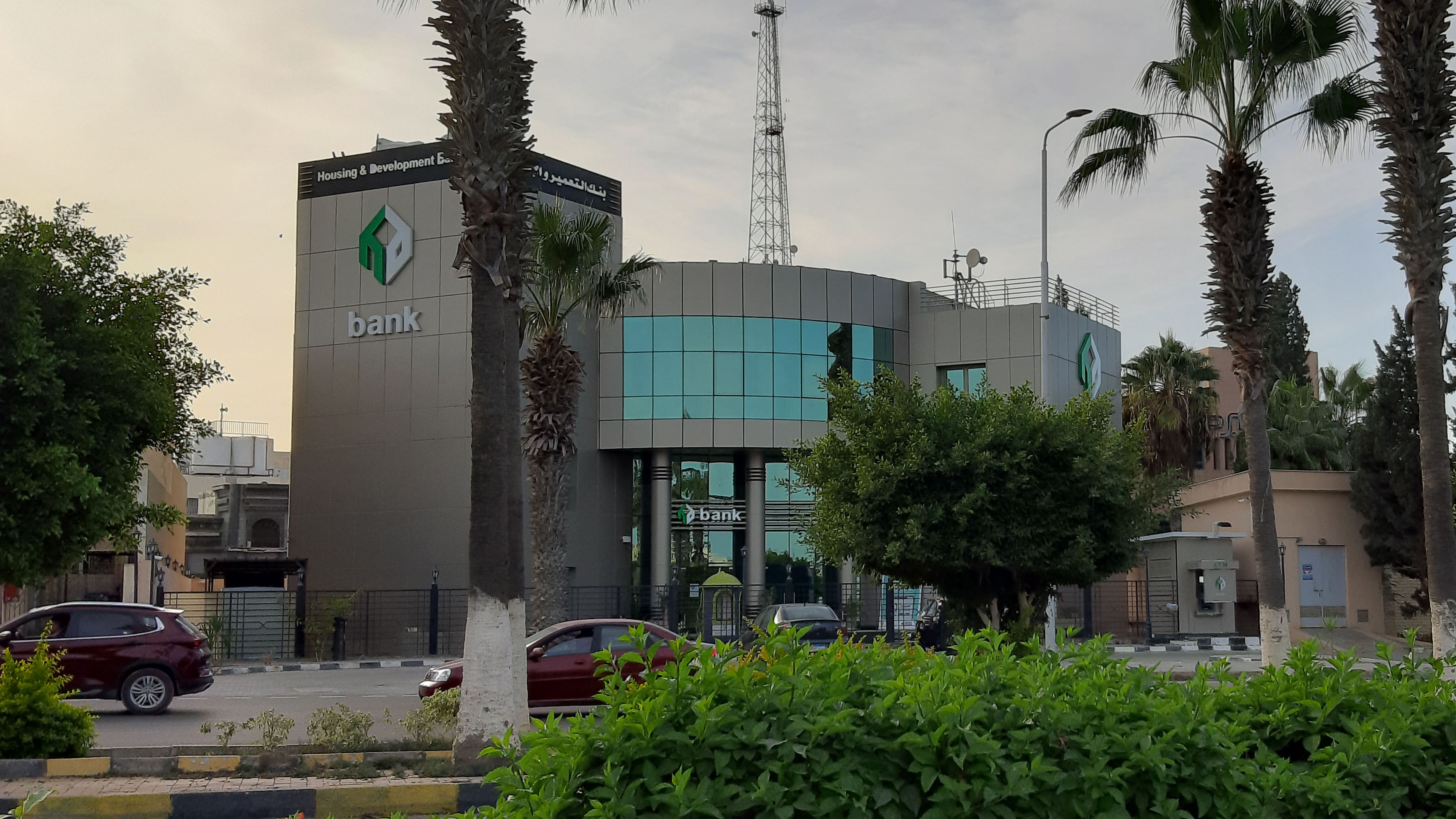
فرع بنك التعمير والإسكان
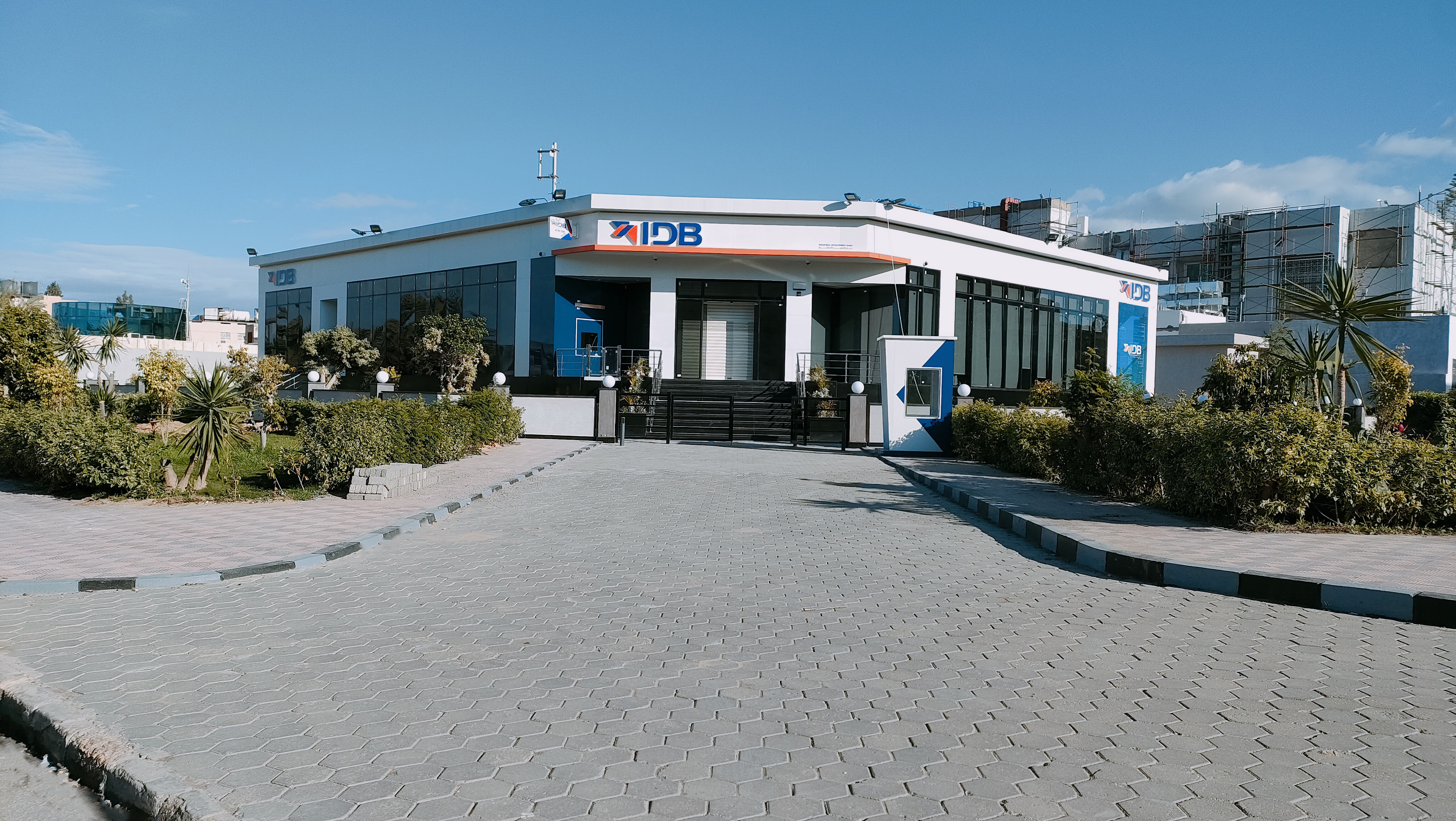
فرع بنك التنمية الصناعية
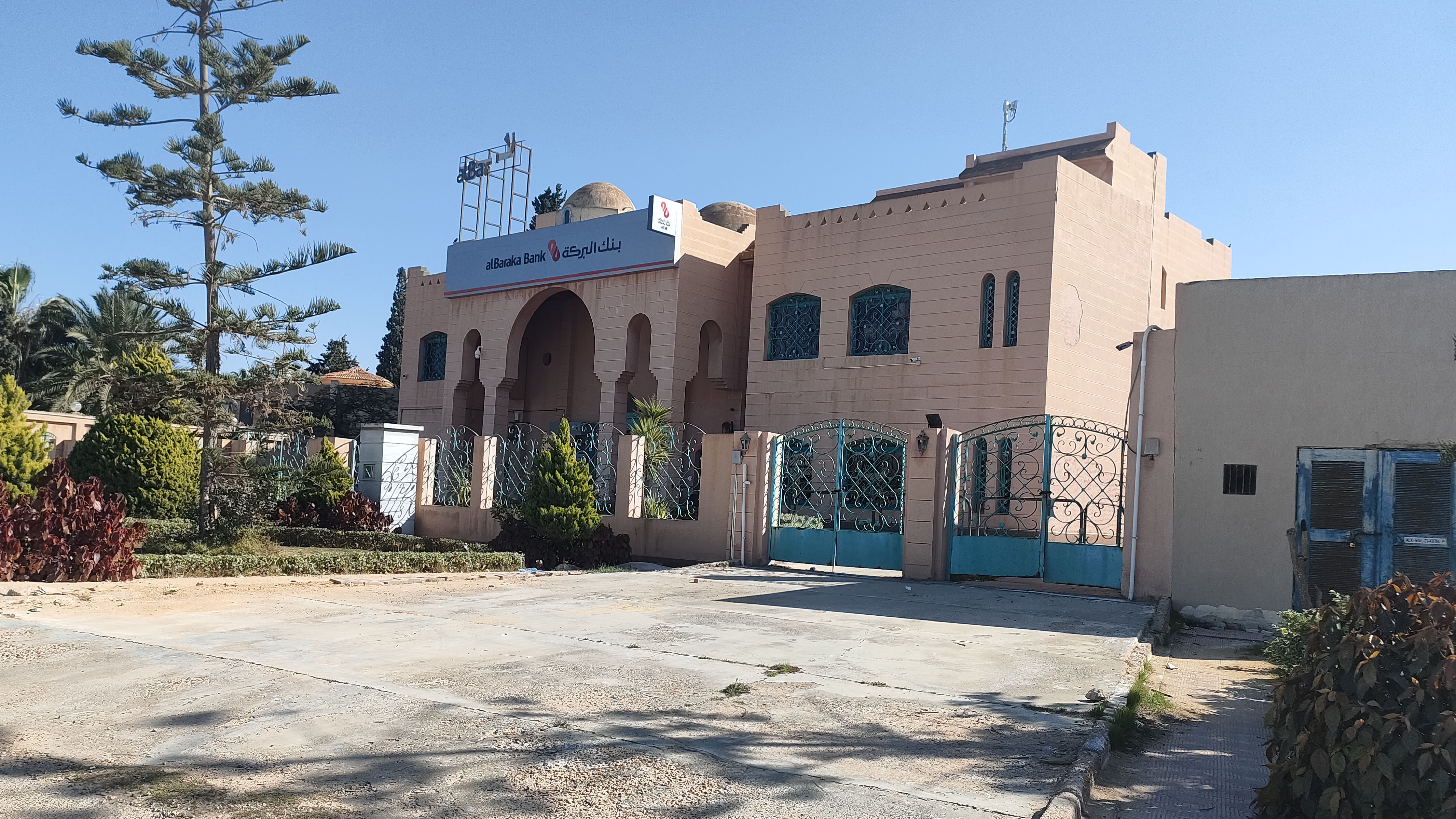
فرع بنك البركة
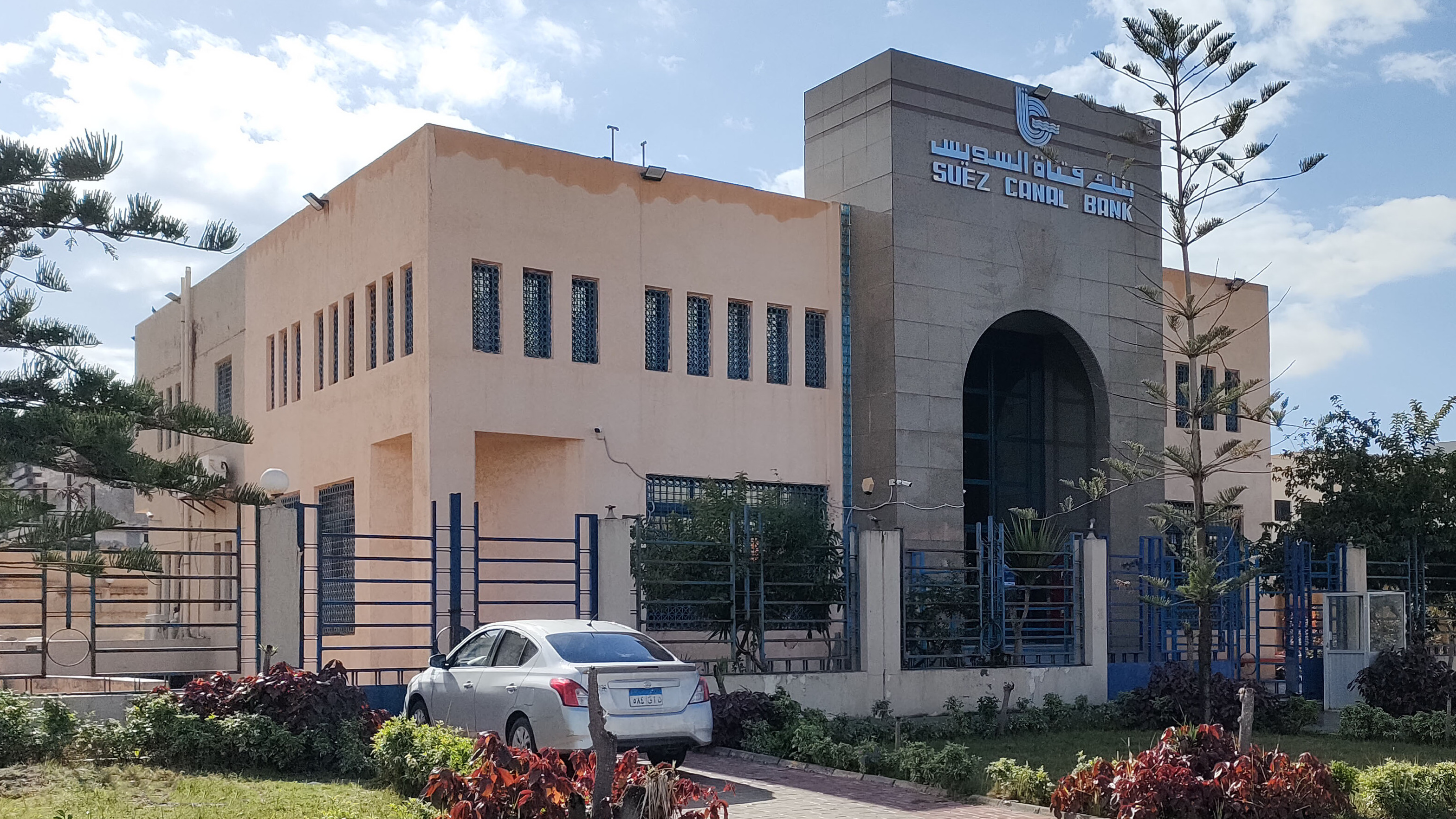
فرع بنك قناة السويس
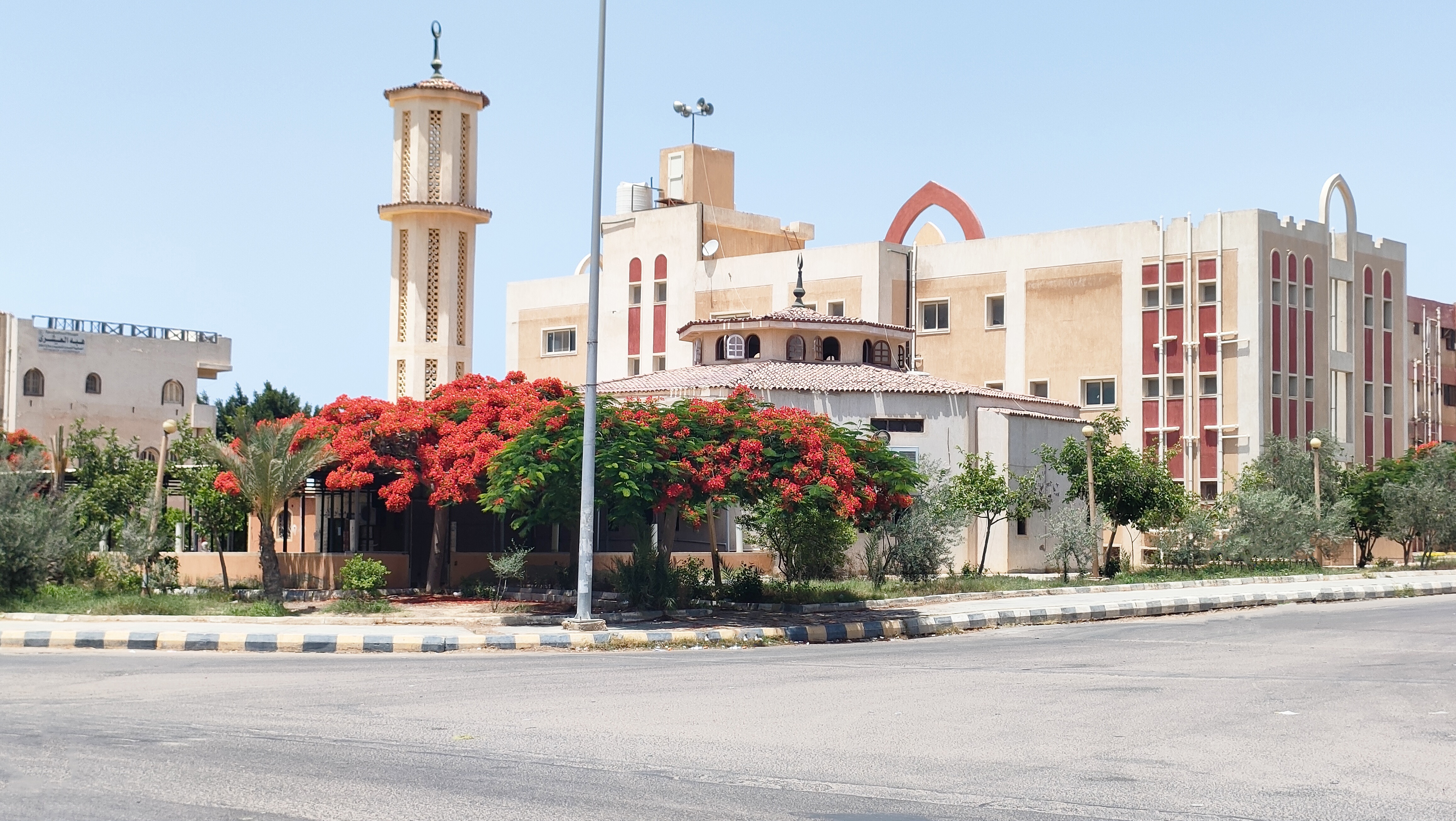
مسجد ومقر الجمعية الشرعية
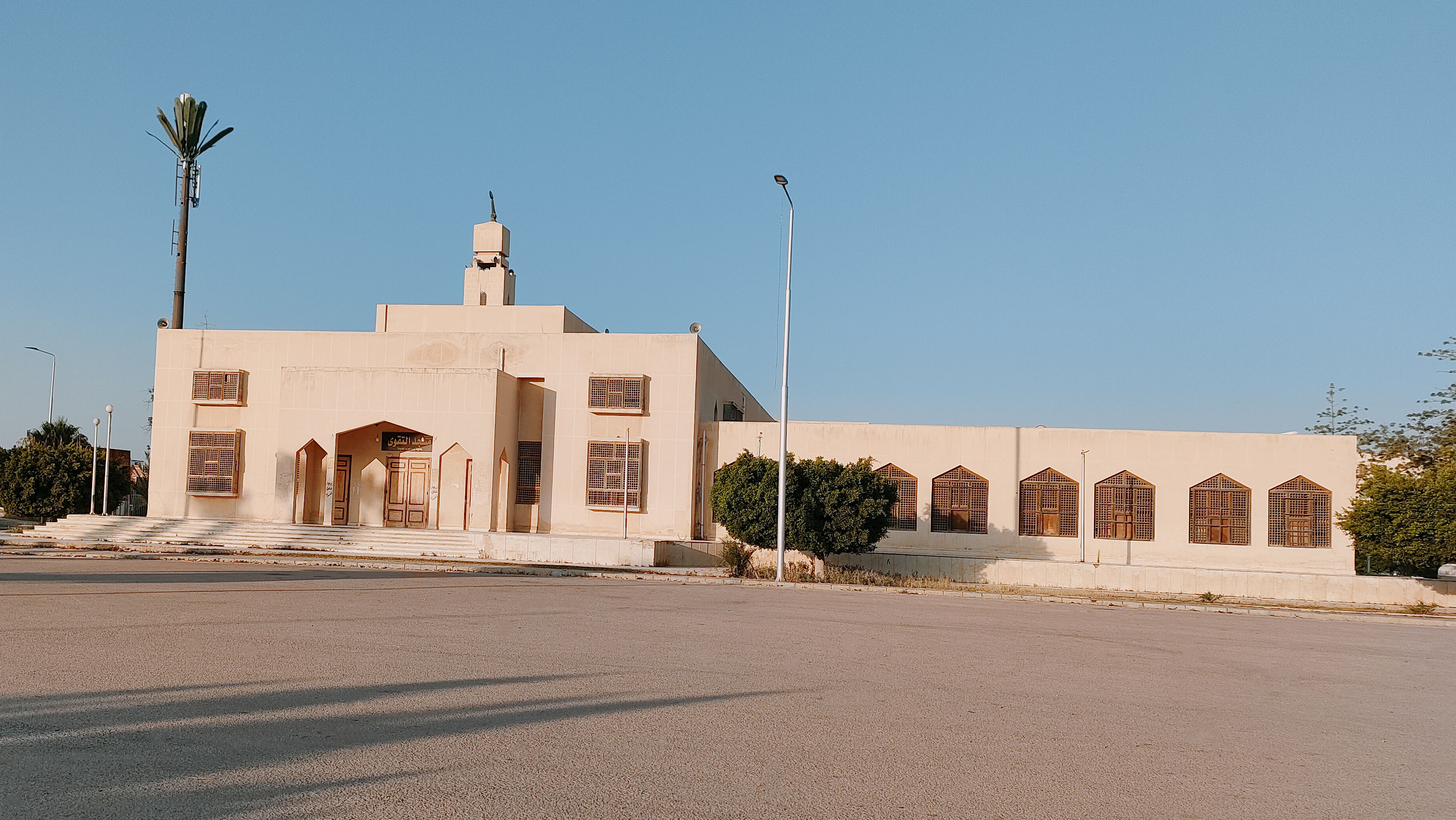
مسجد التقوى
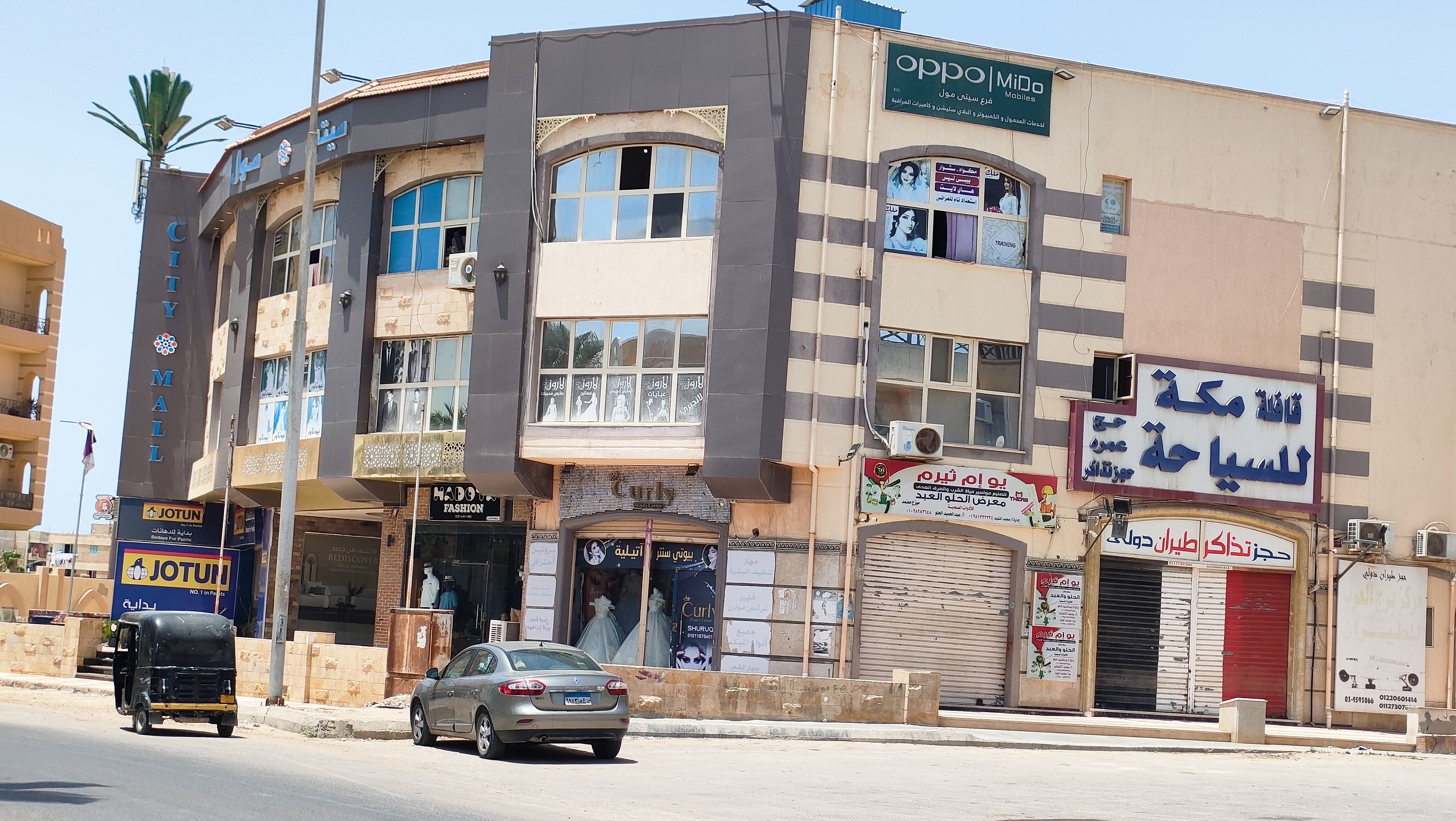
مجمع تجاري
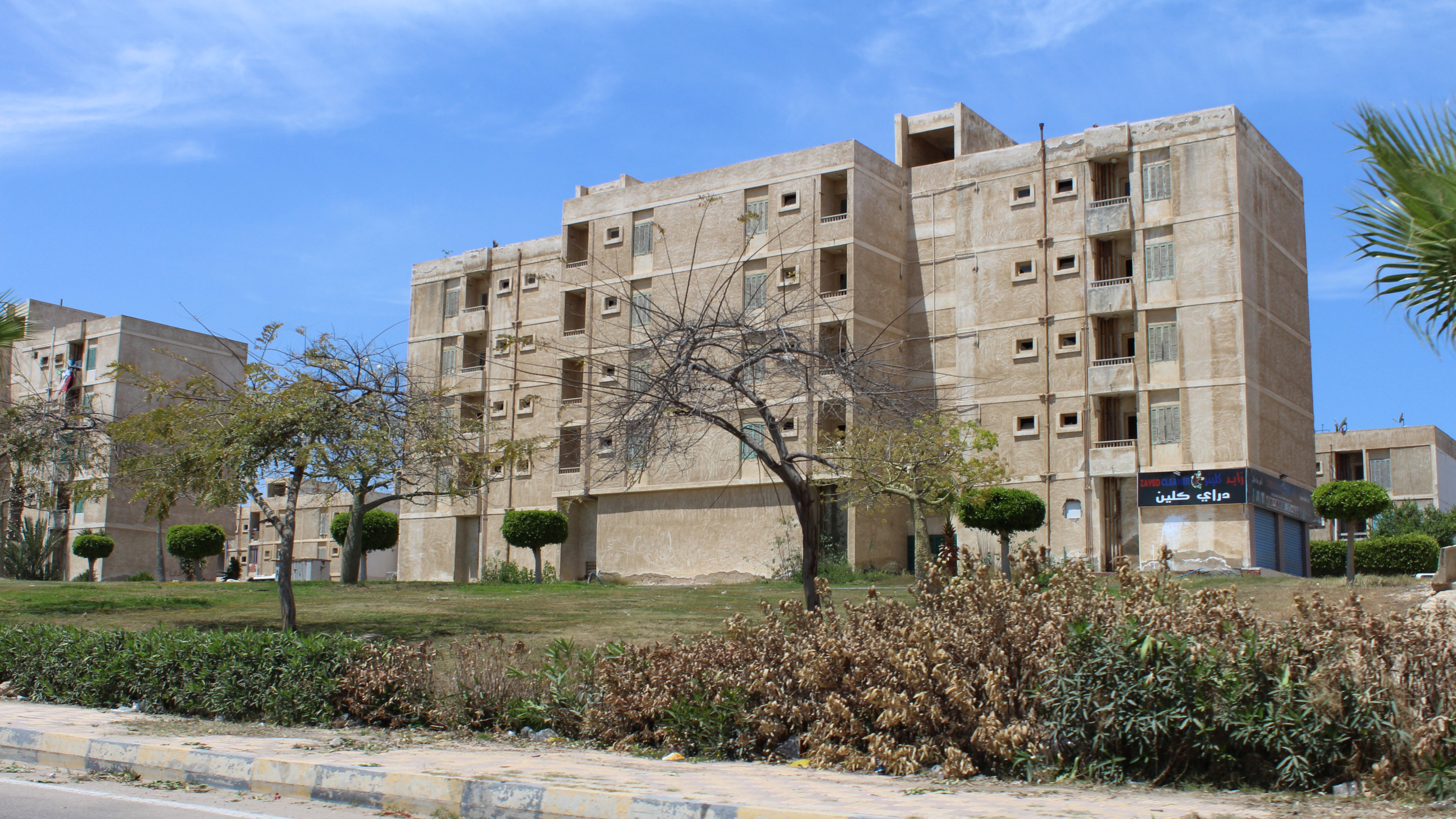
مساكن
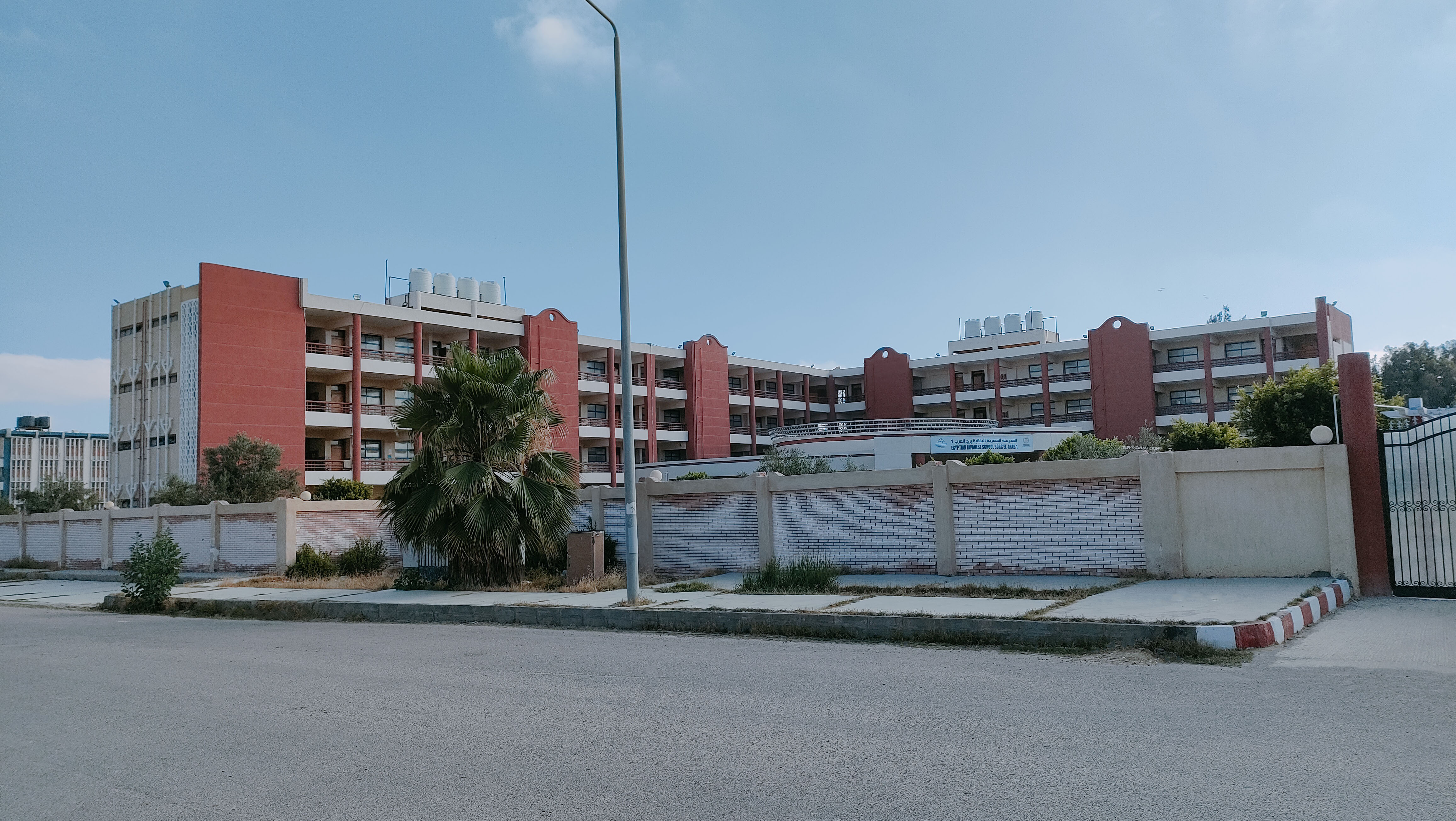
المدرسة المصرية اليابانية 1
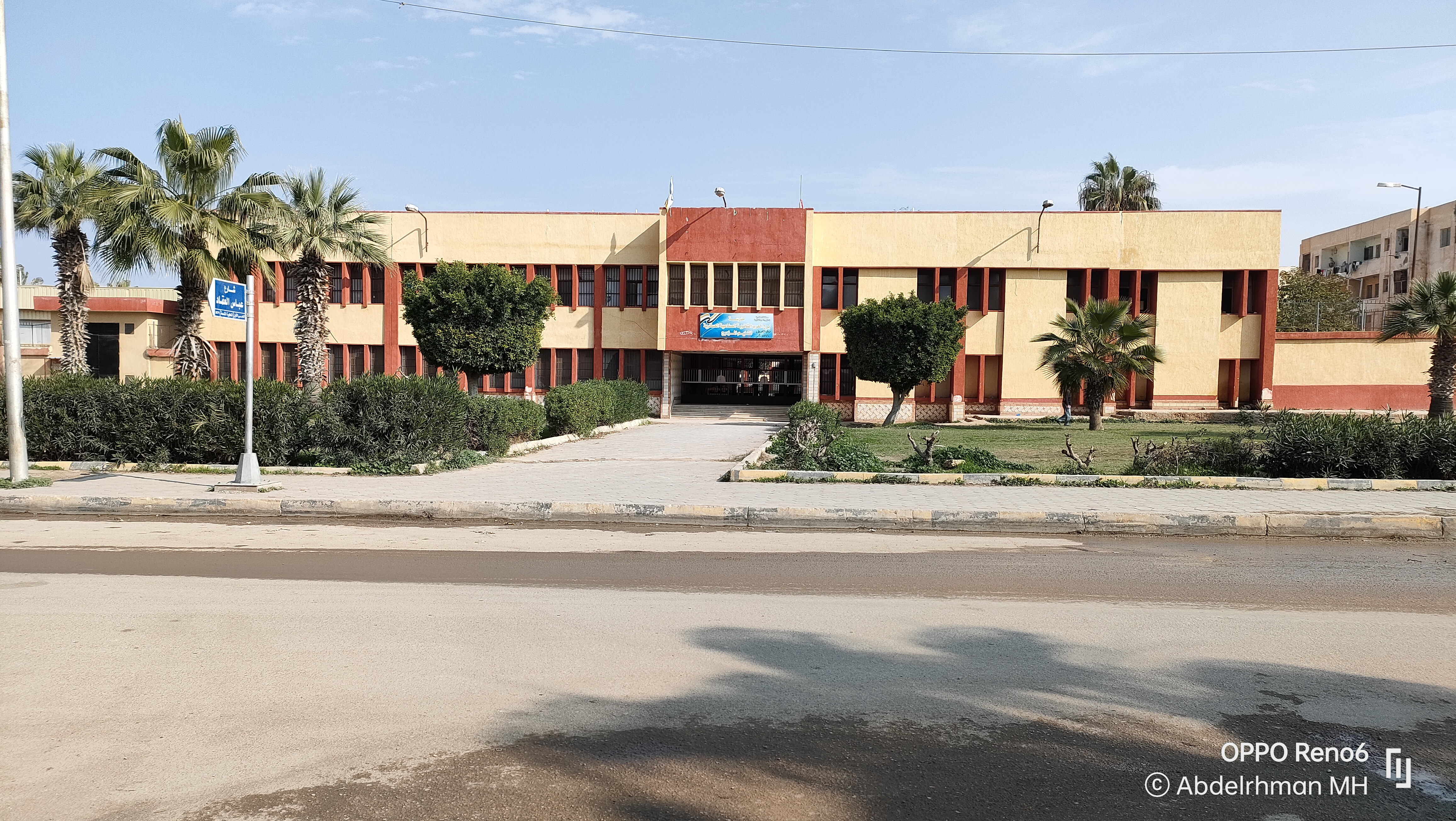
مدرسة برج العرب الثانوية الصناعية
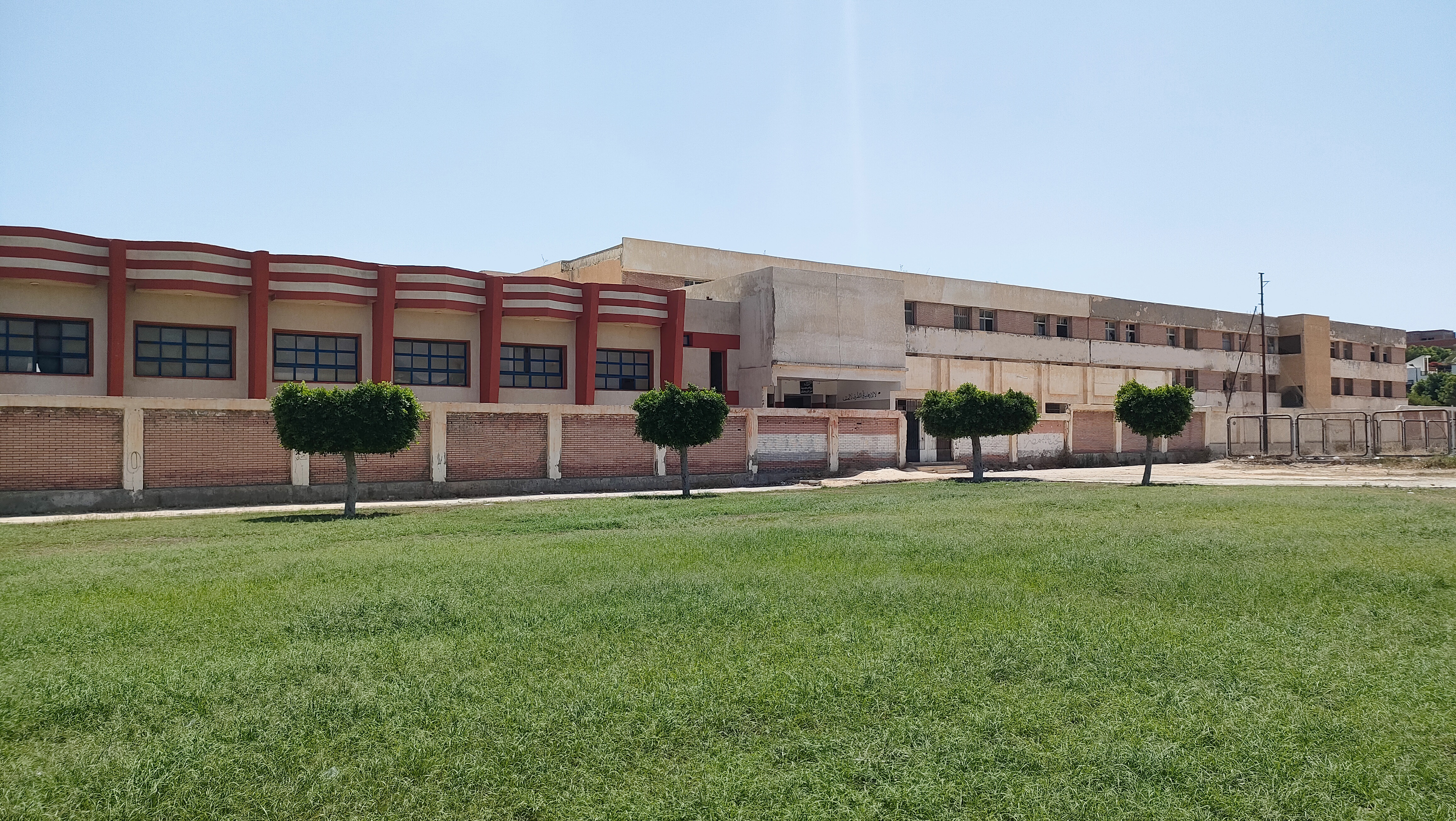
مدرسة برج العرب الجديدة الإعدادية والثانوية
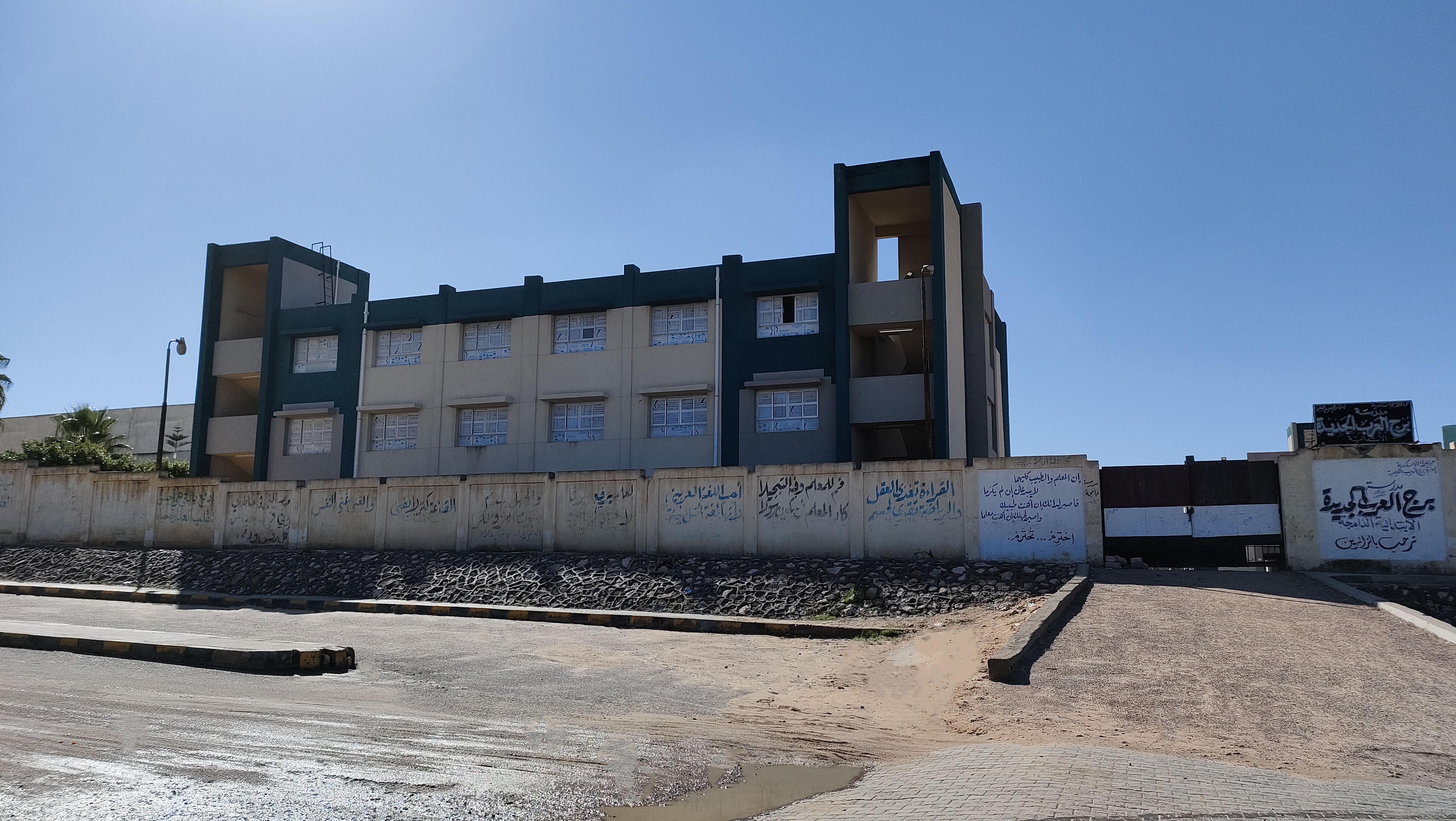
مدرسة برج العرب الجديدة الابتدائية
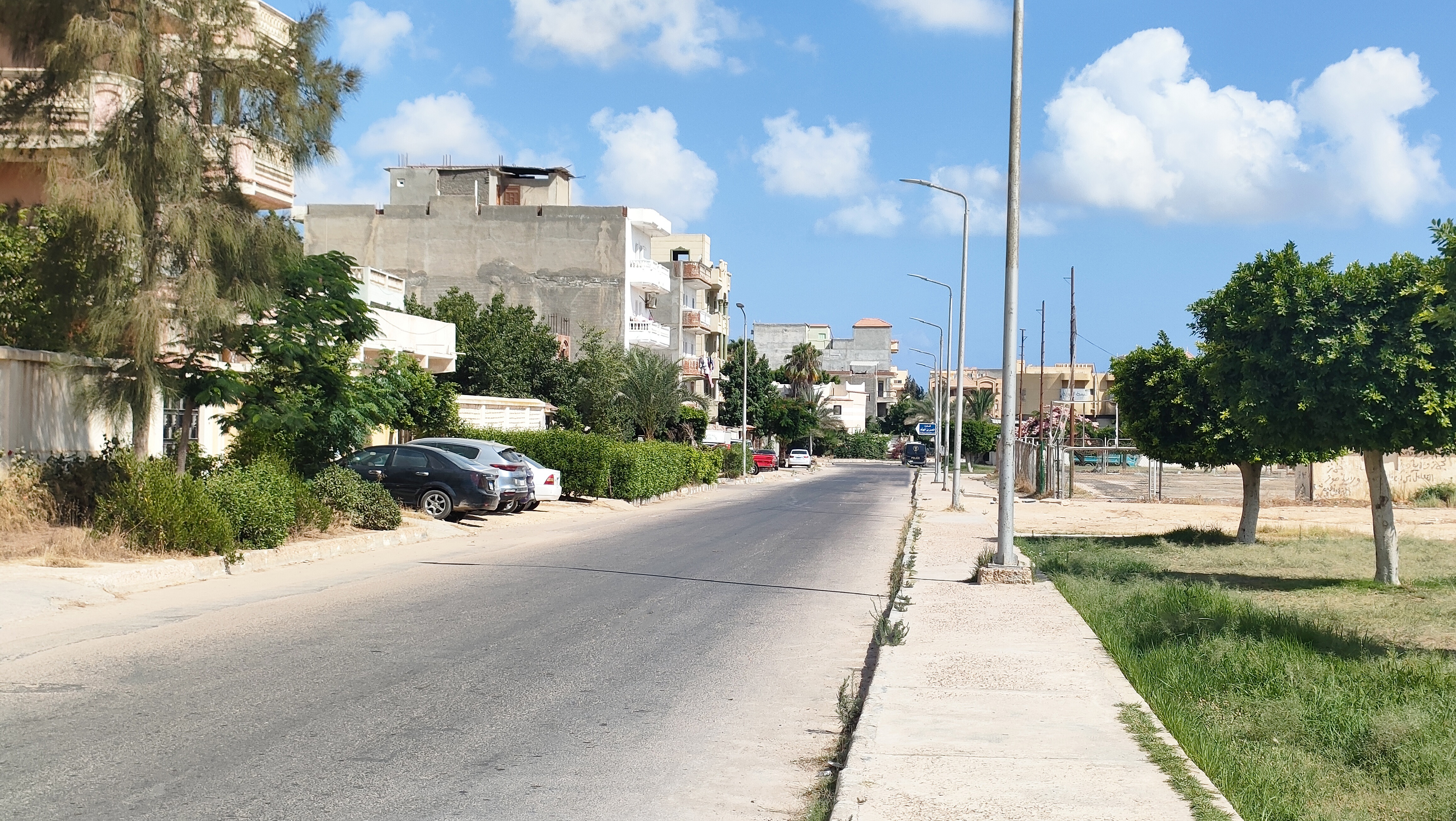
شارع مسجد أنصار السنة
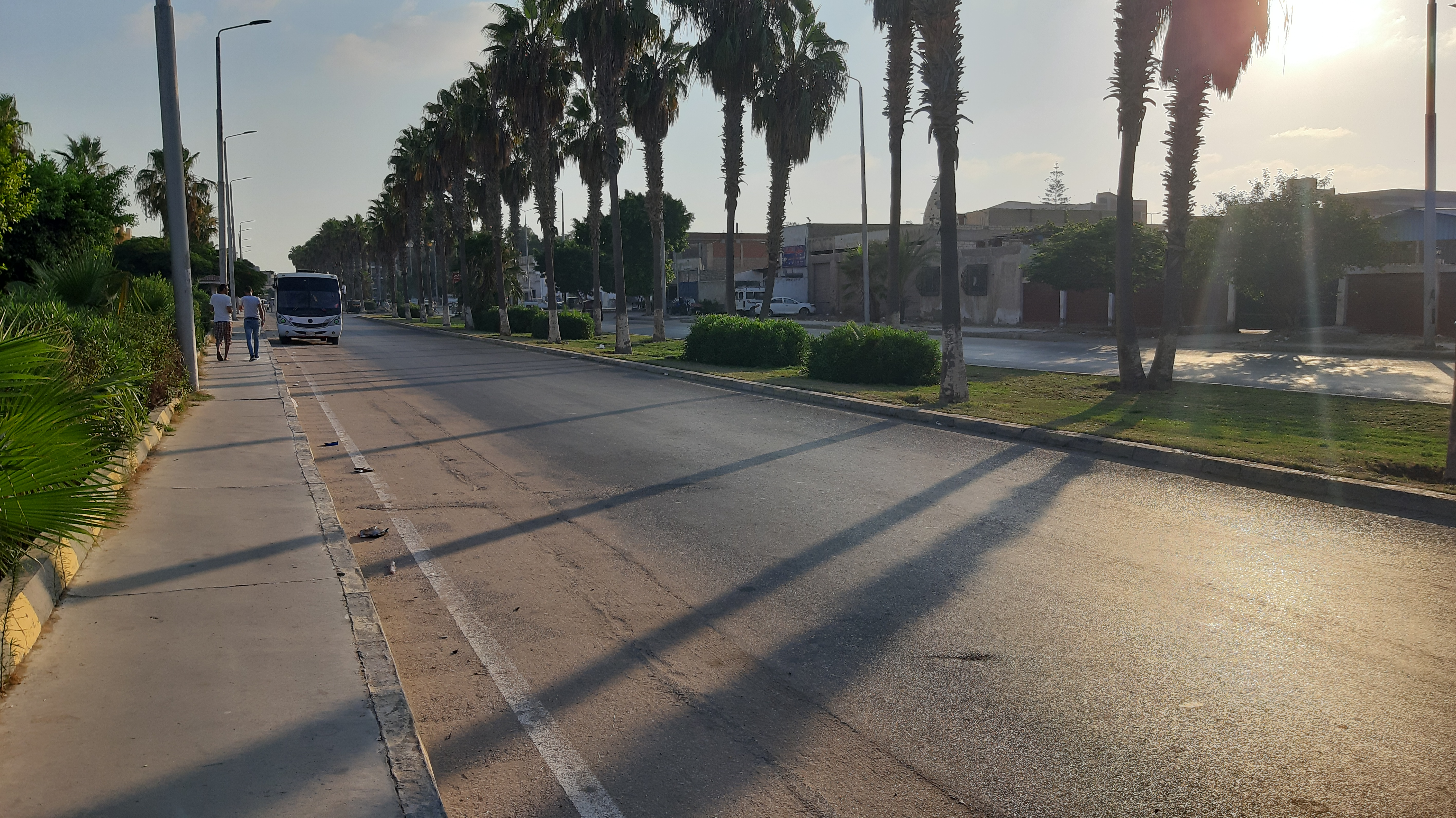
شارع أحمد عرابي
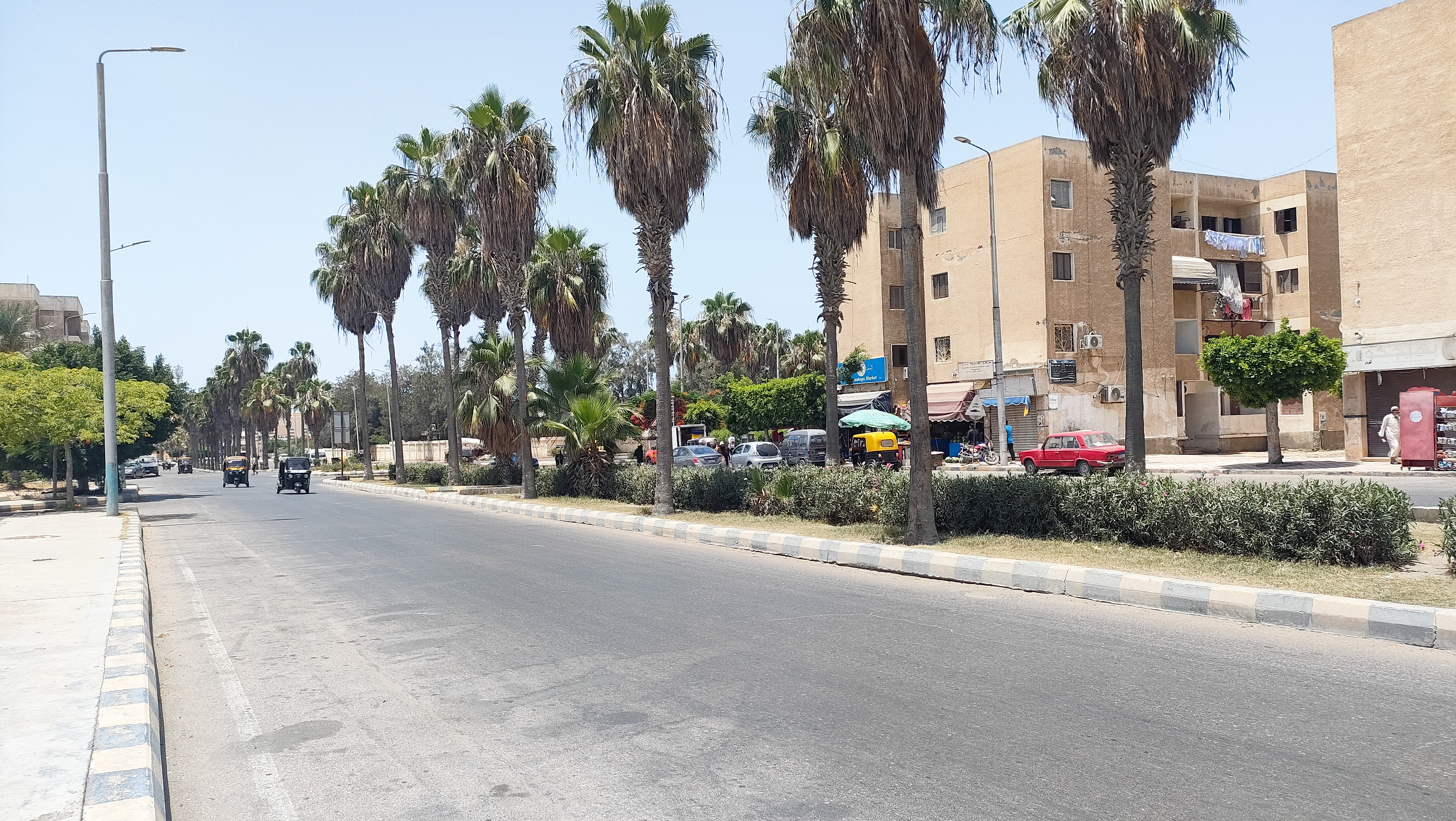
شارع المسجد العتيق
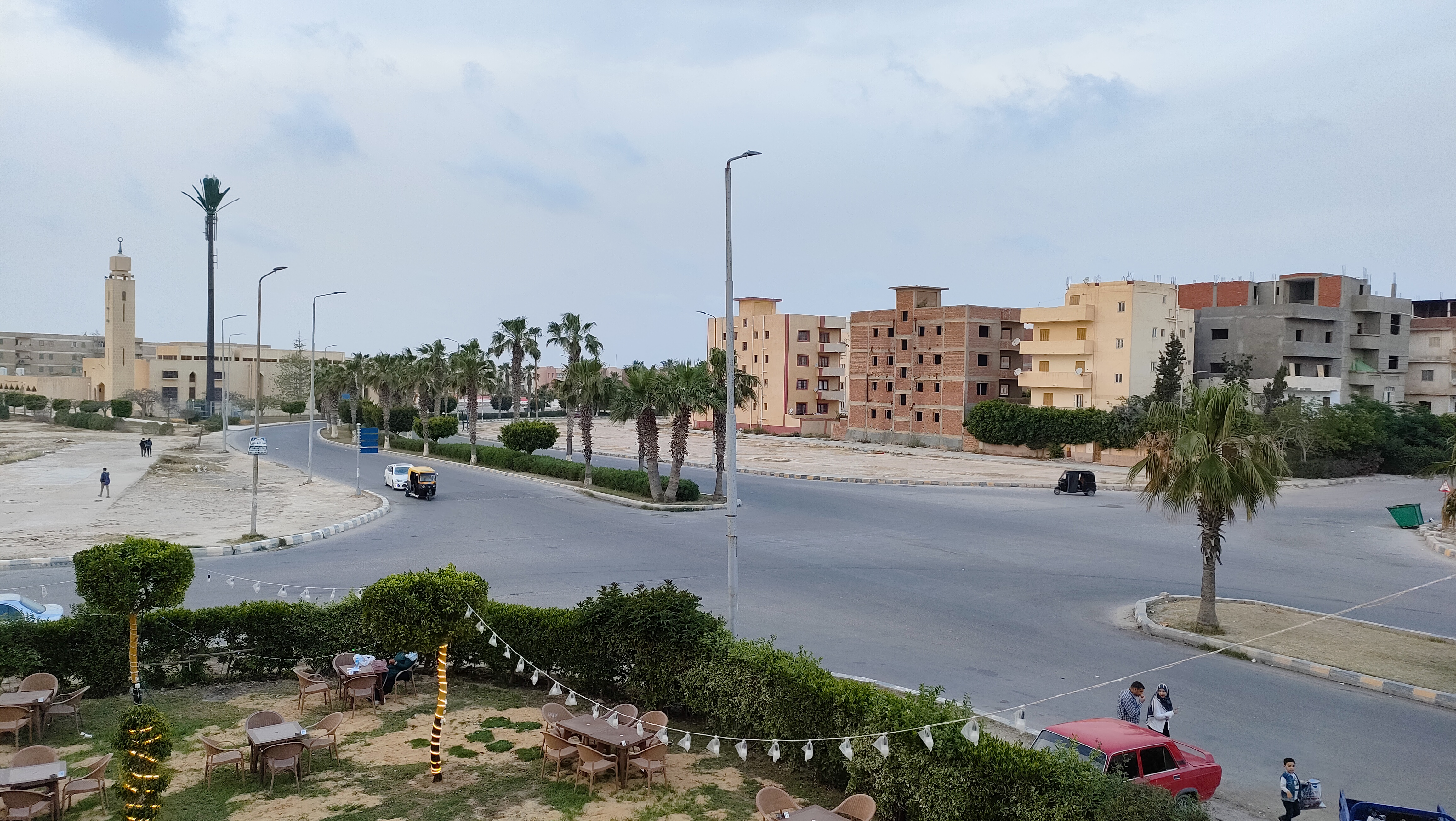
أحد تقاطعات الطرق
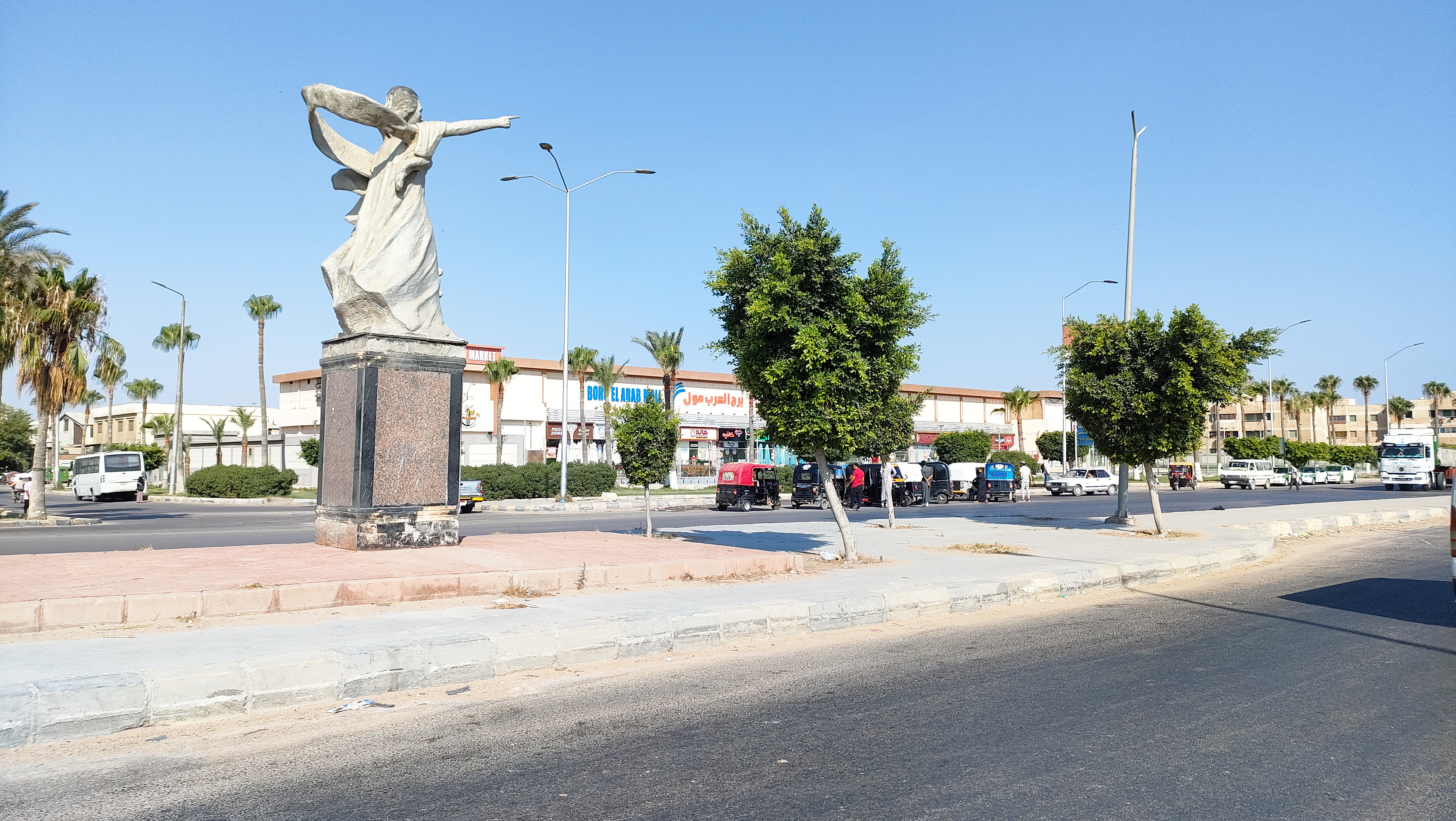
محور النصر
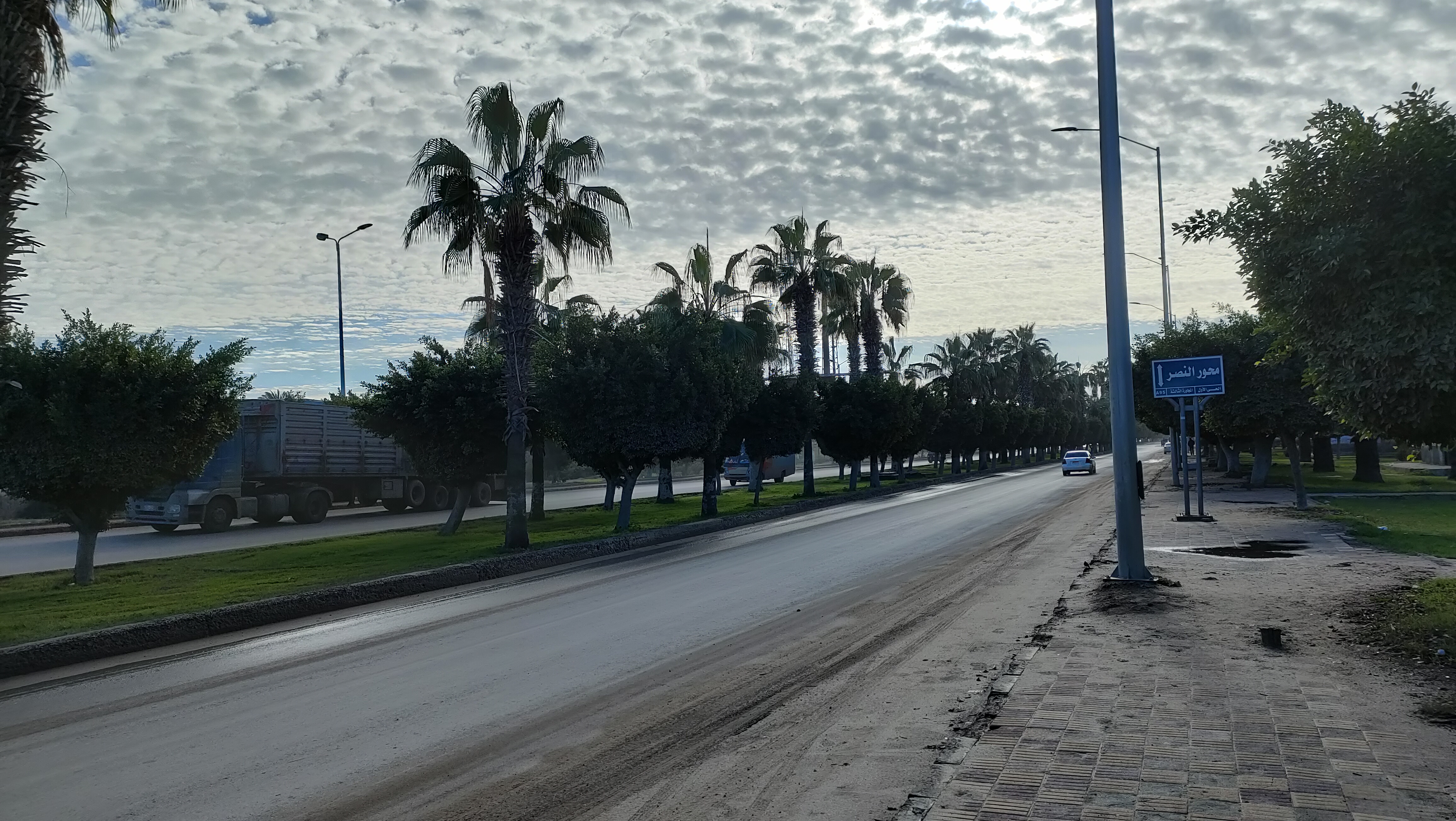
محور النصر
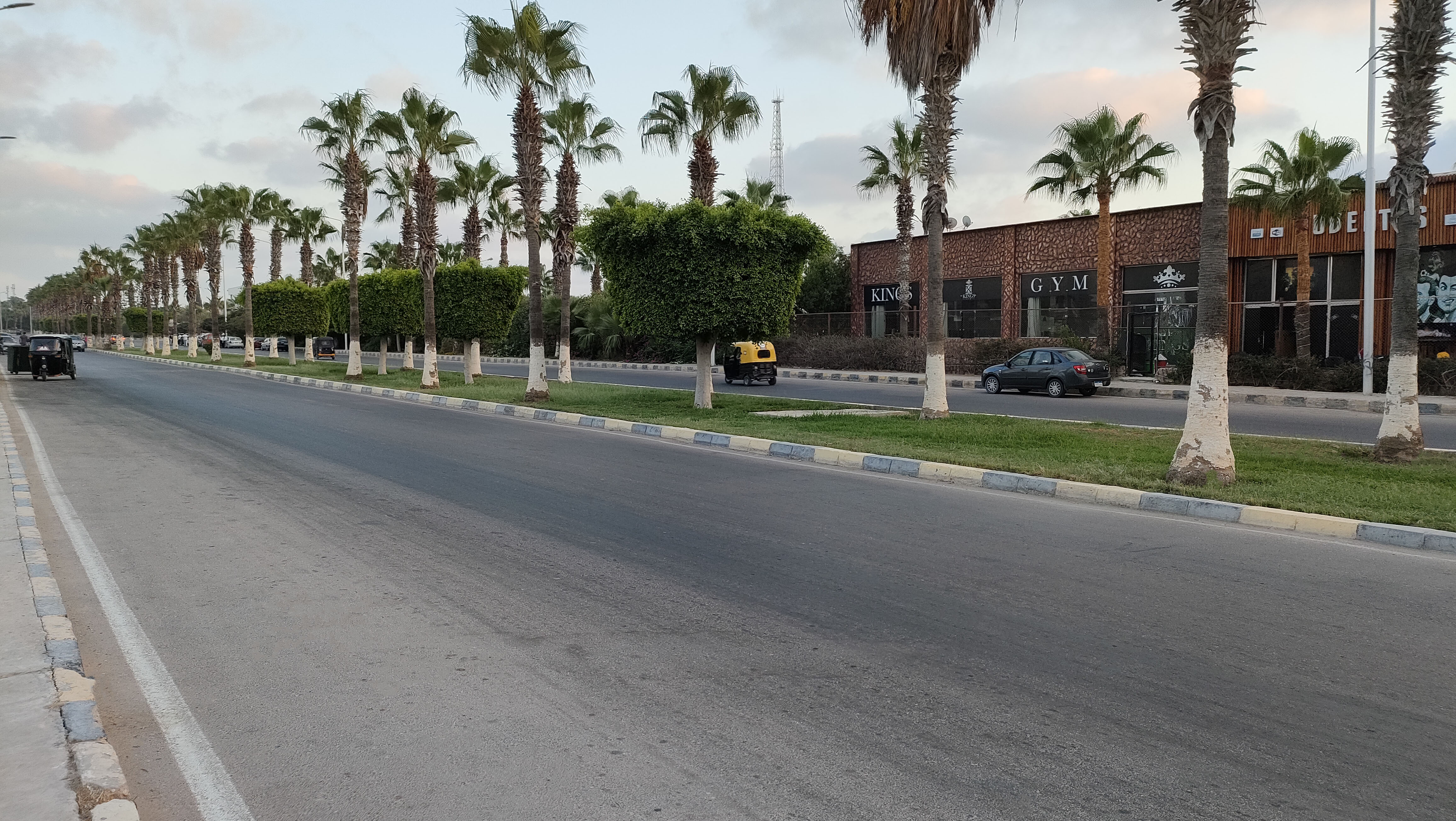
شارع الإسراء
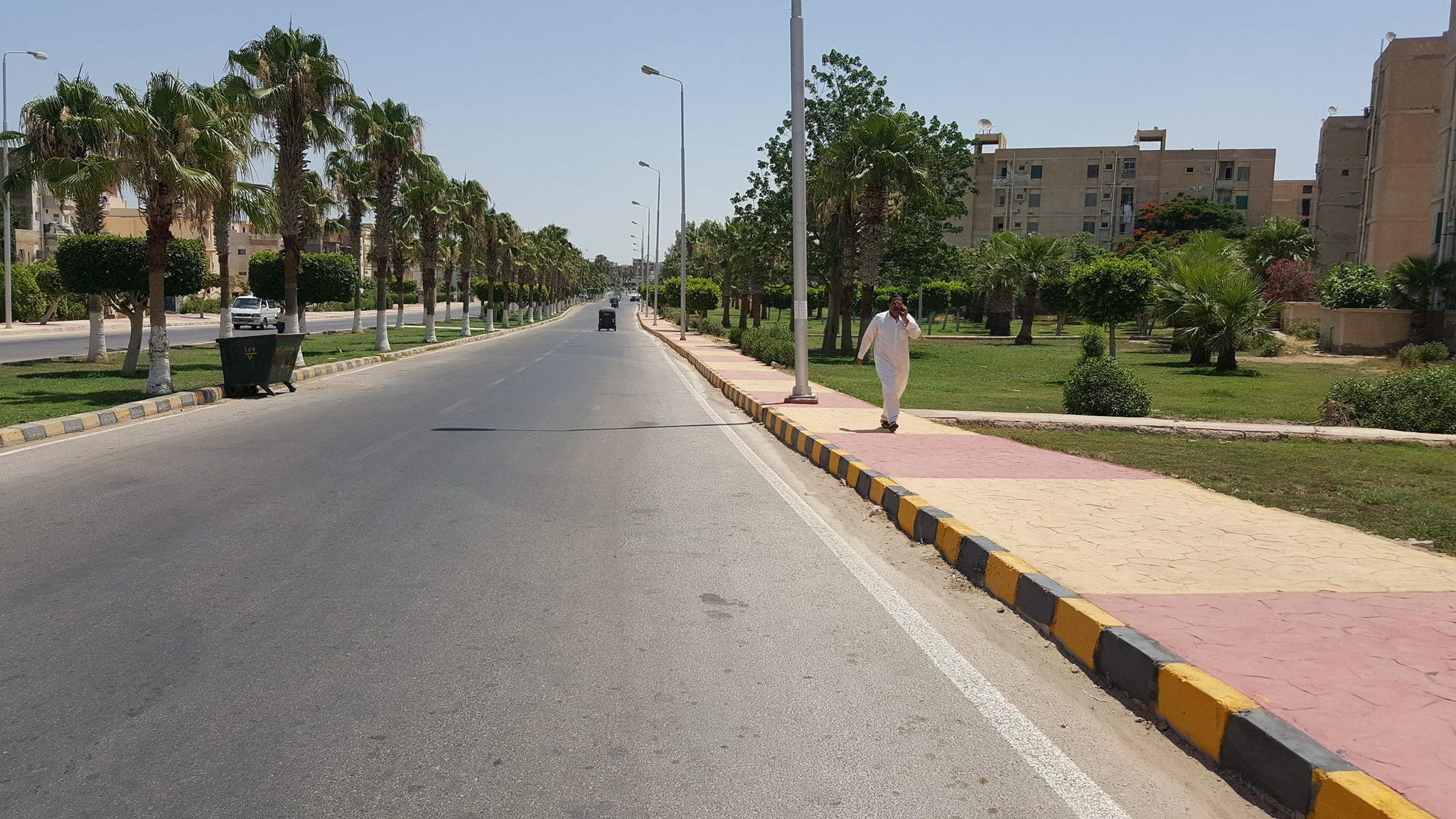
شارع محمد متولي الشعراوي
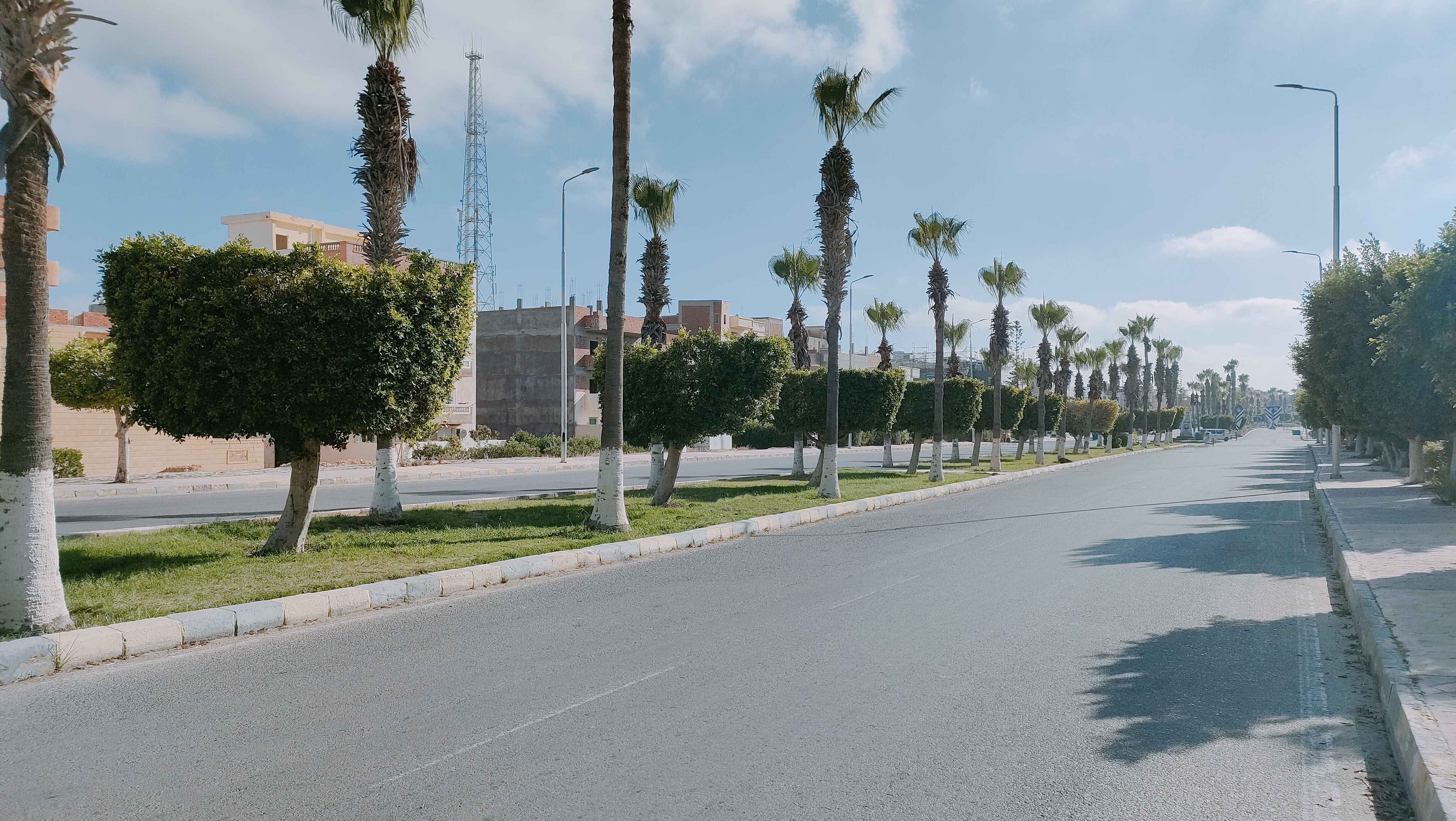
شارع محمد متولي الشعراوي
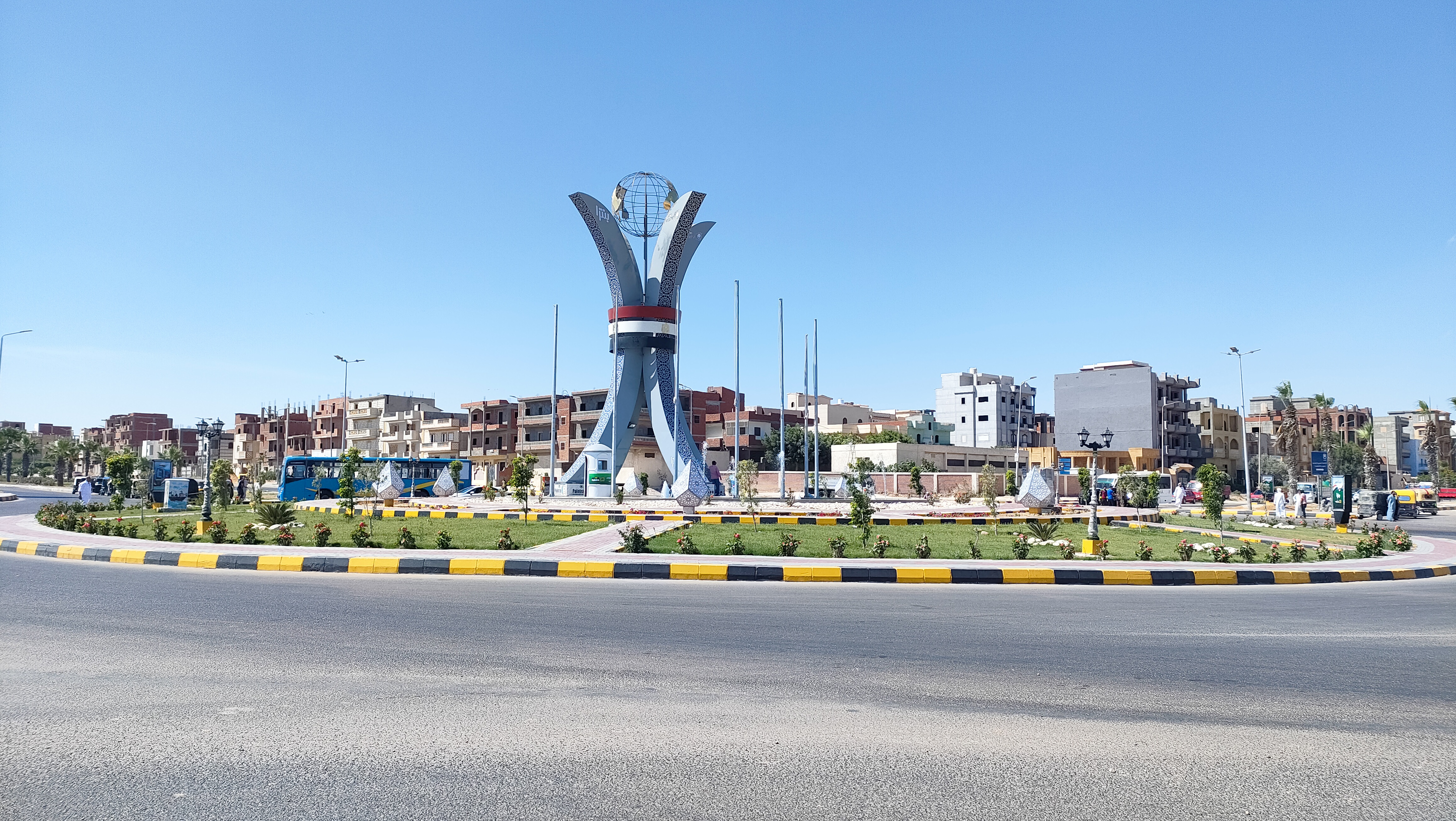
ميدان بنترا
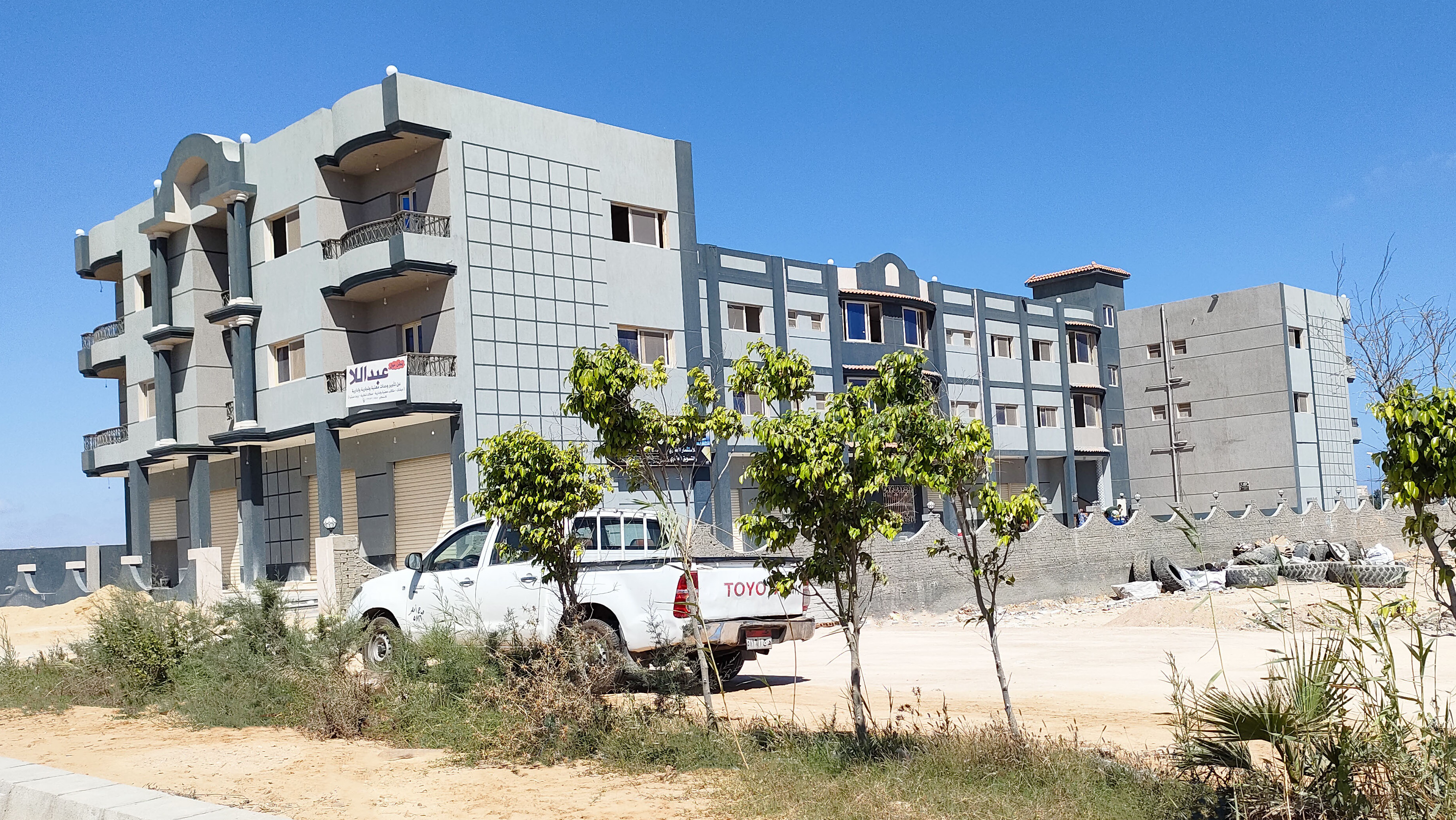
مجمع تجاري
جامعة سنجور
جامعة سنجور
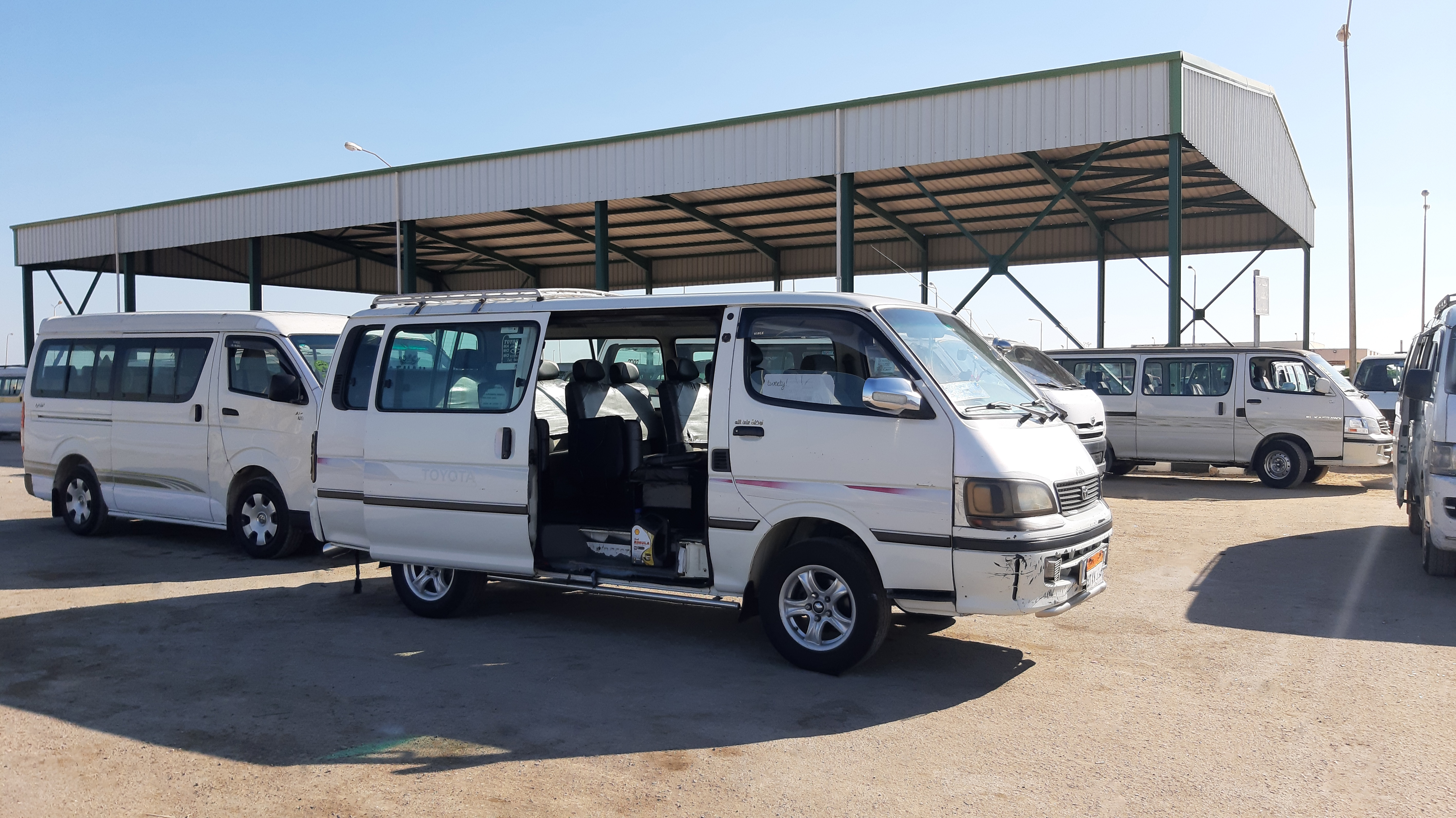
سيارات الميكروباص بالموقف العمومي
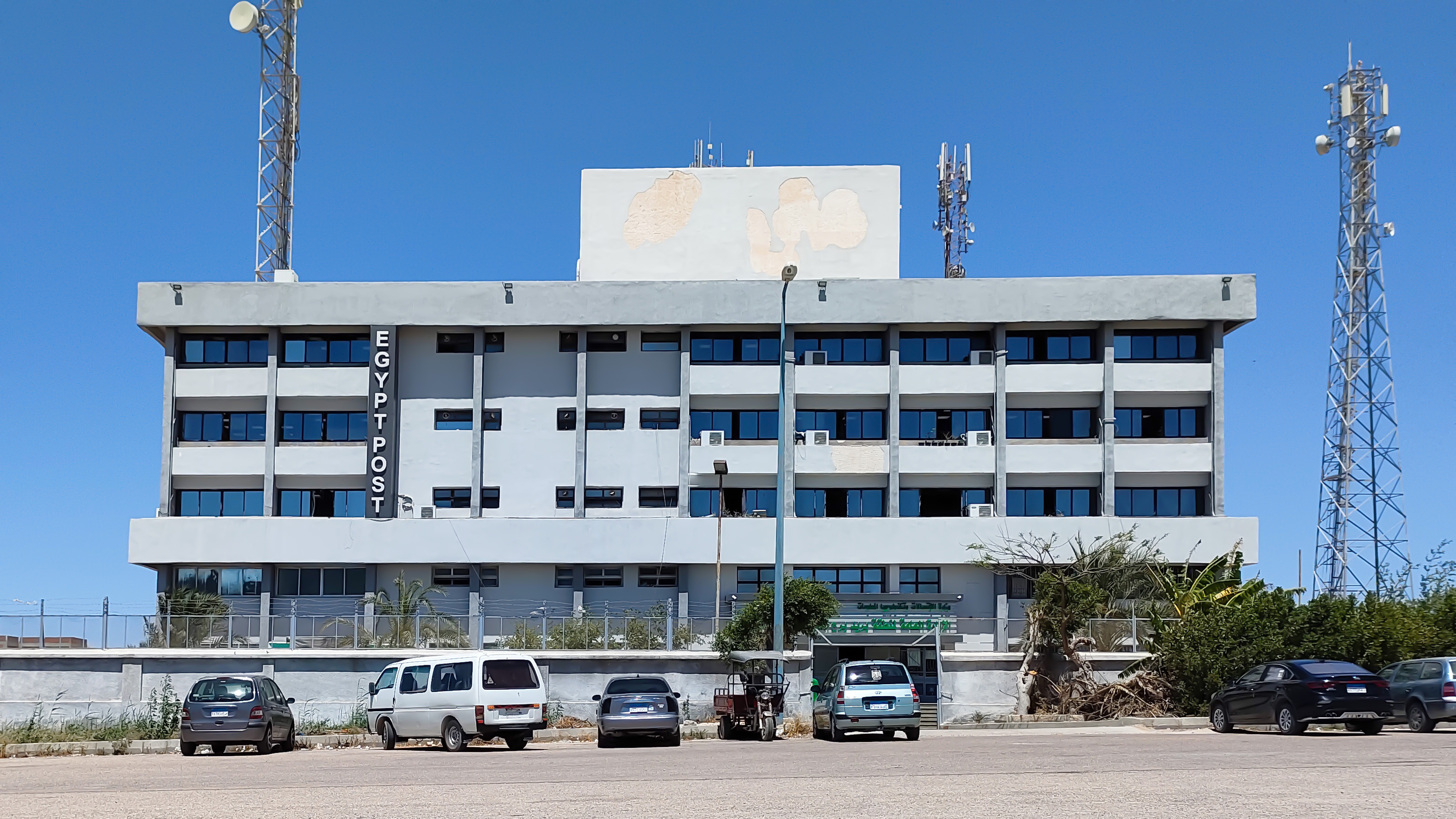
سنترال المدينة
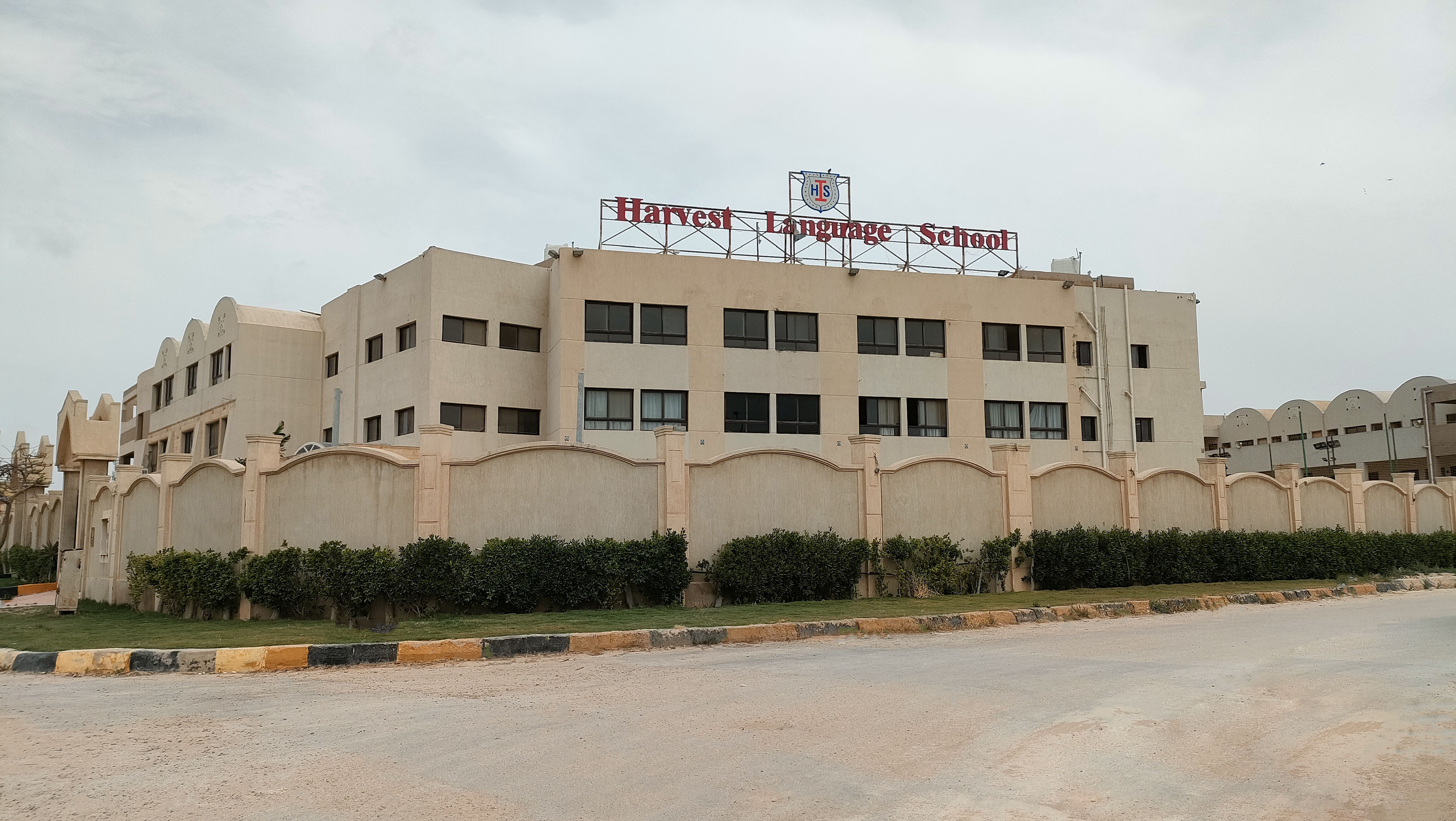
مدرسة هارفست الدولية
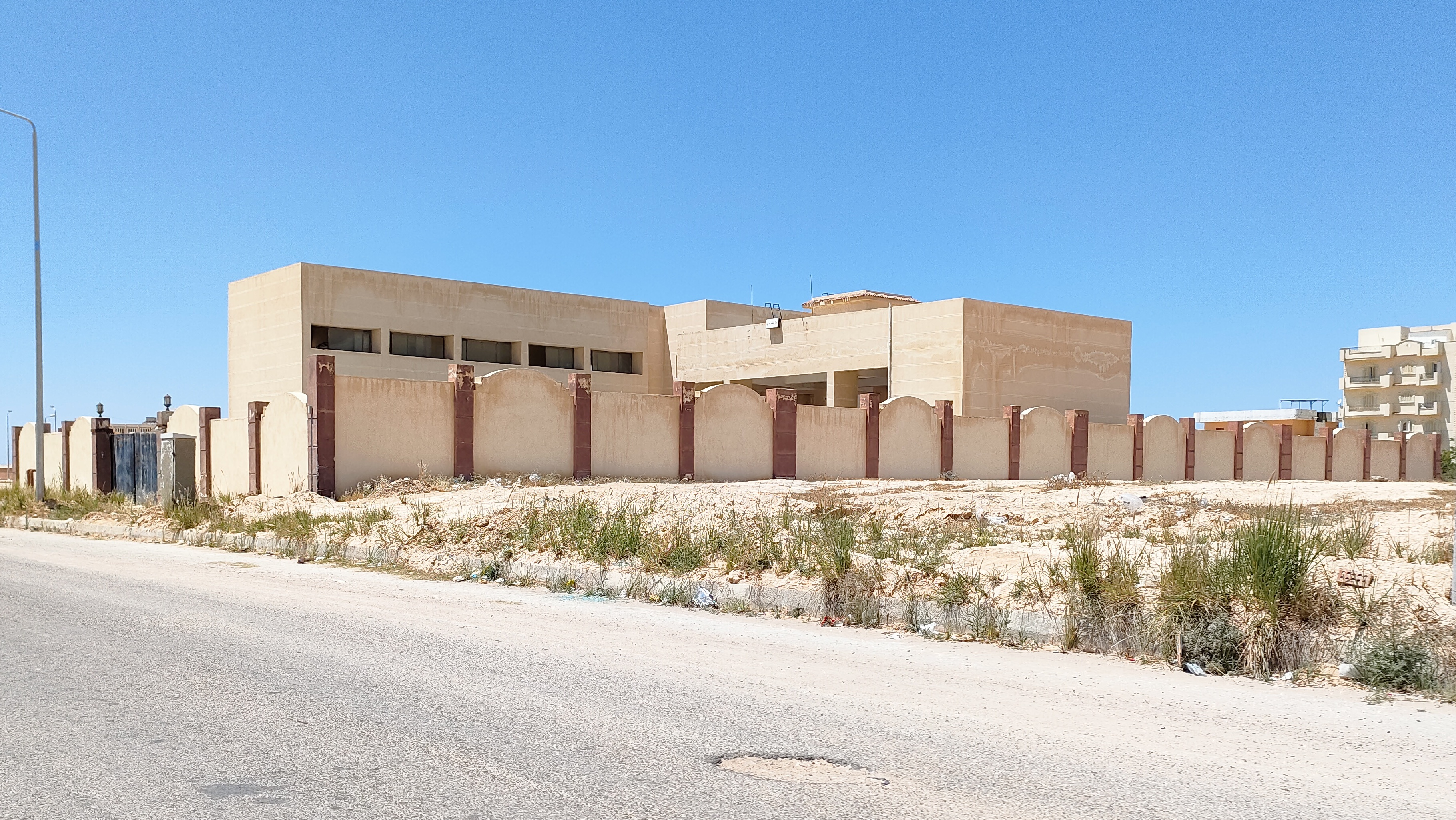
نقطة الدفاع المدني
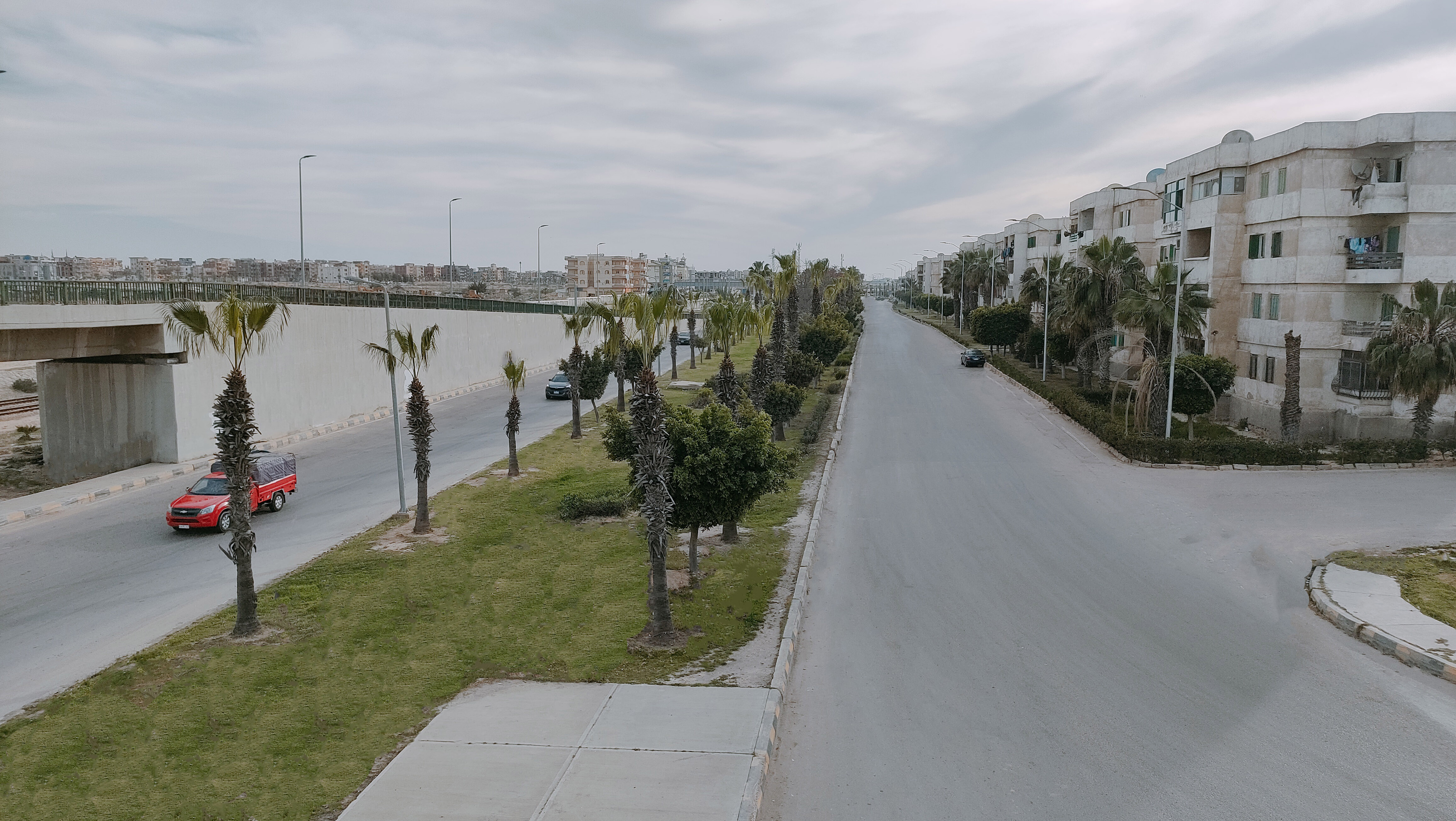
محور أنور السادات
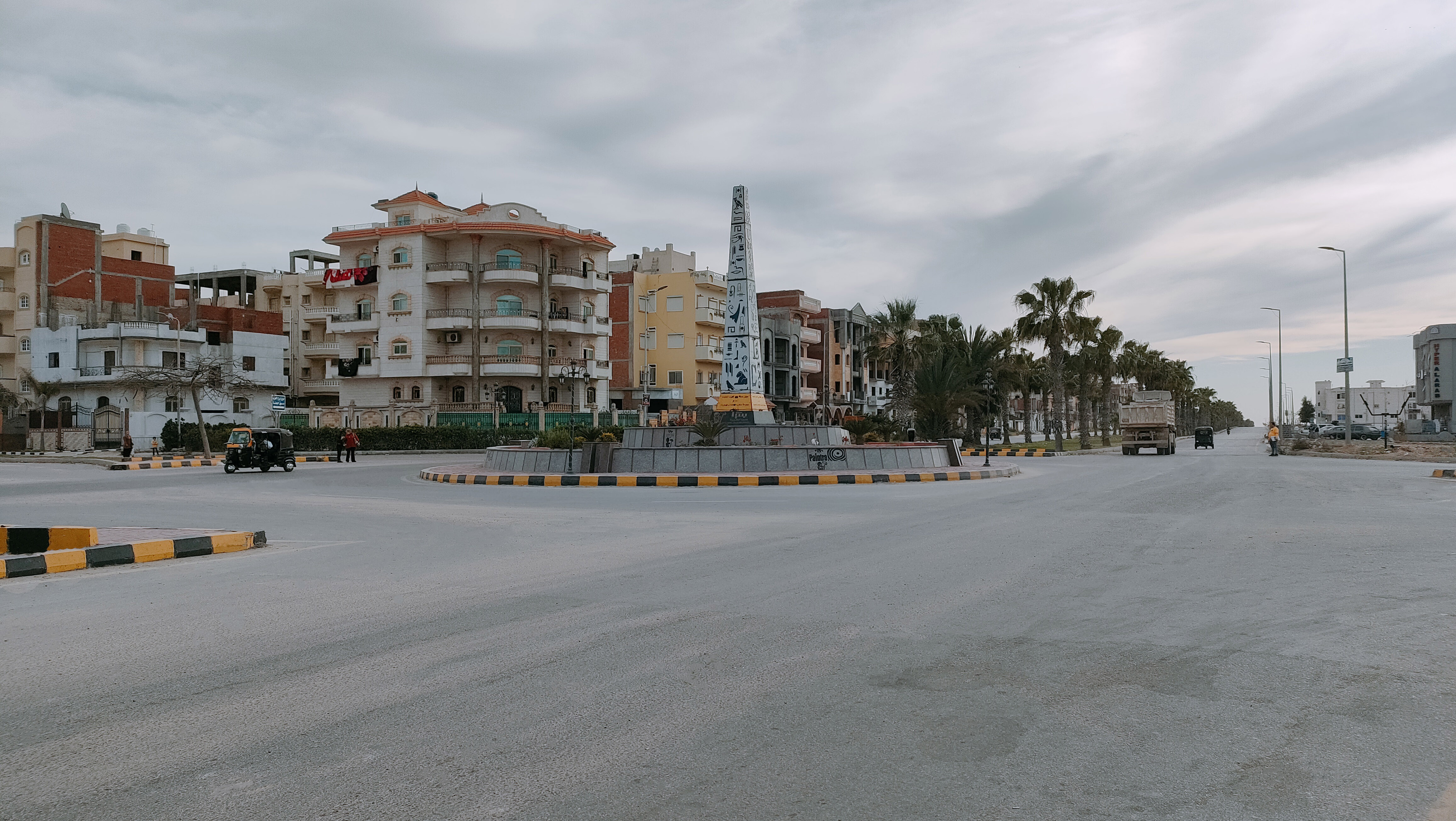
ميدان الزهور
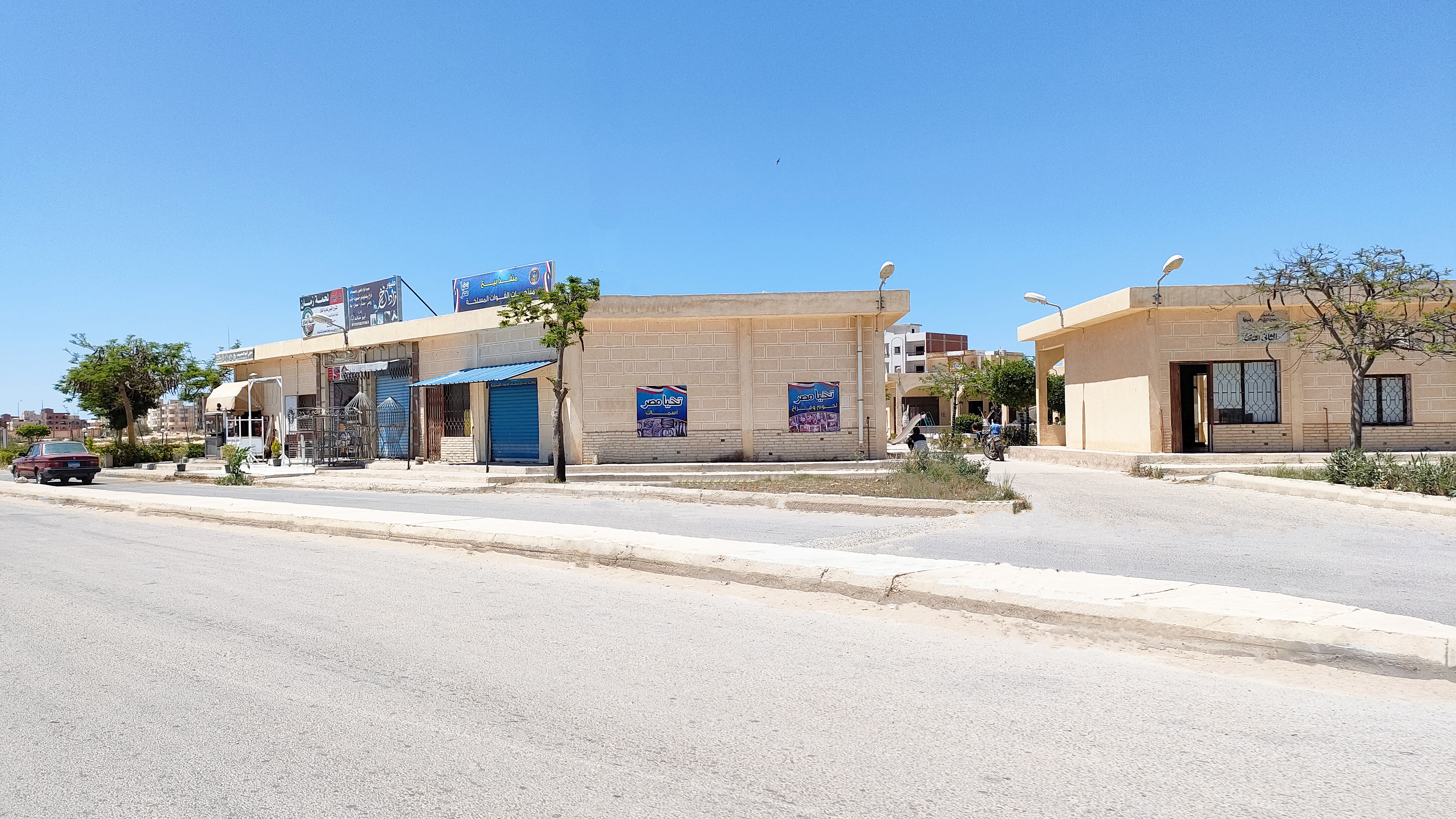
السوق الثماني
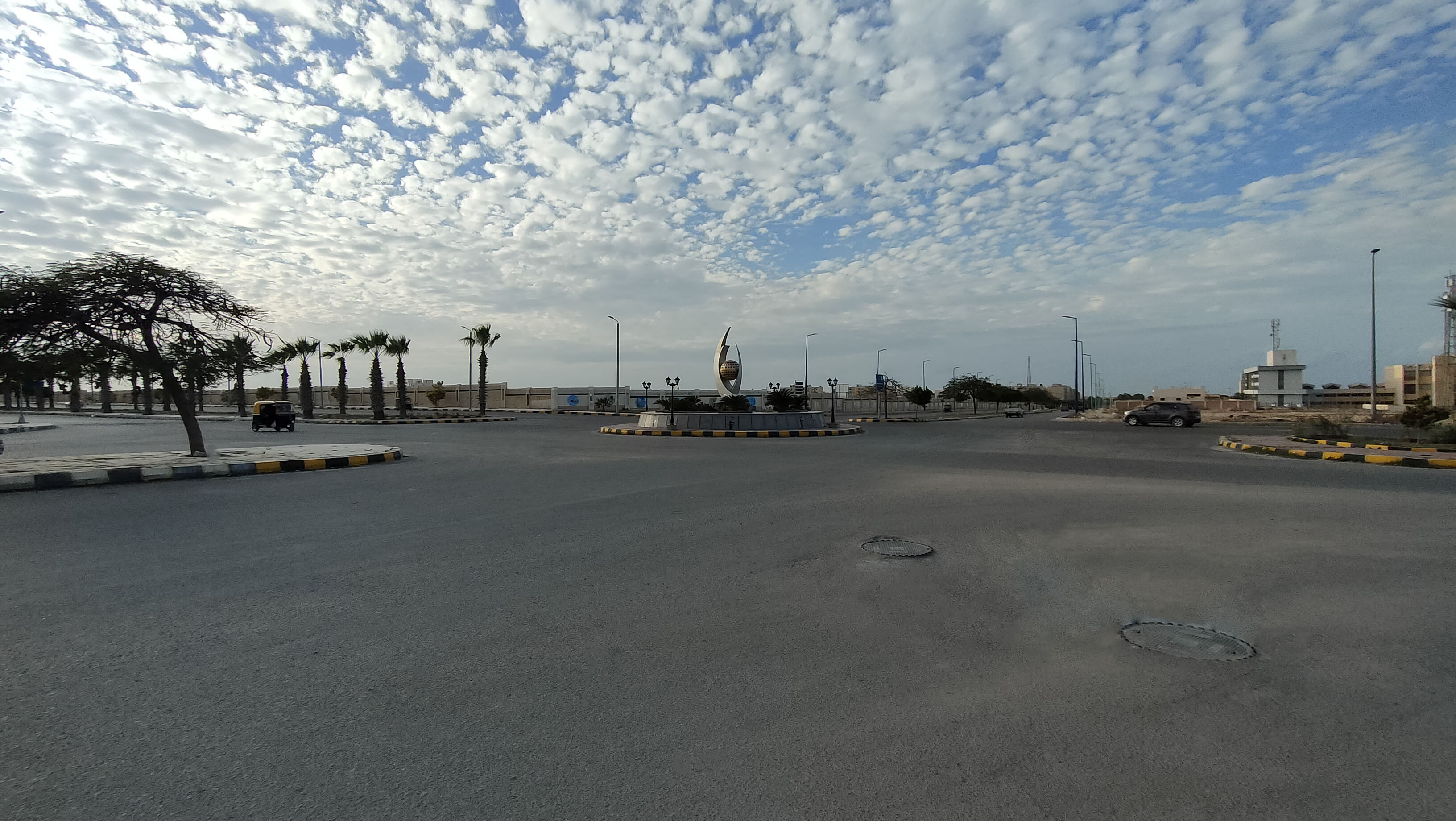
ميدان مسجد عبد الرحمن بن عوف
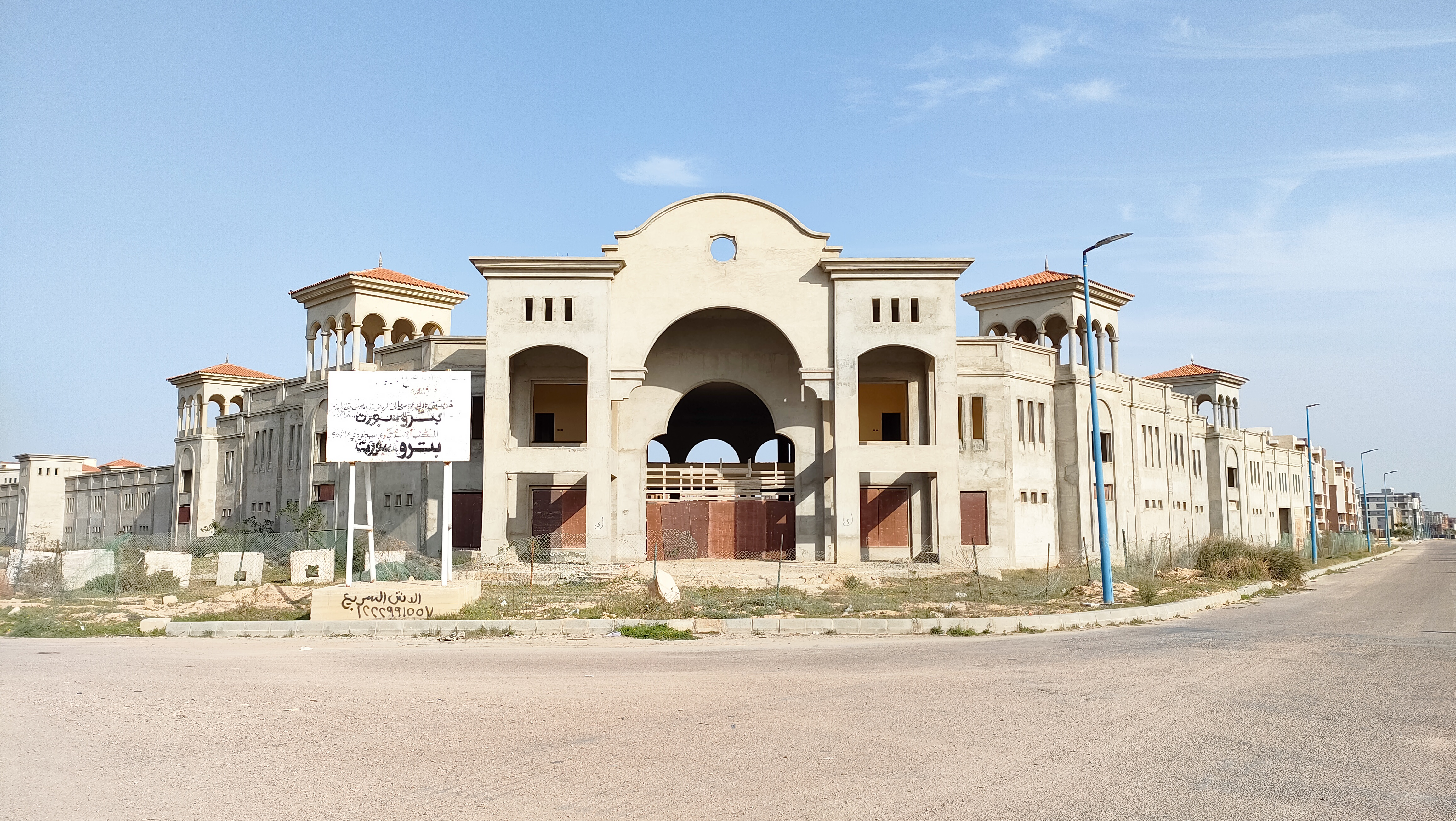
نادي بتروسبورت
دار مصر
دار مصر
دار مصر
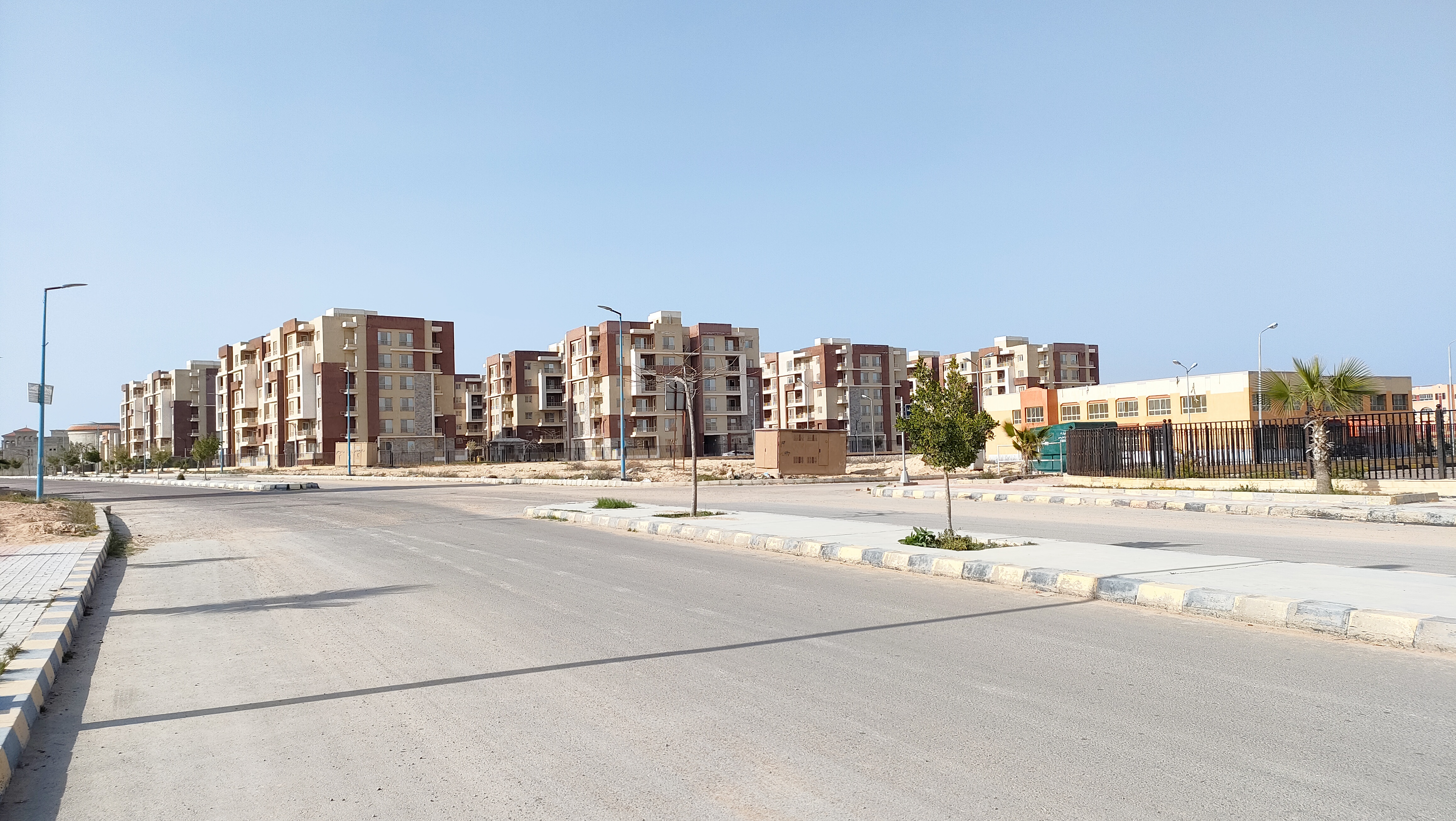
شارع دار مصر
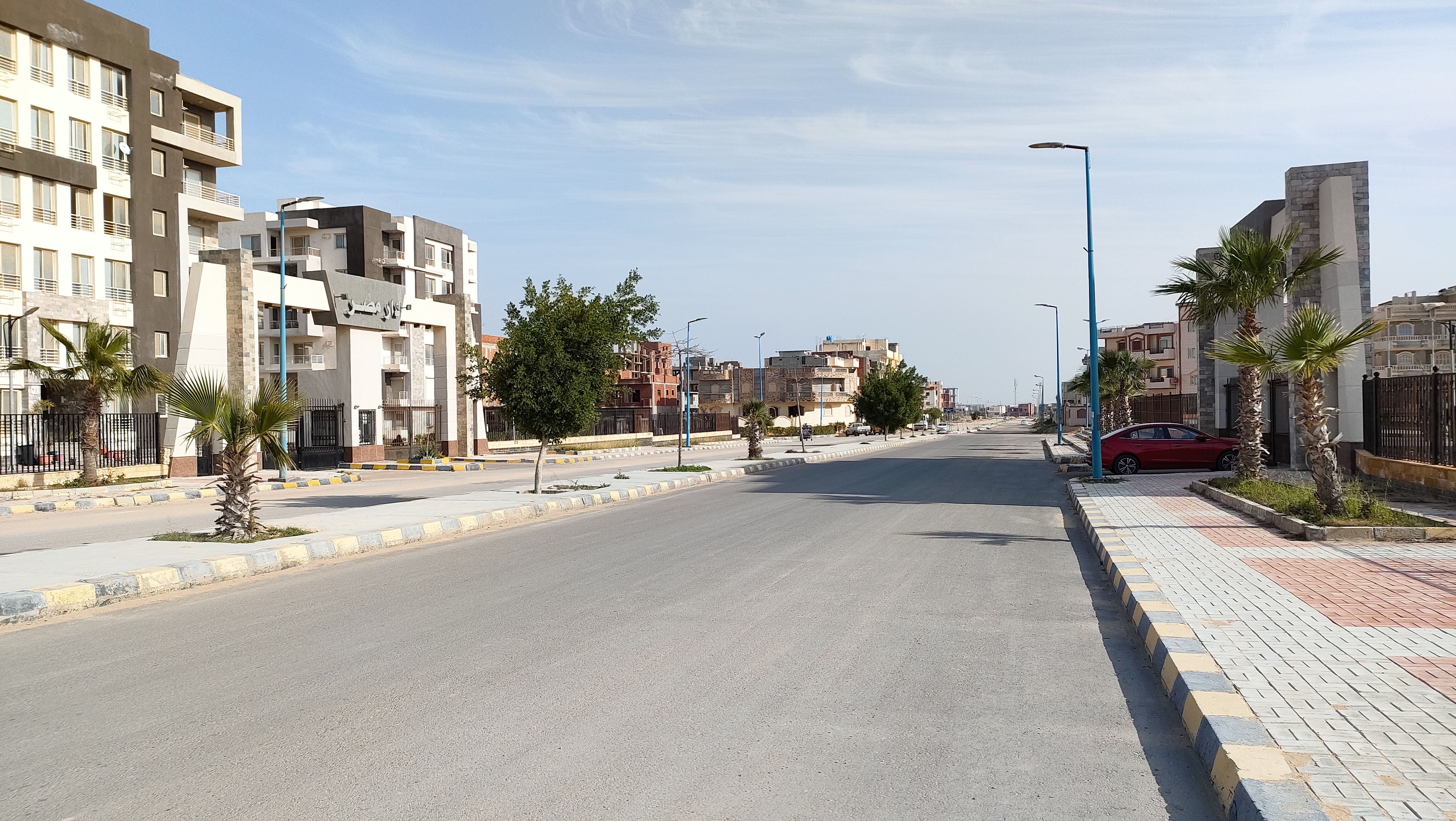
شارع دار مصر
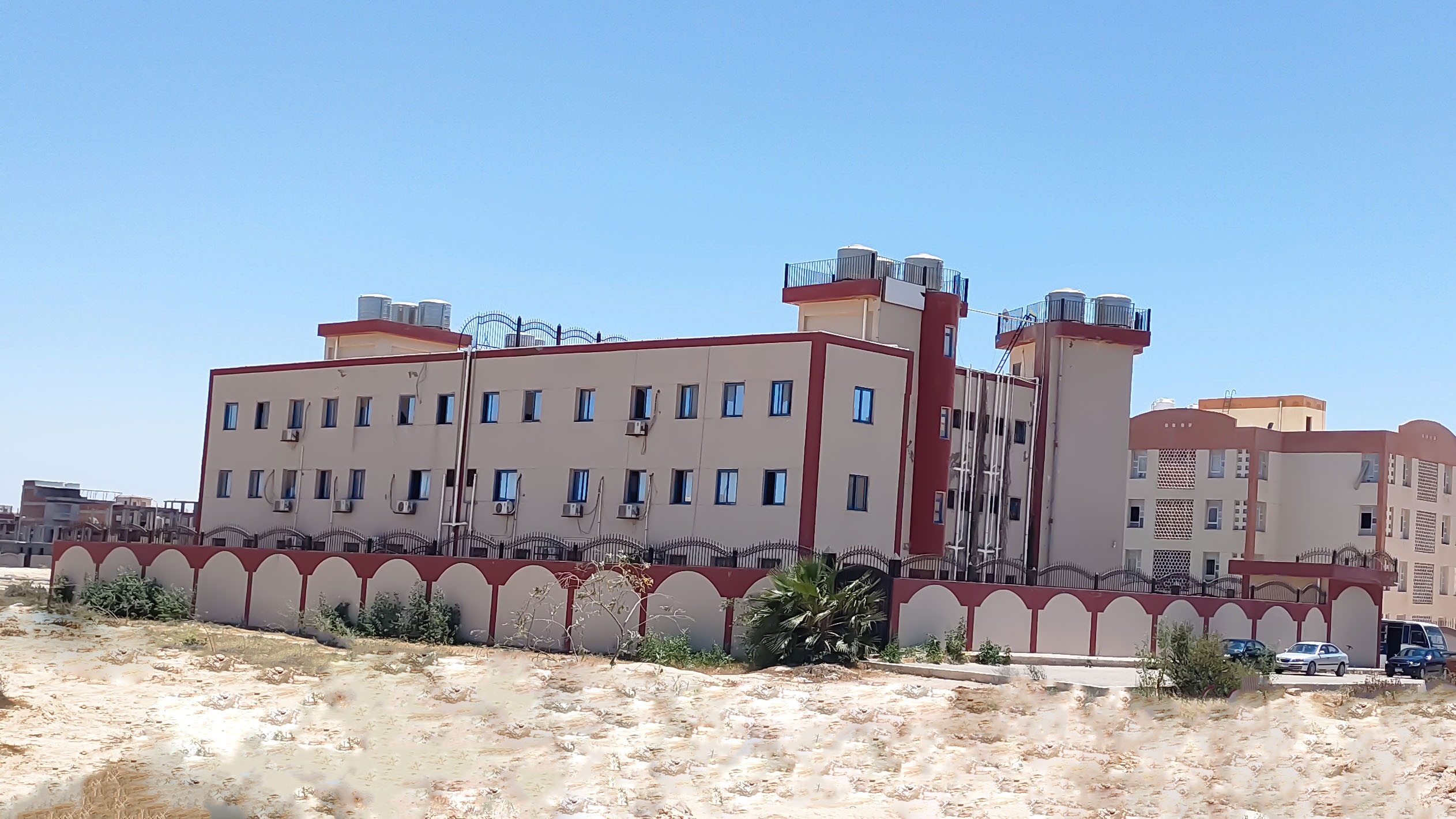
مكتب التأمينات
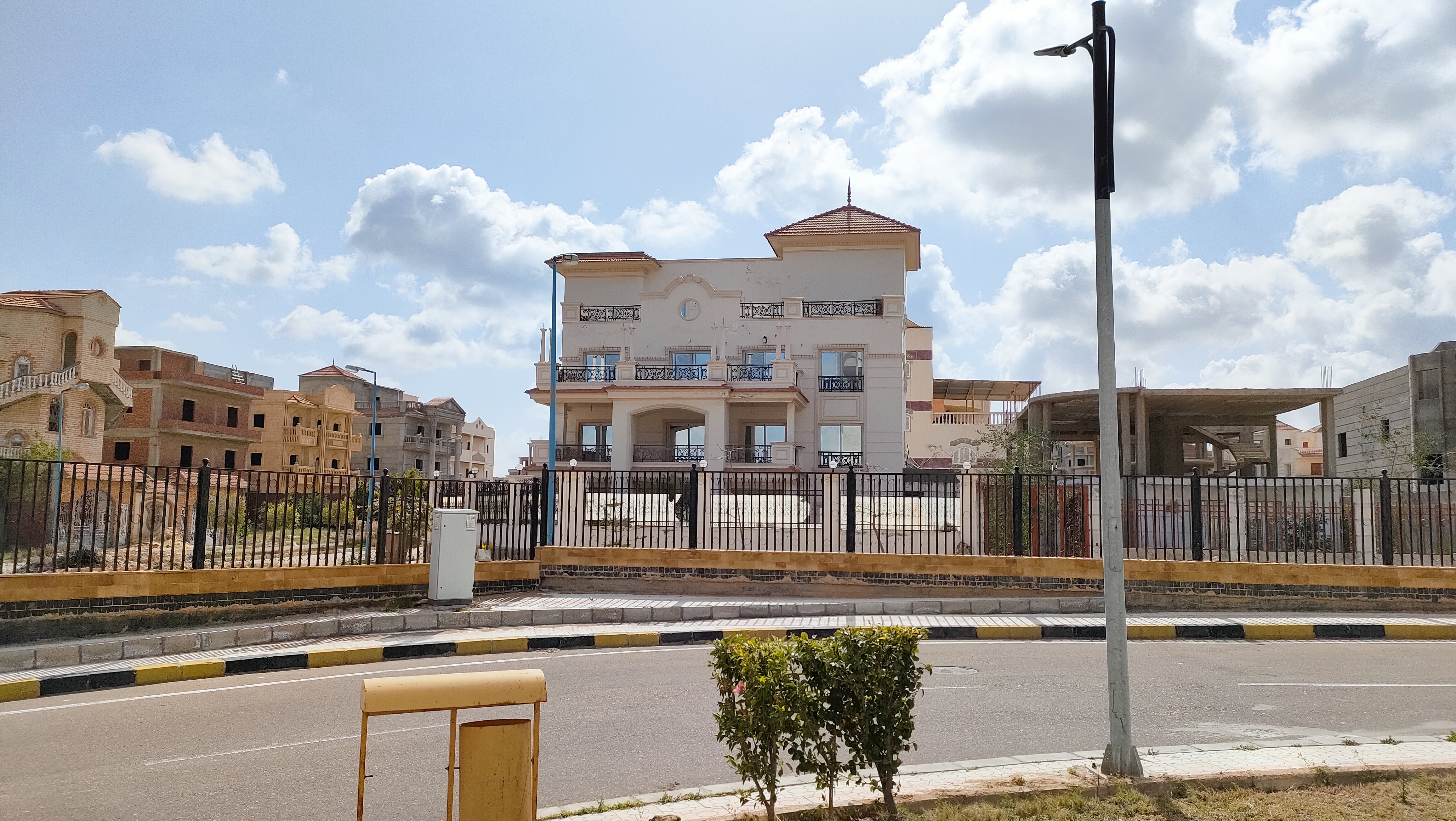
فيلا بالحي الثالث
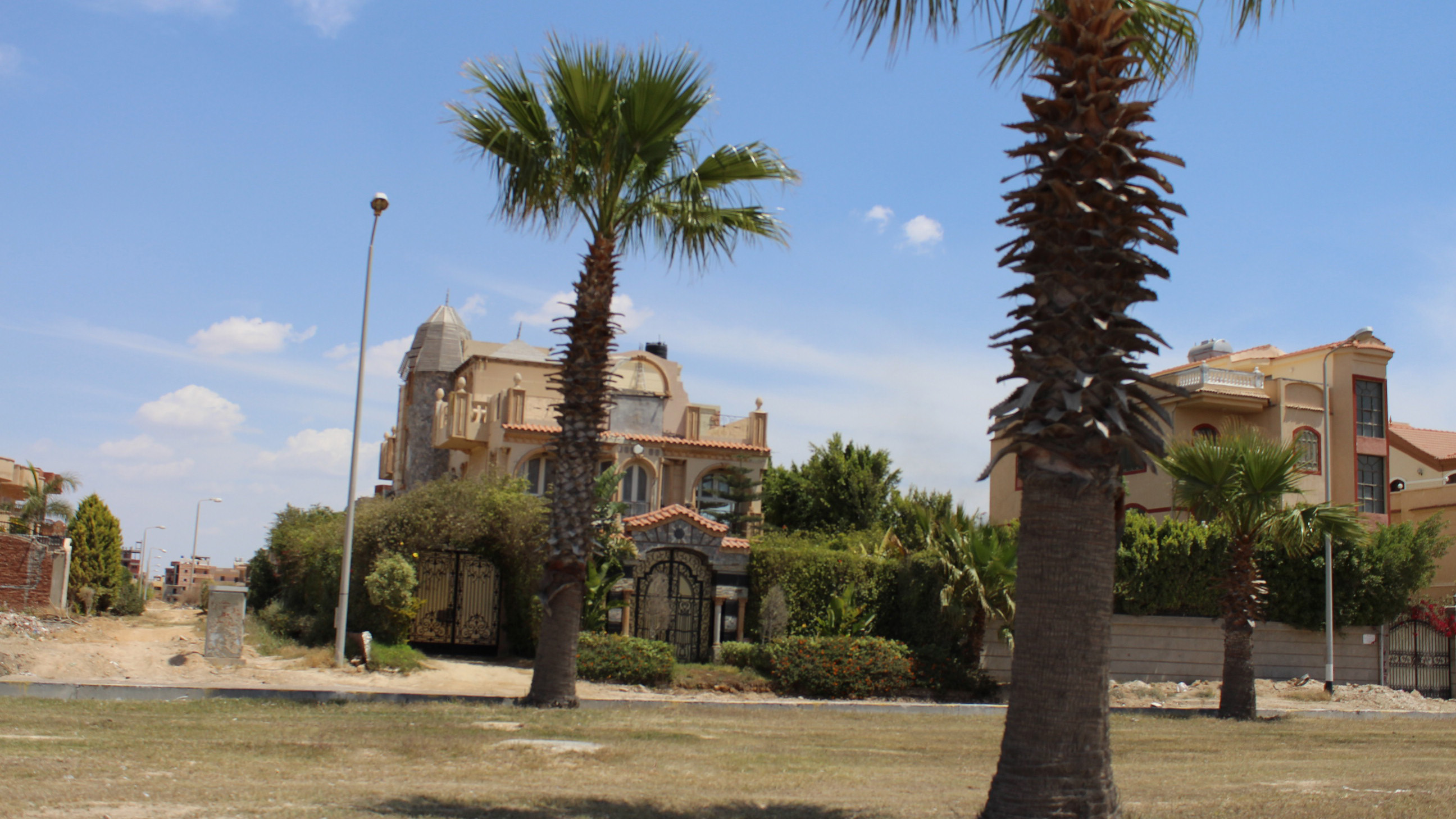
فيلات بالحي الثالث
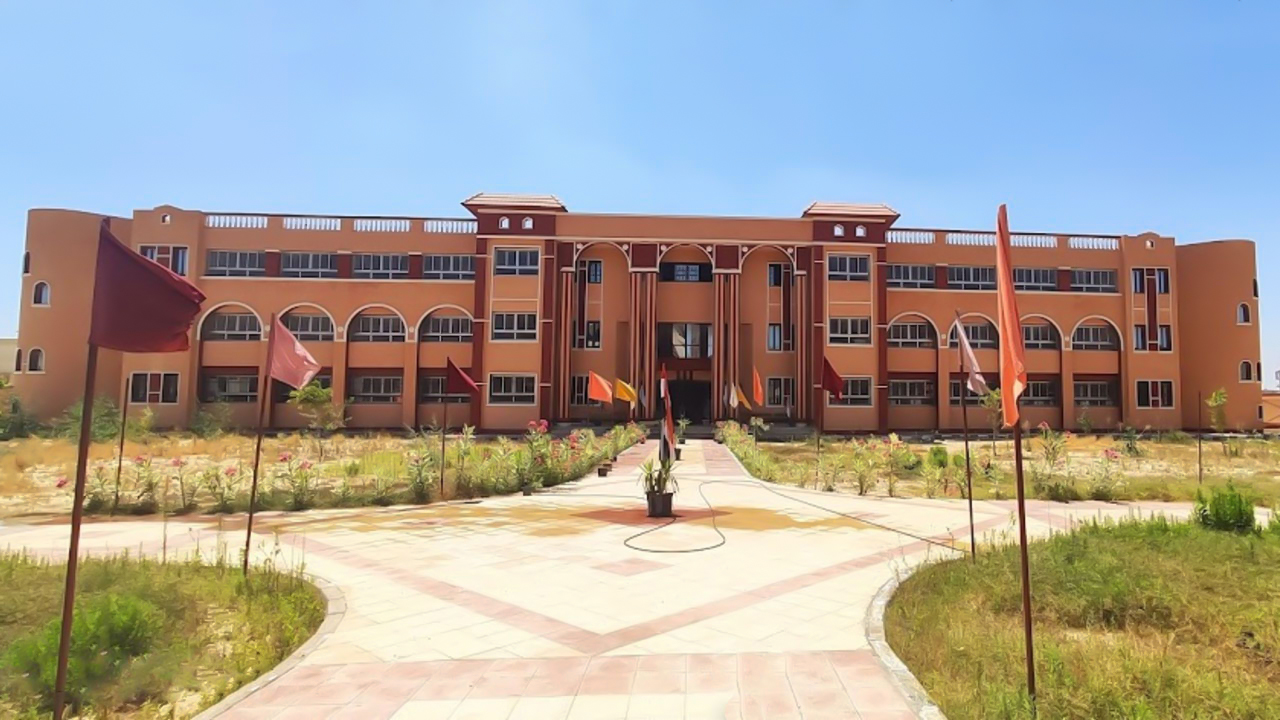
مدرسة الحي الثالث
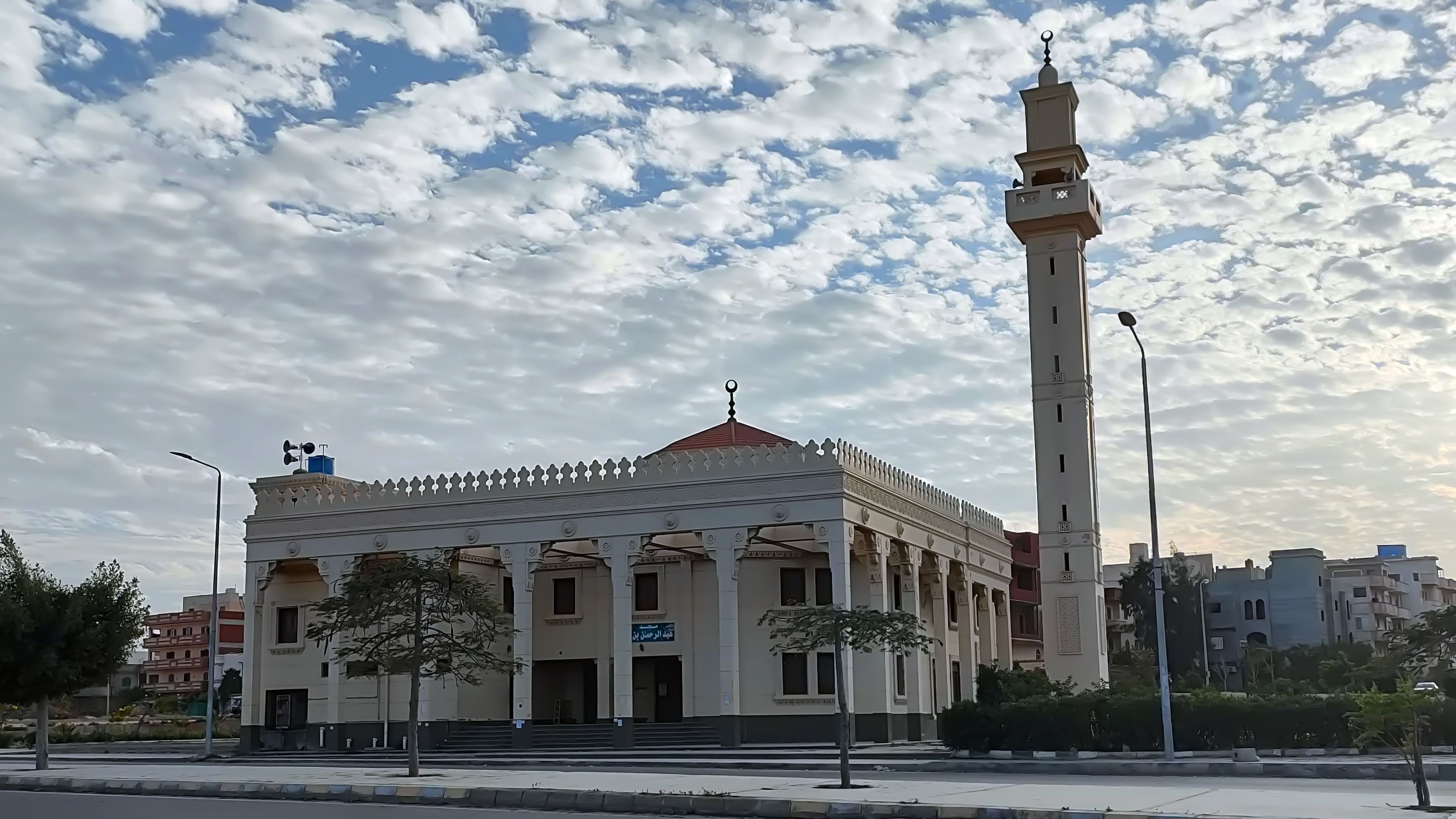
مسجد عبد الرحمن بن عوف
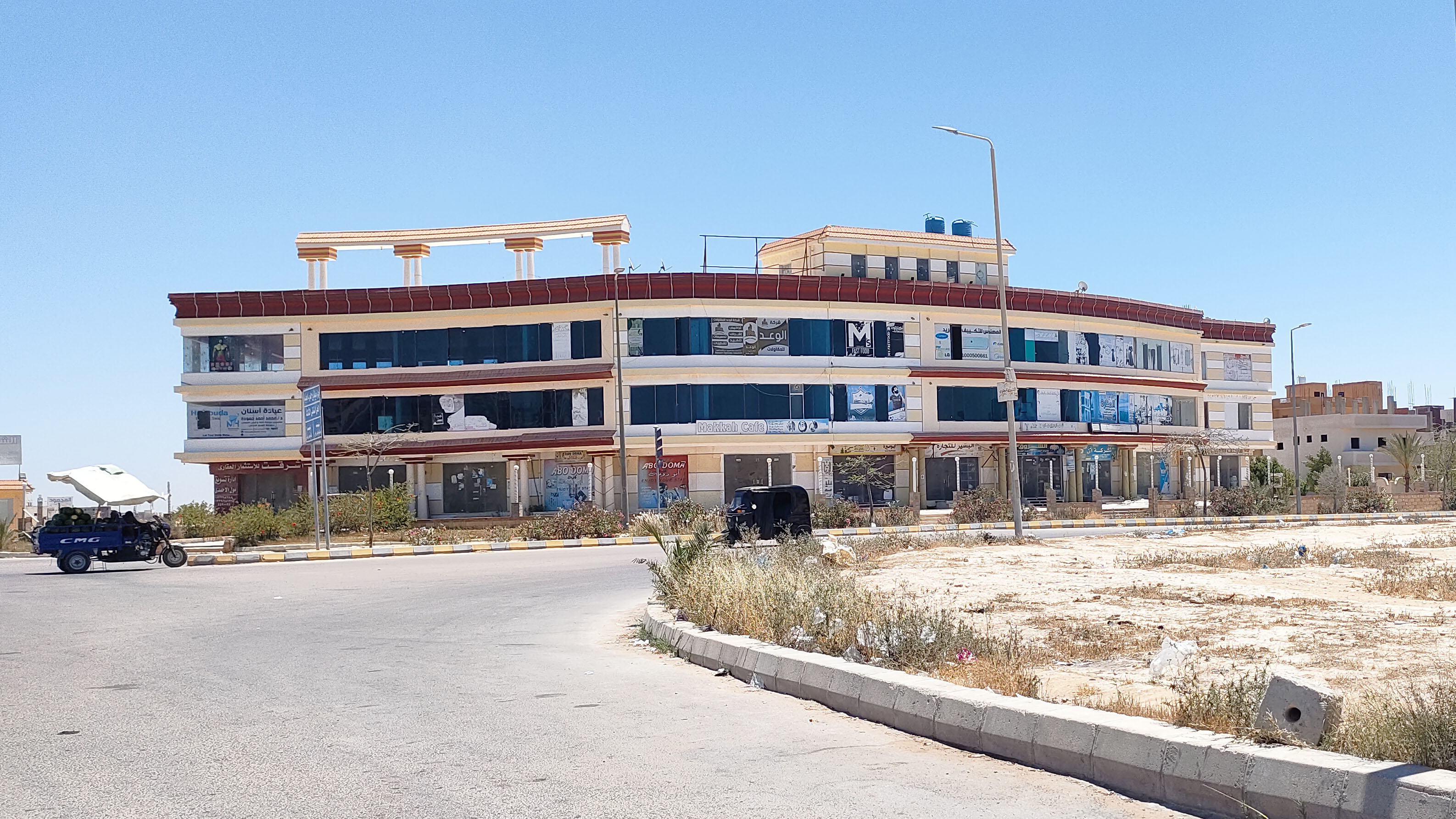
مجمع تجاري بالحي الثالث
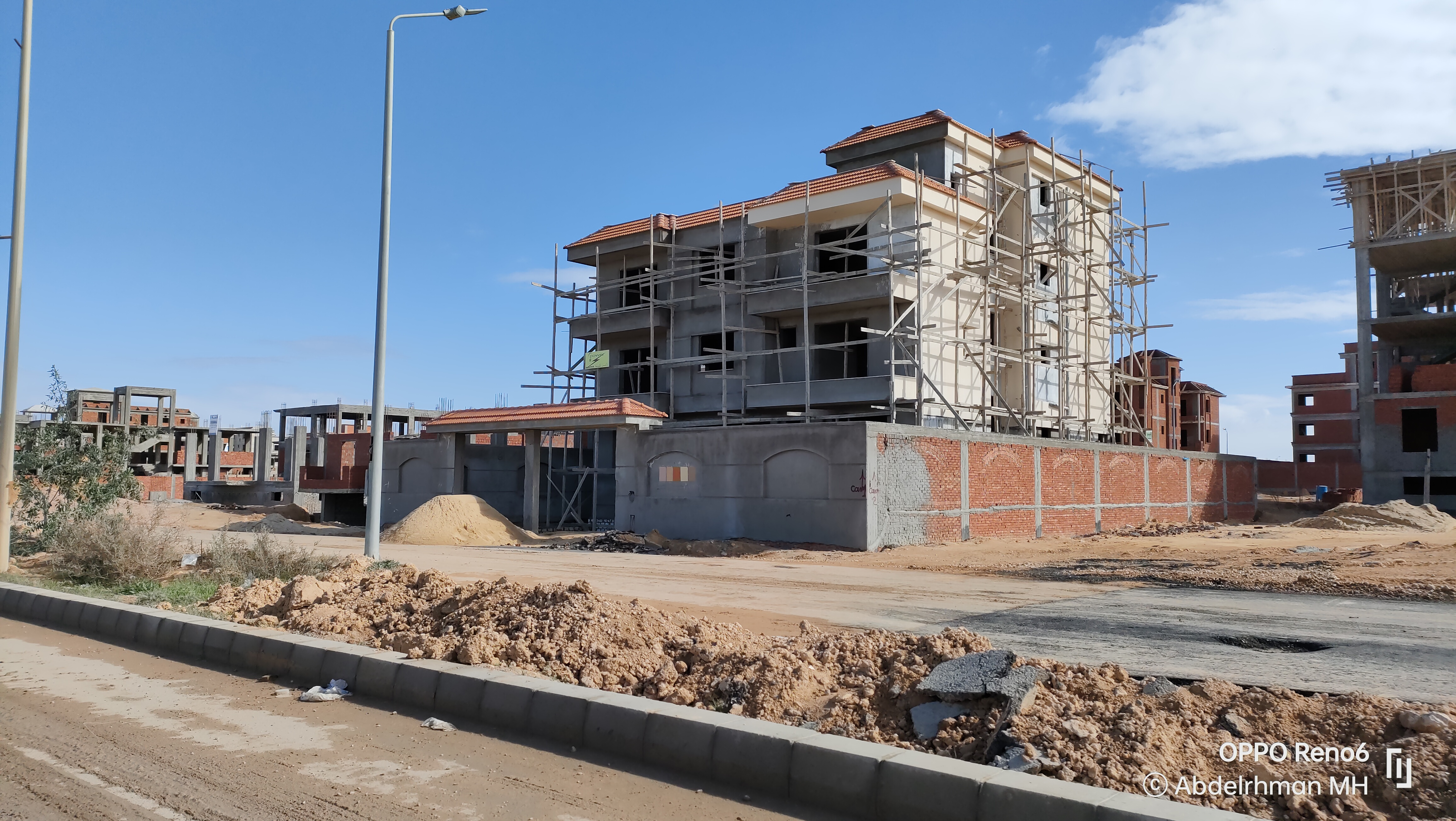
منزل تحت الإنشاء بالحي الرابع
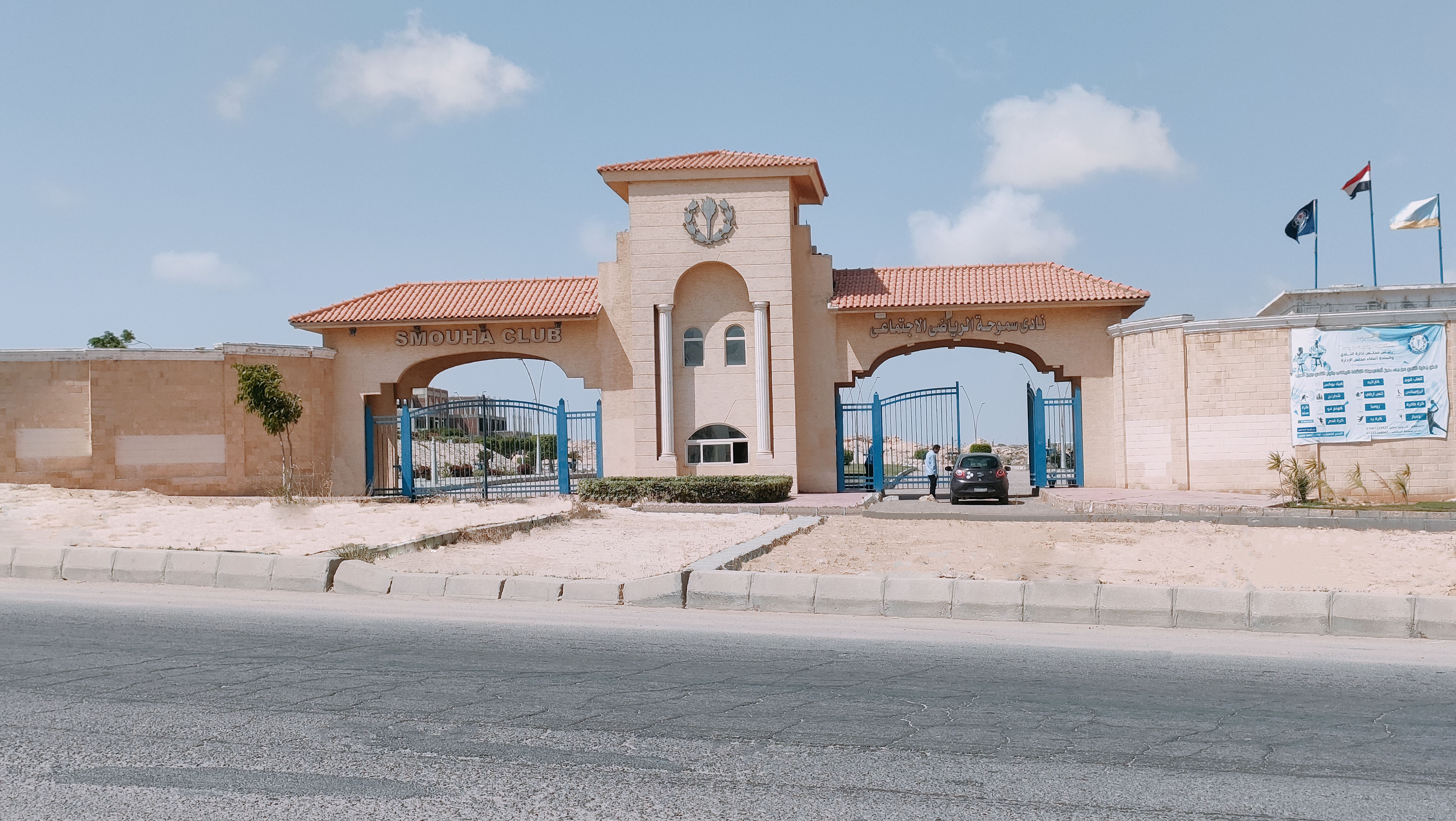
نادي سموحة
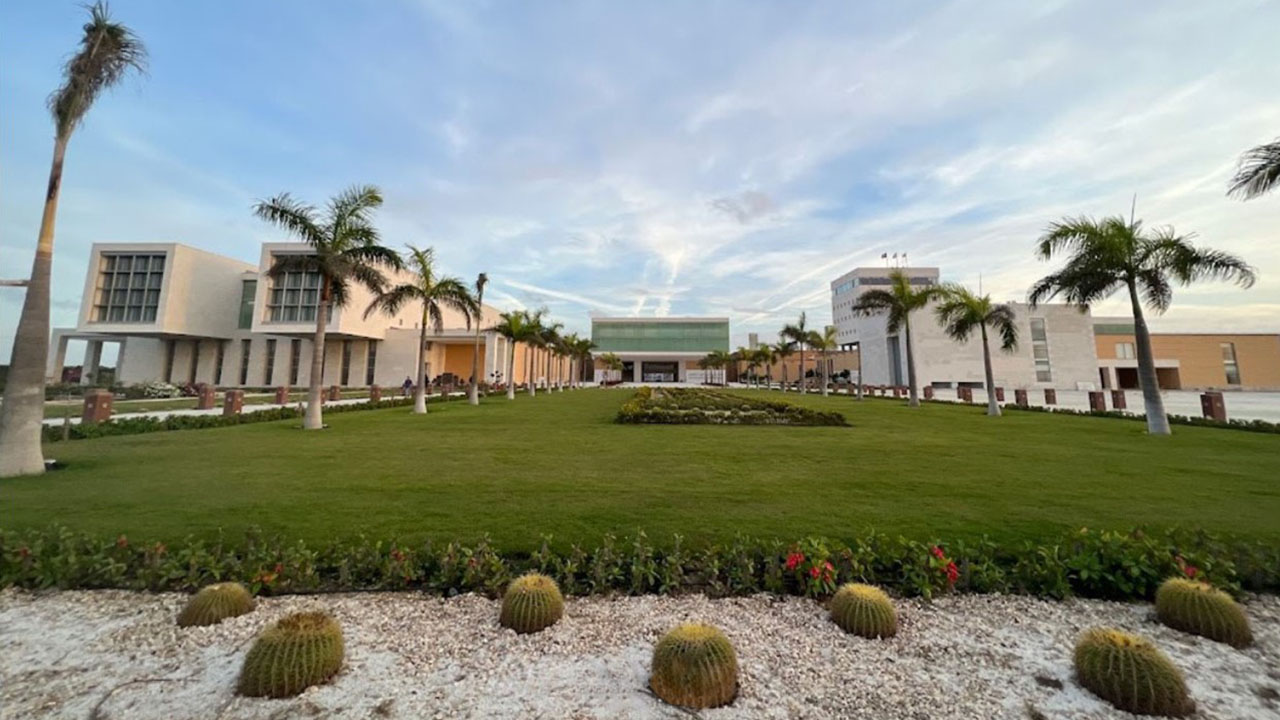
الجامعة المصرية اليابانية
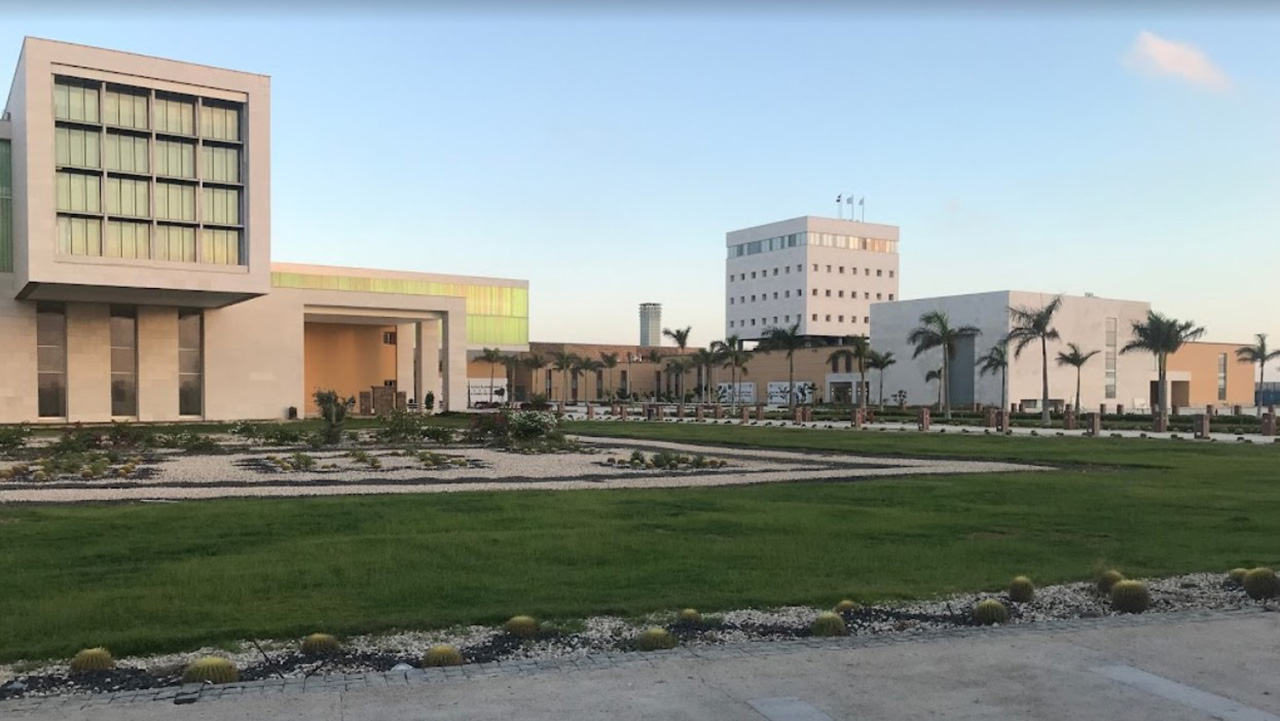
الجامعة المصرية اليابانية
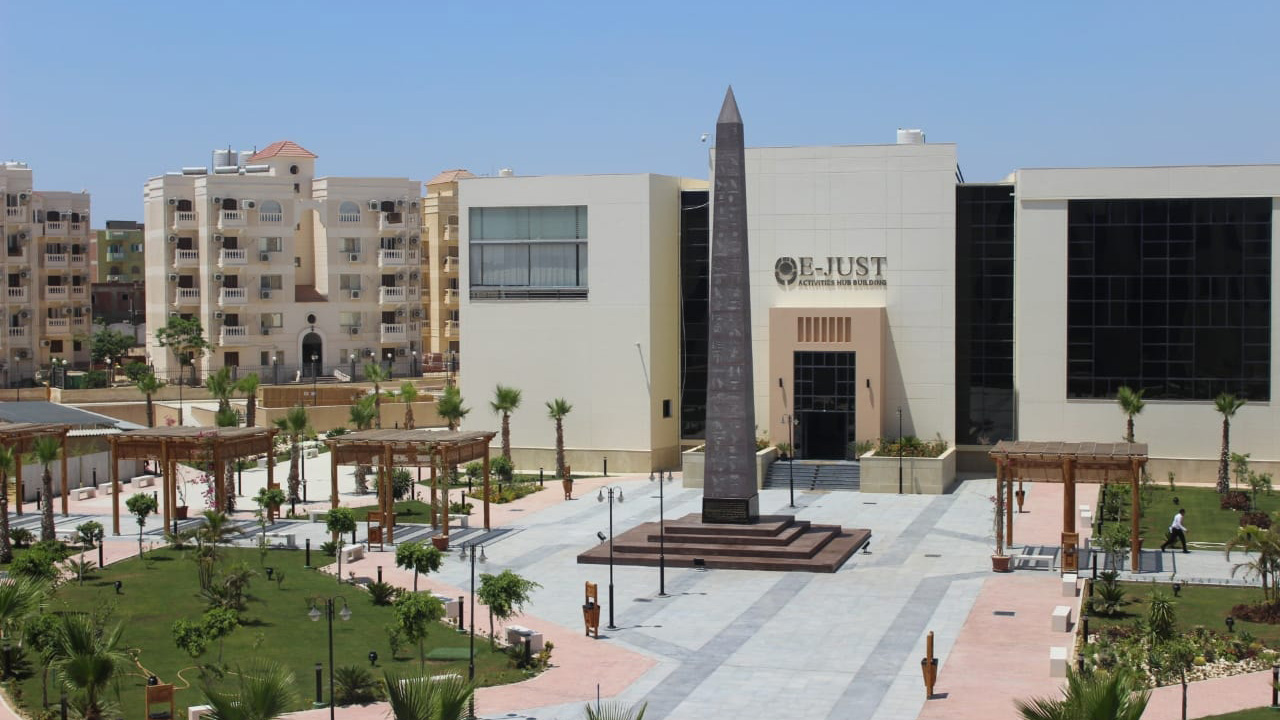
مبنى إدارة الجامعة اليابانية
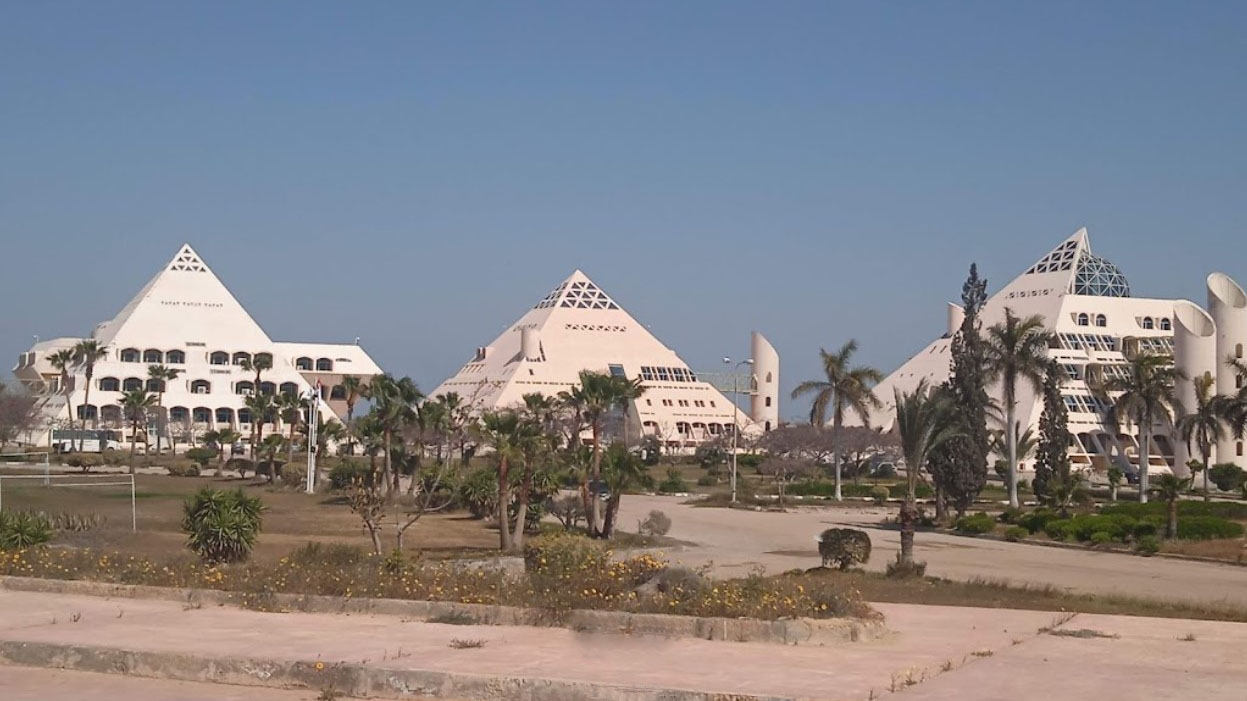
مدينة الأبحاث العلمية والتطبيقات التكنولوجية
مدينة الأبحاث العلمية
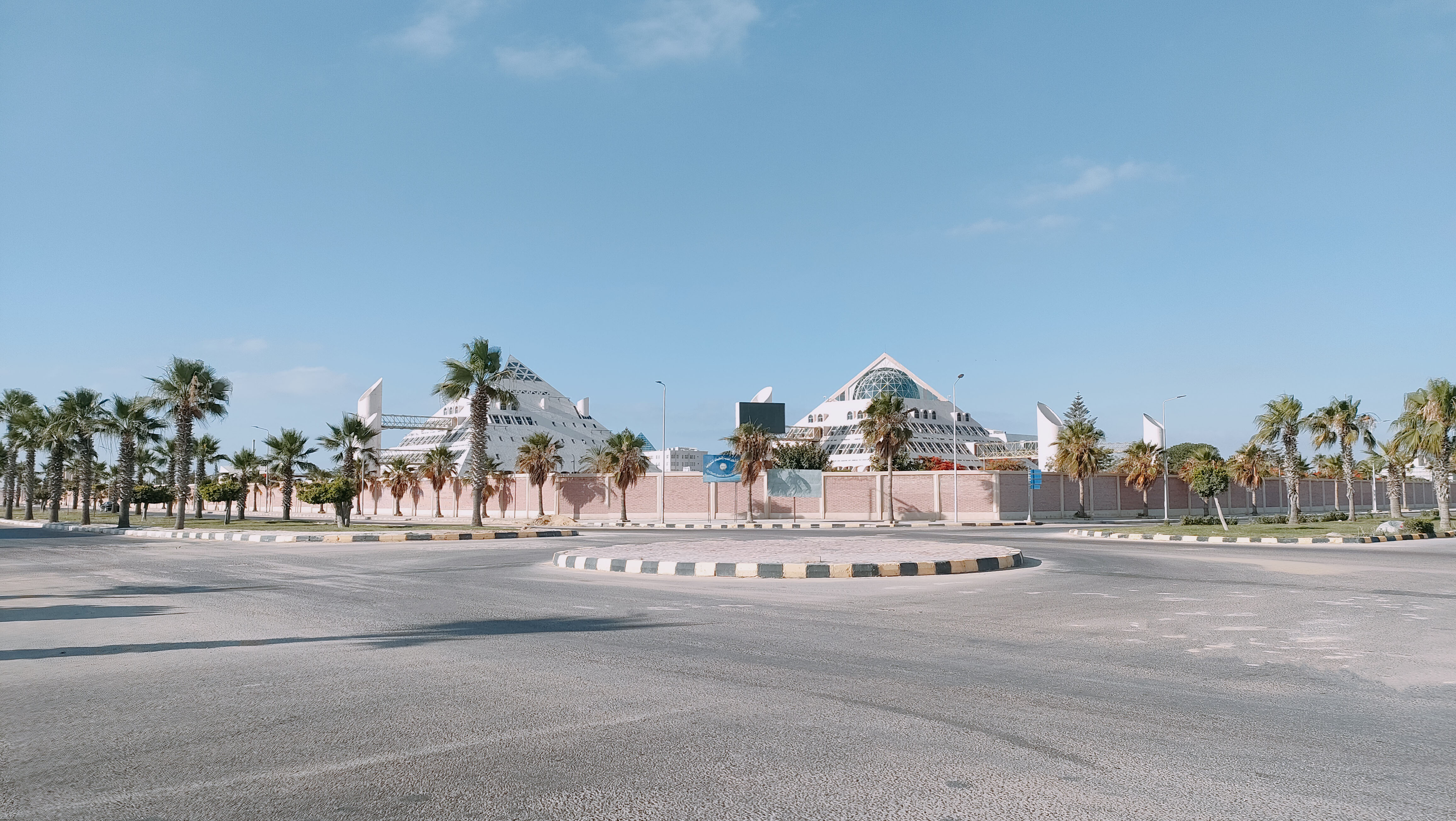
مدينة الأبحاث العلمية
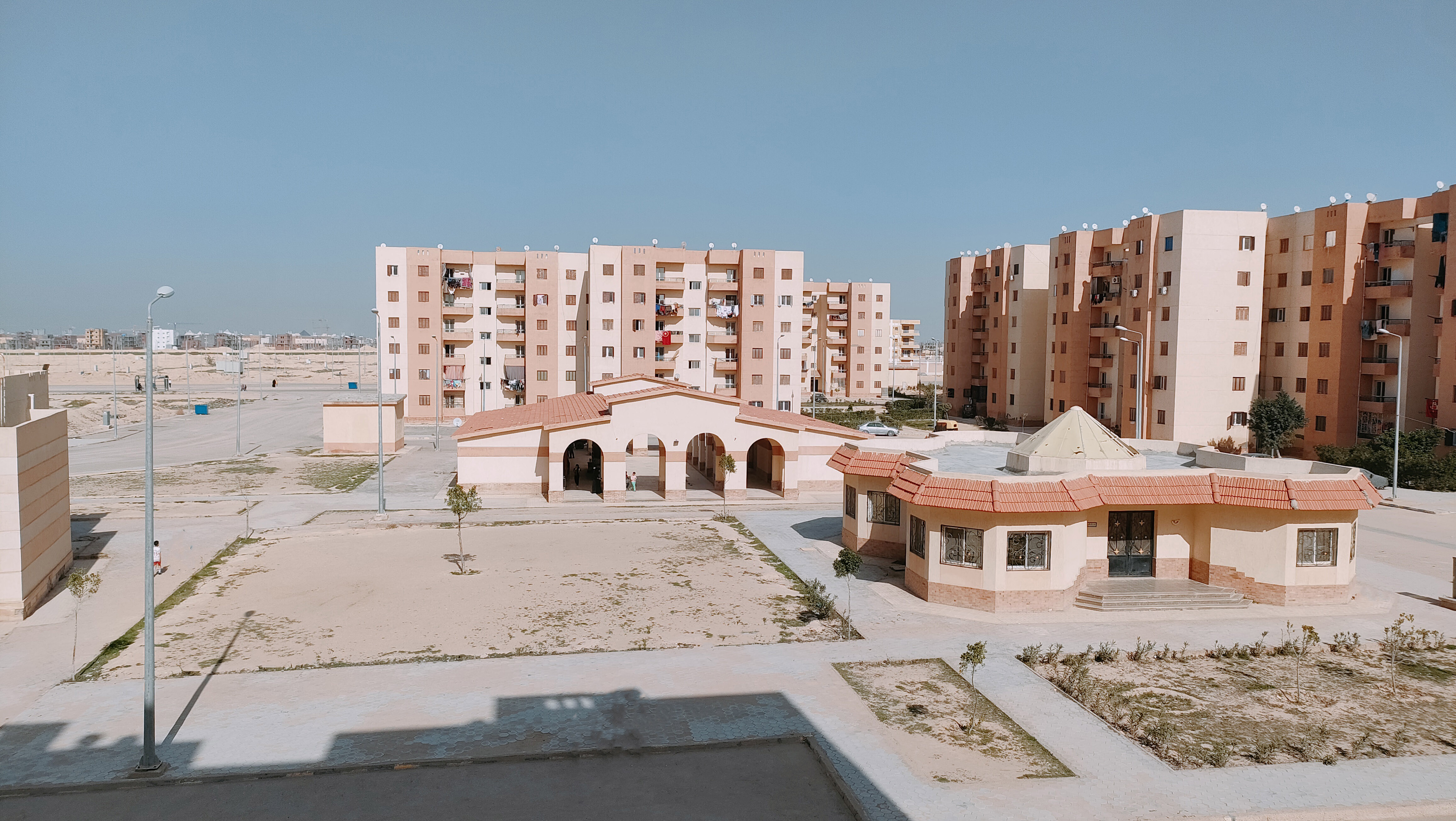
الإسكان الاجتماعي
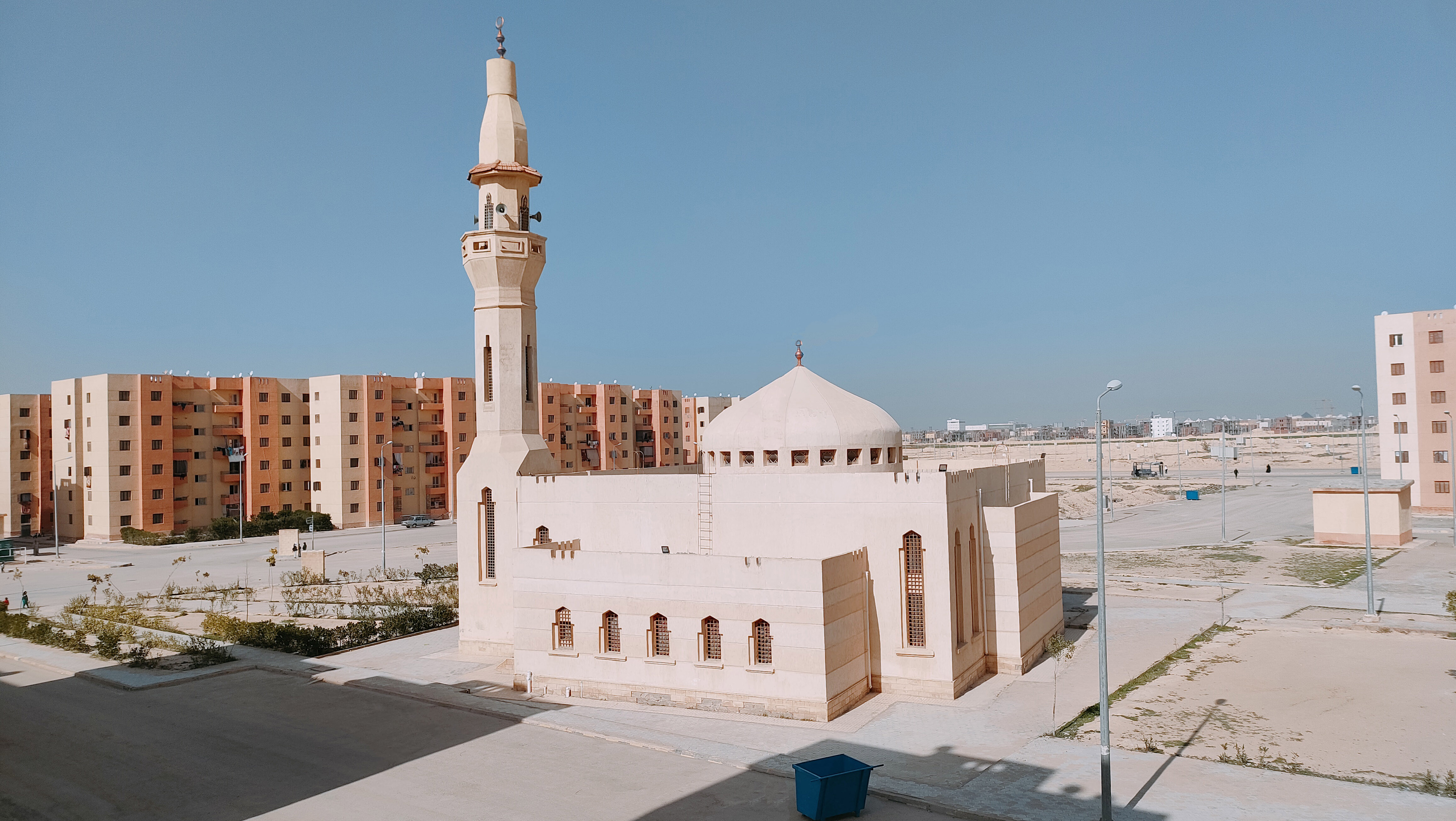
أحد المساجد بالحي الثامن
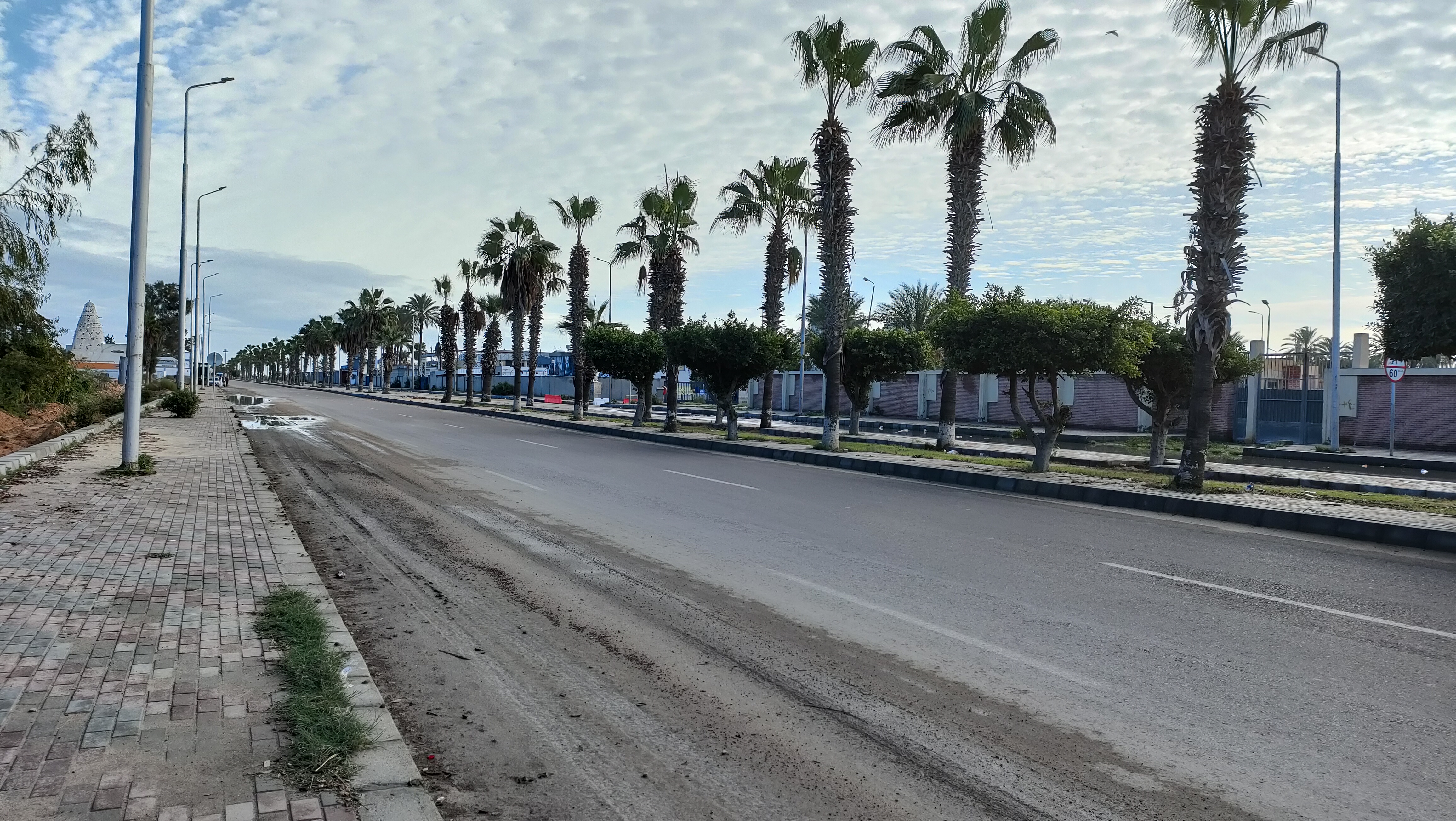
طريق المدخل الشرقي للمدينة
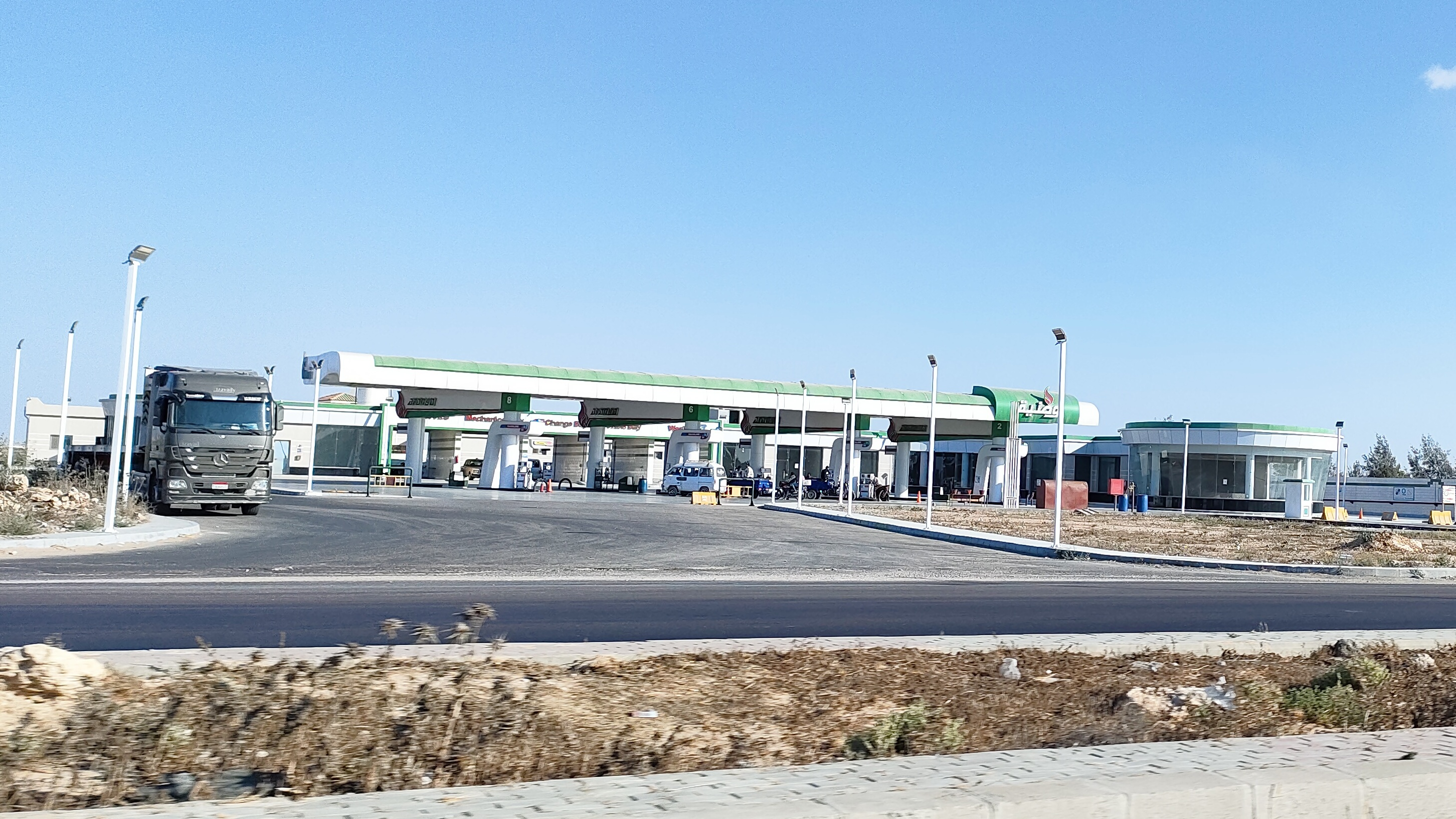
محطة وقود على طريق المدخل الشرقي

## وصلات خارجية
- صفحة المدينة على موقع هيئة المجتمعات العمرانية الجديدة.
- صفحة إخبارية عن المدينة على موقع فيس بوك.